# 독일
독일 연방공화국, 약칭 독일은 중앙유럽에 위치한 국가이다. 인구는 2023년 기준 84,607,016명으로 튀르키예를 제외한 유럽에서 러시아 다음으로 인구가 많은 국가이자 유럽 연합(EU) 회원국 중 인구가 가장 많은 국가이다. 북쪽으로 발트해, 북해와 남쪽으로 알프스산맥의 사이에 위치하며, 북쪽으로 덴마크, 동쪽으로 폴란드와 체코, 남쪽으로 오스트리아와 스위스, 서쪽으로는 베네룩스 3국과 프랑스와 접해 있다. 영토는 357,022km2이며 기후는 주로 온대 기후를 보인다. 공용어는 독일어이고, 그 외에 소수 민족들의 언어인 러시아어, 영어, 소르브어, 덴마크어, 프리지아어 등도 쓰인다. 독일의 수도이자 가장 인구가 많은 도시는 베를린이고, 주요 금융 중심지는 프랑크푸르트, 가장 넓은 도시권은 루르이다.
현대 독일 지역에 대한 정착은 전기 구석기 시대부터 시작되었으며, 신석기 시대 이후로는 주로 켈트족이 정착하였다. 이후 고대 시대부터는 다양한 게르만 부족이 현대 독일의 북부 지역에 정착했으며, 이 지역은 기원전 100년 이전부터 게르마니아라는 이름으로 기록되기 시작했다. 962년에 형성된 독일 왕국은 신성 로마 제국의 대부분을 차지했다. 이후 16세기에 북독일 지역은 종교 개혁의 중심지가 되었다. 1806년 나폴레옹 전쟁으로 인한 신성 로마 제국의 해체 이후에 독일에서는 독일 연방이 결성되었다.
1866년 8월 18일의 조약을 통해 프로이센이 주도하는 북독일 연방이 수립되고 프로이센-프랑스 전쟁을 통해 1871년 독일 제국이 성립되면서 독일은 현대의 국민 국가로의 공식적인 통일이 이루어졌다. 제1차 세계 대전과 11월 혁명 이후, 제국은 대통령제 바이마르 공화국으로 재편되었다. 나치의 집권은 독일의 전체주의 독재, 제2차 세계 대전과 홀로코스트를 만들어냈다. 유럽에서 제2차 세계 대전의 종전과 동시에 성립된 연합국 점령지 기간이 끝난 후 독일 전체는 일반적으로 서독이라고 불리는 '독일연방공화국'과, 동독으로 불리는 '독일민주공화국'이라는 제한된 주권을 가진 두 개의 개별 국가로 조직되었다. 독일연방공화국(서독)은 유럽 경제 공동체(EEC)와 유럽 연합(EU)의 창립 회원국이었고, 독일민주공화국(동독)은 동구권 국가이자 바르샤바 조약 기구의 회원국이었다. 동독에서 공산주의 정부가 몰락한 이후 독일이 재통일되어 이전 독일의 주들은 1990년 10월 3일 독일연방공화국에 가입하여 독일은 연방 의회 공화국이 되었다.
독일은 강력한 경제를 가진 강대국으로 여겨진다. 실제로 독일은 유럽에서 가장 큰 규모이고 명목 GDP로 세계 3위, 구매력 평가 기준으로 세계 5위인 경제를 가지고 있다. 산업, 과학과 기술 분야의 글로벌 강국으로서 세계 3위의 수출국이자 수입국이다. 선진국으로서 사회보장제도, 의료 서비스와 무상 교육을 제공한다. 독일은 유엔, 유럽 연합(EU), 북대서양 조약 기구(NATO), 유럽 평의회(CoE), G7, G20과 경제협력개발기구(OECD)의 회원국이다. 또한 독일은 세 번째로 많은 유네스코의 세계유산을 보유하고 있다.

## 국명
독일 자국 내에서의 표기인 Deutschland(도이칠란트), 원래 diutisciu land(독일의 땅)은 deutsch(Cf. Dutch)에서 유래되었다. Deutsch는 베르나쿨라를 라틴어, 로망스어군와 그 후대 언어들로부터 구분되기 위해 사용된 단어로써 인도유럽조어의 tewtéh₂(사람들)과 þeudō에서 유래된 게르만조어의 þiudiskaz(사람들의)에서 유래되었다.
독일 국외에서 독일의 국명은 세계 각국에서 다양하게 불린다. 대표적으로 영어로 '절머니(Germany)', 프랑스어 '알마뉴(Allemagne)', 폴란드어 '니엠치(Niemcy)', 중국어 '더궈(德国)', 네덜란드어 '다위츨란트(Duitsland)' 등이 있다.
현재 대한민국에서 쓰이는 '독일'이라는 한국어 명칭은 일제강점기에 일본어식 한자 음차 표기인 '도이쓰(일본어: 独逸)'를 받아들여 이를 한국식 한자음으로 읽은 것이며, 그 전에는 중국의 영향을 받아 '덕국(德國)'이라 불렀다. 해방 후에는 일제강점기의 잔재를 없애고 독일어 원발음에 좀 더 가깝게 하기 위해 '도이칠란트'로 표기했으나 대한민국에서는 이 표기법이 정착하지 못하였고, 현재는 대한민국 주재 대사관에서도 스스로를 '주한 "독일" 대사관'으로 일컫고 있다. 조선민주주의인민공화국에서 쓰이는 문화어에서는 원어의 표기와 비슷한 '도이췰란트'라는 명칭을 사용한다.

## 역사
인류 이전의 조상인 '다누비우스 구겐모시'는 1,100만 년 전에 독일에 살았으며, 직립보행하는 가장 초기의 사람과 유인원 중 하나로 이론화되었다. 고대 현 인류는 최소한 60만 년 전에 독일에 존재했다. 최초의 현 인류가 아닌 화석(네안데르탈인)은 독일 네안데르 계곡에서 발견되었다. 현재까지 발견된 가장 오래된 악기인 약 4만 2천 년 된 플루트, 약 4만 년 된 사자 인간, 약 3만 5천 년 된 홀레 펠스의 비너스 등을 포함하여 유사한 연대의 현 인류의 증거들이 슈베비셴 알프(Schwäbischen Alb)에서 발견되었다. 청동기 시대에 만들어진 네브라 하늘원반은 독일 유적지에서 발견되었다.

### 게르만 부족과 프랑크 제국

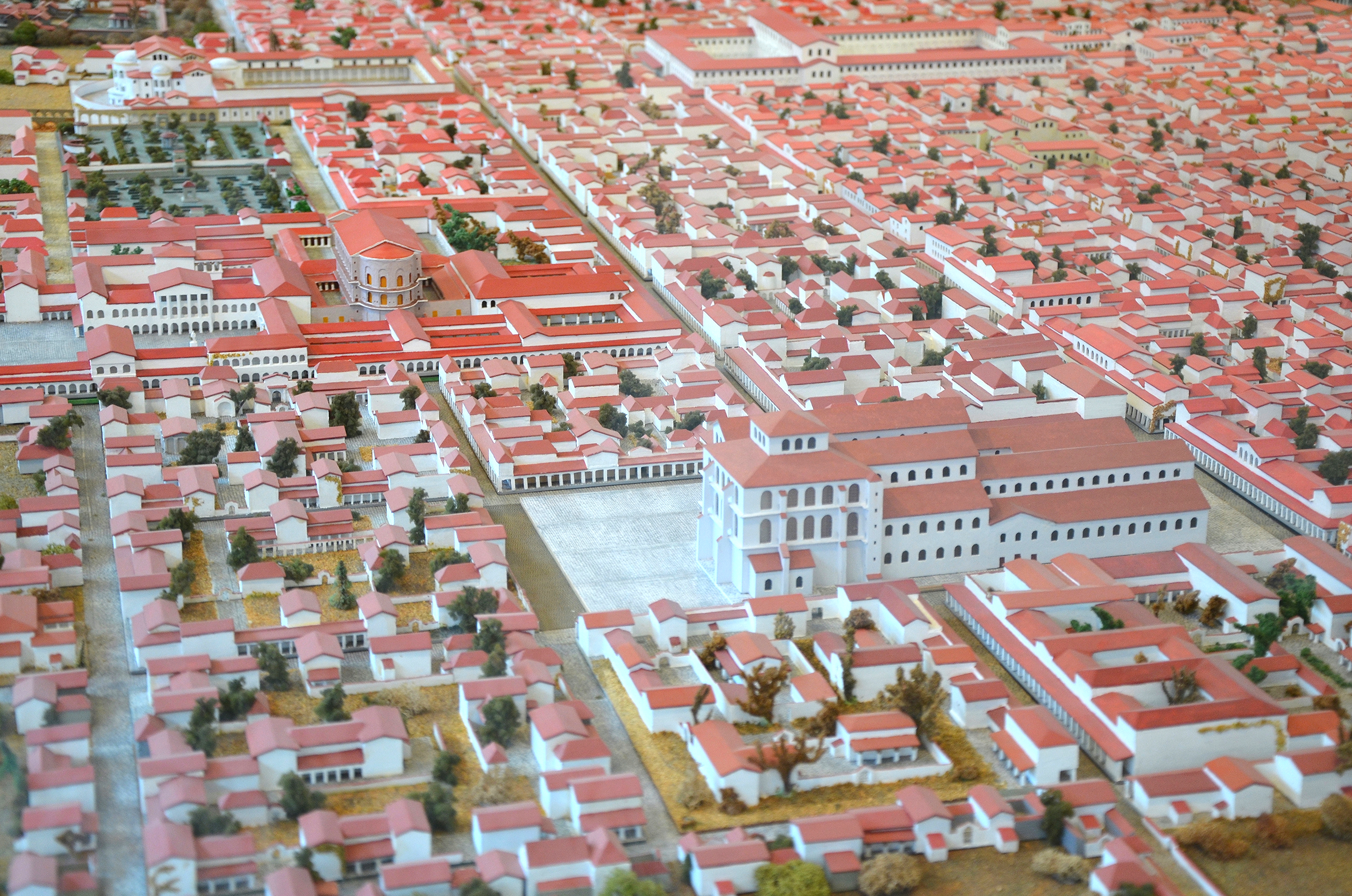
4세기 로마 제국의 일부였던 '아우구스타 트레베로룸'의 모형

게르만족은 북유럽 청동기 시대 혹은 초기 청동기 시대에서 시작된 것으로 여겨진다. 스칸디나비아 반도 남부와 북독일에서 그들은 남쪽, 동쪽, 서쪽으로 확장하여 켈트족, 이란족, 발트족, 슬라브족과 접하게 되었다.
아우구스투스 치하에서 로마 제국은 게르만 부족들이 거주하는 땅을 침략하기 시작하여 라인강과 엘베강 사이에 게르마니아 속주를 만들었다. 서기 9년, 세 개의 로마 군단이 토이토부르크 숲 전투에서 아르미니우스에게 패배했다. 이 전투의 결과로 인해 게르마니아를 지배하려는 로마인들의 야망을 단념시켰고, 따라서 이는 유럽의 역사에서 가장 중요한 사건 중 하나로 여겨진다. 서기 100년 타키투스가 《게르만족의 기원과 현황》을 썼을 때, 게르만 부족들은 라인강과 다뉴브강(리메스 게르마니쿠스)을 따라 정착하여 현대 독일의 대부분을 차지했다. 그러나 바덴뷔르템베르크, 남부 바이에른, 남부 헤센과 서부 라인란트는 로마의 속주로 편입되었다.
260년 경에 게르만족이 로마가 지배하는 땅에 침입했다. 375년 훈족의 침공 이후인 395년부터 로마가 쇠퇴하기 시작하면서 게르만 부족들은 남서쪽으로 이동할 수 있었다. 그곳에 정착한 게르만족들은 프랑크 왕국을 설립하고 작센과 바이에른을 정복하기 위하여 동쪽으로 이동했으며, 현대 독일의 동부 지역에는 서슬라브족이 거주했다.

### 동프랑크와 신성 로마 제국

843년의 동프랑크 왕국.

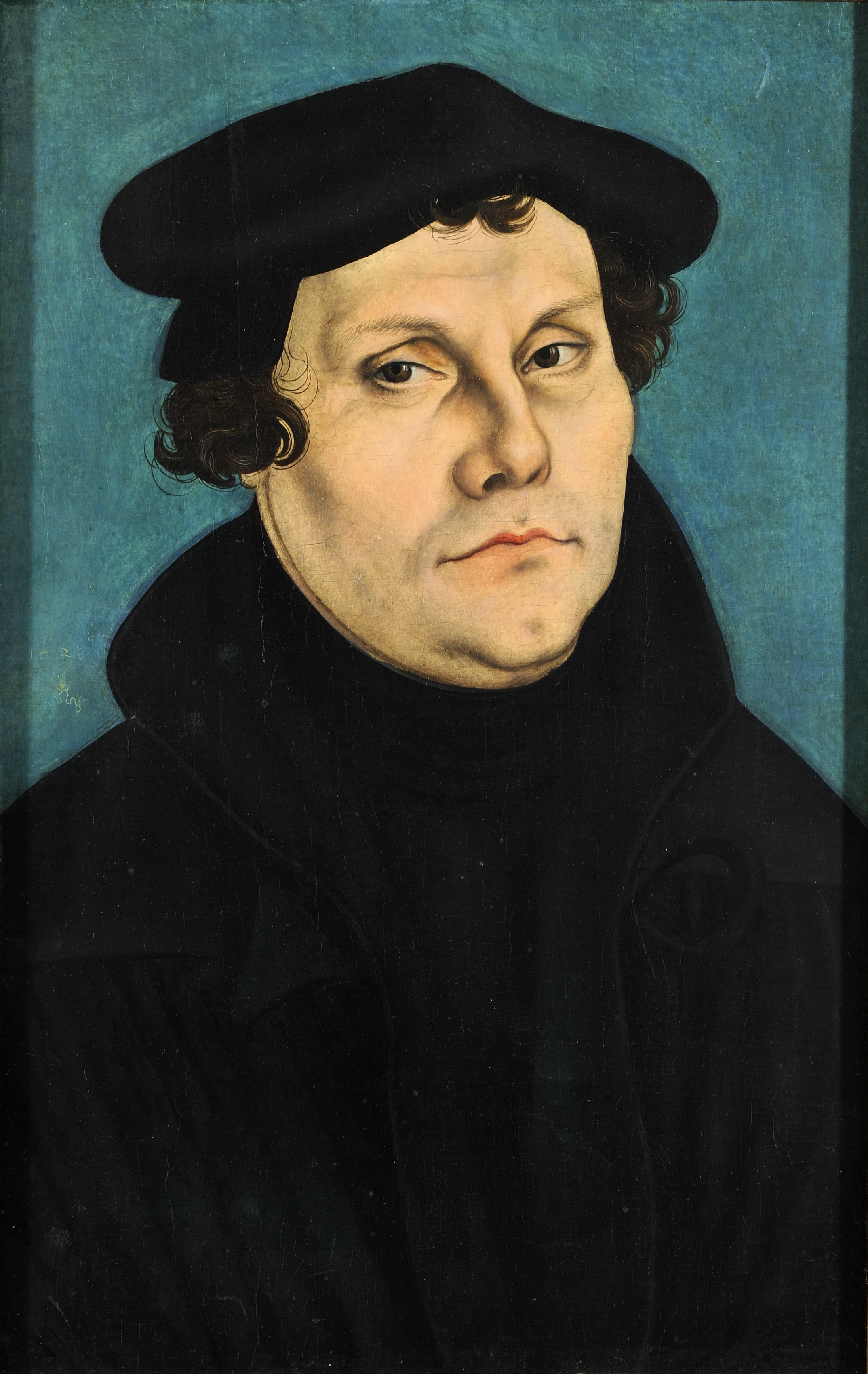
1483년 아이슬레벤에서 태어난 마르틴 루터는 로마 가톨릭교회에 도전하여 종교 개혁과 개신교를 일으켰다.

카롤루스는 800년 카롤루스 제국을 세웠으나, 이 제국은 843년 베르됭 조약으로 분할되었다. 동프랑크 왕국의 동쪽의 후대 왕국은 서쪽으로는 라인강에서 동쪽으로는 엘베강까지, 북쪽으로 북해에서 남쪽 알프스 산맥까지 뻗어 있었다. 그 후 신성 로마 제국이 등장하였고, 오토 왕조 시기(919-1024)에 여러 주요 부족공국들을 통합했다. 996년 오토 3세는 자신이 신성 로마 황제로 즉위한 직후 자신의 친척 그레고리오 5세를 교황으로 임명해 그레고리오 5세는 최초의 독일계 로마 교황이 되었다. 신성 로마 제국은 잘리어가 시기(1024-1125)에서 북부 이탈리아와 부르고뉴를 흡수했지만 이 시기에 서임권 투쟁으로 인해 황제는 권력을 잃었다.
호엔슈타우펜가 시기(1138-1254)에서 독일 왕자들은 남쪽과 동쪽으로의 독일인 정착을 장려하는 동방식민운동을 벌였다. 대부분의 북독일의 도시들은 한자 동맹의 일원으로서 무역의 확장을 통해 번영했다. 그러나, 이후 인구는 1315년 대기근으로 인해 감소하기 시작했으며, 뒤따라 1348~1350년 흑사병이 퍼졌다. 1356년에 발표된 금인칙서는 제국의 헌법 구조를 정립하였으며, 7명의 선제후에 의한 황제 선출을 성문화했다.
요하네스 구텐베르크는 유럽에 활자 인쇄술을 도입하여 지식의 민주화의 토대를 마련했다. 1517년 마르틴 루터는 개신교 종교 개혁을 선전하였으며, 그의 성경에 대한 해석은 언어의 표준화를 불러 일으켰다. 1555년 아우크스부르크 화의는 '복음주의' 신앙(루터교회)을 용인했으나, 동시에 '군주의 신앙이 신하들의 신앙이 되어야 함(라틴어: Cuius regio, eius religio 쿠이우스 레기오, 에이우스 렐리기오[*])'을 선언했다. 쾰른 전쟁부터 30년 전쟁(1618-1648)에 이르는 종교 분쟁은 독일의 땅을 황폐화시켰고 인구를 크게 줄였다.
베스트팔렌 조약은 제국 영지의 통치자들 간의 사이의 종교 전쟁을 종식시켰다. 대부분의 독일어권 영지 통치자들은 로마 카톨릭교회나 루터교회 또는 개혁 신앙을 공식 종교로 선택할 수 있었다. 일련의 '제국 개혁'(약 1495-1555)에 의해 시작된 법률 체제는 상당한 지방 자치권과 강력한 제국 의회를 만들었다. 합스부르크가는 1438년부터 1740년 카를 6세가 사망할 때까지 제국의 황제 직위를 가졌다. 오스트리아 왕위 계승 전쟁과 엑스라샤펠 조약에 따라 샤를 6세의 딸 마리아 테레지아가 왕후로 황제가 된 남편 프란츠 1세와 함께 제국을 통치했다.
1740년부터 합스부르크 군주국과 프로이센 왕국 사이의 이원론이 독일의 역사를 지배했다. 1772년, 1793년, 1795년에 프로이센과 오스트리아는 러시아 제국과 함께 폴란드 분할에 동의했다. 프랑스 혁명 전쟁, 나폴레옹 전쟁 이후 제국 의회의 최종 회의 기간 동안 대부분의 자유제국도시는 왕조의 영토에 합병되었고, 교회의 땅도 마찬가지로 세속화되고 합병되었다. 끝끝내 1806년 제국은 해체되었다. 프랑스, 러시아, 프로이센, 합스부르크(오스트리아)는 나폴레옹 전쟁 동안 독일 내의 패권을 놓고 경쟁했다.

### 독일 연방과 제국

1815년의 독일 연방.

나폴레옹이 몰락한 후의 빈 회의는 39개의 주권 국가들로 구성된 느슨한 동맹인 독일 연방을 수립했다. 오스트리아의 황제를 연방 의장으로 임명한 것은 프로이센의 영향력 증대에 대한 의회의 거부 의사를 반영한 것이다. 복원된 정치 내의 의견 충돌은 부분적으로 자유주의 운동의 부상으로 이어졌고, 이 운동은 클레멘스 폰 메테르니히 후작에 의한 새로운 탄압을 받았다. 독일의 관세동맹(Zollverein)은 체제가 확립된 후 독일의 경제적 통합을 촉진시켰다. 유럽의 혁명 운동에 영향을 받은 지식인들과 평민들은 독일 문제를 제기하면서 독일의 여러 국가들에서 1848년 혁명을 시작했다. 프로이센의 프리드리히 빌헬름 4세는 황제의 칭호를 받고도 권력을 잃었고, 이에 반발한 그는 자유주의자들이 제안한 왕관과 헌법을 거부했으며, 이는 독일에서 자유주의 운동의 일시적인 중단이었다.
빌헬름 1세는 1862년 오토 폰 비스마르크를 프로이센의 총리로 임명했다. 비스마르크는 1864년 덴마크와의 전쟁을 성공적으로 끝냈으며, 결정적으로 1866년 프로이센-오스트리아 전쟁을 승리로 이끌면서 그는 오스트리아를 배제한 북독일 연방을 수립할 수 있었다. 프로이센-프랑스 전쟁에서 프로이센이 승리한 이후, 독일의 군주들은 1871년에 독일 제국의 건국을 선포했다. 프로이센은 새로운 제국 내에서 제국을 지배하는 성격의 구성국이었고, 이로 인해 프로이센의 국왕이 독일의 황제였으며 프로이센의 수도 베를린은 독일의 수도가 되었다.
독일의 통일 이후 그륀더차이트 시대에 독일 총리로서의 비스마르크의 외교 정책은 새로운 동맹을 구축하고 전쟁을 피하여 강대국 독일의 지위를 확보했다. 그러나 빌헬름 2세 치하에서 독일은 신제국주의적 노선을 취하며 주변국과 마찰을 빚었다. 이 시기 독일은 다민족 국가 오스트리아-헝가리와의 이중 동맹을 구축하였고 1882년 삼국 동맹을 구축하면서 이탈리아를 동맹으로 끌여들었다. 영국, 프랑스와 러시아 3국은 발칸 반도에서 러시아의 이익에 대한 합스부르크의 간섭, 혹은 프랑스에 대한 독일의 간섭으로부터 자국을 보호하기 위해 동맹을 맺었다. 1884년 베를린 회담에서 독일은 동아프리카, 남서아프리카, 토골란드(토고)와 카메룬을 포함한 여러 식민지의 영유권을 주장했다. 나중에 독일은 식민 제국을 확장하여 태평양과 중국의 영토를 얻었다. 1904년부터 1907년까지 남서아프리카(현 나미비아) 식민 정부는 반란에 대한 대응으로 현지 헤레로인과 나마인들을 말살했으며, 이것은 20세기 최초의 집단학살이었다.
1914년 6월 28일 오스트리아 황위 계승자를 암살한 사라예보 사건은 오스트리아-헝가리가 세르비아를 침공하여 제1차 세계 대전을 개전할 구실을 제공했다. 약 2백만 명의 독일인이 사망한 4년 간의 전쟁 끝에, 휴전 협정이 전쟁을 종식시켰다. 1918년 11월 독일 혁명에서 빌헬름 2세와 집권 제후들은 직위를 포기했으며 독일은 연방공화국을 선포했다. 독일의 새로운 지도부는 1919년 연합국으로부터의 패배를 인정하는 베르사유 조약에 서명했다. 독일인들은 이 조약을 굴욕적이라고 생각했고, 역사가들은 이러한 분위기가 아돌프 히틀러의 부상에 영향을 끼쳤다고 보았다. 독일은 유럽 영토의 약 13%를 잃었고 아프리카와 태평양에 있는 모든 식민지 영토를 승전국에 할양했다.

### 바이마르 공화국과 나치 독일

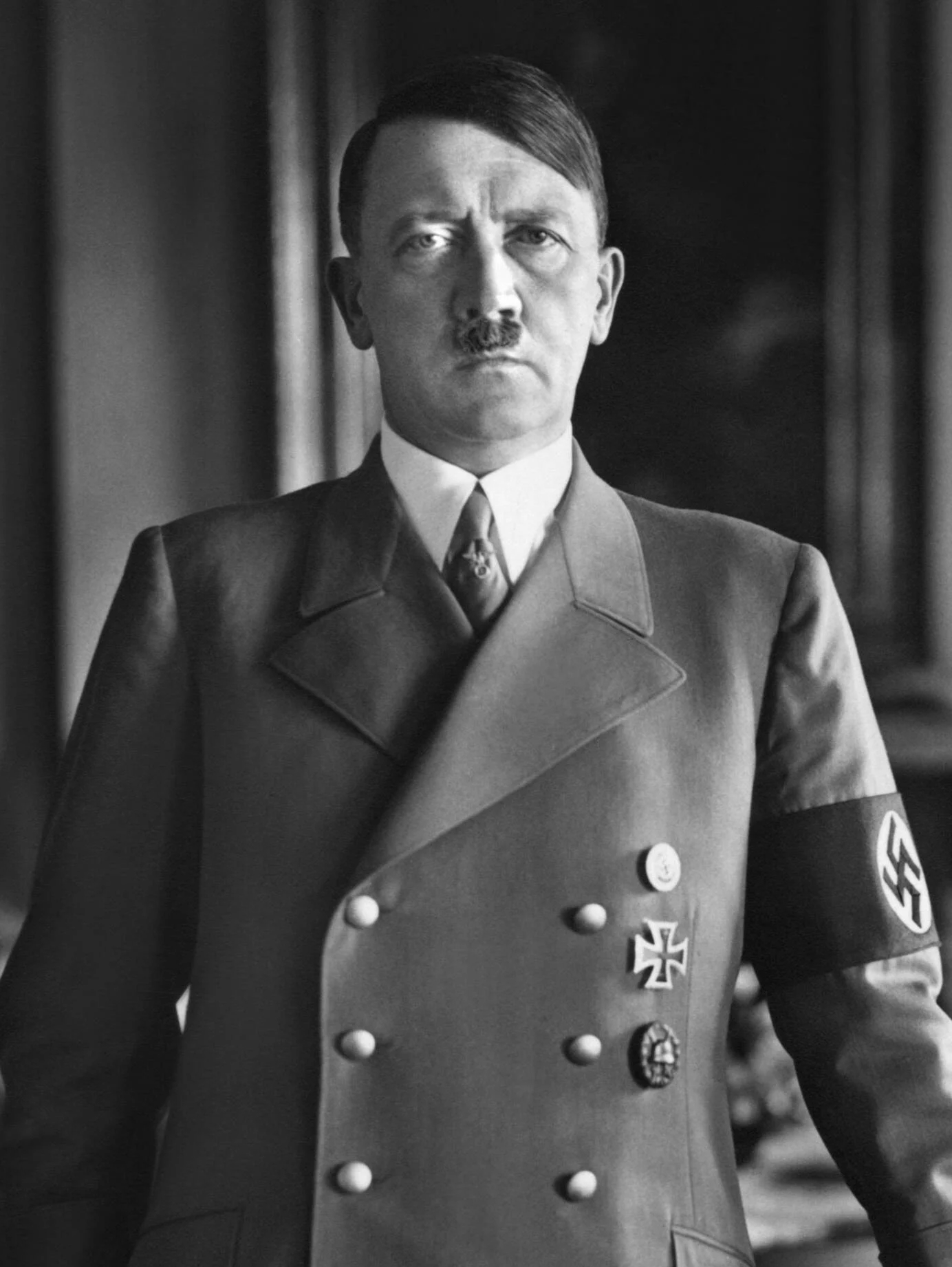
1933년부터 1945년까지 나치 독일의 독재자 아돌프 히틀러.

1919년 8월 11일, 프리드리히 에베르트 대통령은 민주적인 바이마르 헌법에 서명했다. 이어지는 권력 싸움에서 공산주의자들은 바이에른에서 권력을 장악했고, 다른 곳의 보수 세력들은 카프 폭동을 일으켜 공화국을 전복하려고 시도했다. 주요 산업 중심지에서의 거리 전투, 벨기에와 프랑스군에 의한 루르 점령에 더해 초인플레이션 기간이 뒤따랐다. 부채 구조 조정 계획과 1924년의 새로운 통화 생성은 예술적 혁신과 자유로운 문화 생활의 시대인 '황금의 20년대'를 열었다.
1929년 전 세계적인 대공황이 독일을 강타했다. 하인리히 브뤼닝 총리 정부는 재정 긴축과 디플레이션 정책을 추구하며 1932년까지 거의 30%의 실업률을 초래했다. 아돌프 히틀러가 이끄는 국가사회주의 독일 노동자당(나치당)은 1932년 특별선거 이후 독일의회에서 가장 큰 정당이 되었고 이내 1933년 1월 30일 파울 폰 힌덴부르크는 히틀러를 독일의 총리로 임명했다. 국가의회 의사당 화재 사건 이후, 새로운 법령은 기본적인 시민권을 폐지했고 최초의 나치 강제 수용소가 열리게 만들었다. 1933년 3월 23일, 전권 위임법은 헌법을 무시하고 히틀러에게 무제한적인 입법권을 부여하여 나치 독일의 시작을 알렸다. 히틀러의 정부는 중앙 집권화된 전체주의 국가를 수립하고 국제 연맹에서 탈퇴했으며 재무장을 선언하며 군대를 극적으로 늘렸다. 공공 사업에 중점을 둔 경제 재건을 위한 정부의 후원 프로그램으로 가장 유명한 것은 라이히스아우토반(Reichsautobahn) 정책이었다.
1935년 히틀러 정권은 베르사유 조약을 어기고 유대인과 기타 소수 민족을 대상으로 하는 뉘른베르크법을 도입했다. 또한 독일은 1935년 자르의 통제권을 다시 획득했고, 1936년 라인란트를 재무장시켰으며, 1938년 오스트리아를 합병하고 같은 해 뮌헨 협정을 통해 주데텐란트를 합병하였다. 1939년 3월 협정을 위반하고 체코슬로바키아를 완전히 점령하였다. 수정의 밤(Kristallnacht)에 히틀러 정권은 시나고그를 불태우고 유대인 기업을 파괴하며 유대인들을 대량으로 체포했다.

제2차 세계 대전 기간인 1942년 독일이 점령한 유럽의 지도. 푸른색 부분이 나치가 점령한 곳이다.

1939년 8월, 히틀러 정부는 동유럽을 소련과 독일의 세력권으로 나누는 몰로토프-리벤트로프 조약을 체결했다. 1939년 9월 1일 독일이 폴란드를 침공하고 9월 3일 영국과 프랑스가 독일에 선전포고하며 유럽에서 제2차 세계 대전이 발발했다. 1940년 봄, 독일은 덴마크와 노르웨이, 네덜란드, 벨기에, 룩셈부르크와 프랑스를 침공하여 점령하고 프랑스 정부가 휴전 협정에 서명하도록 강요했다. 그러나 영국군은 영국 본토 항공전을 통해 독일군의 공습을 격퇴했다. 1941년에 독일군은 유고슬라비아, 그리스와 소련을 침공하였다. 1942년까지 독일과 그 동맹국들은 유럽의 대부분과 북아프리카의 대부분을 장악했지만, 스탈린그라드 전투에서 소련이 승리하고 북아프리카를 연합국에게 다시 빼앗기고, 1943년 연합국이 이탈리아에 상륙한 이후 독일군은 반복되는 군사적 패배를 겪었다. 1944년 소련은 동유럽을 점령했고, 서방 연합국은 프랑스에 상륙하여 독일의 마지막 반격을 이겨내고 독일에 입성했다. 베를린 공방전 도중 히틀러가 자살한 후, 독일은 1945년 5월 8일 항복문서에 서명하여 유럽과 독일에서의 제2차 세계 대전을 종식시켰다. 전쟁이 끝난 후 살아남은 나치 관료들은 뉘른베르크 국제군사재판에서 전쟁범죄로 재판을 받았다.
나중에 홀로코스트로 알려지게 되는 나치 독일 정부의 정책은 독일 내의 소수 민족들을 유럽 전역의 강제 수용소와 절멸 수용소에 억류하는 것과 같이 소수 민족을 박해했다. 총 1,700만 명이 조직적으로 살해당했는데, 여기에는 유대인 600만 명, 롬인 최소 13만 명, 27만 5천 명의 장애인, 수천 명의 여호와의 증인, 동성애자 수천 명, 정치와 종교적인 반대자 수십만 명이 포함된다. 독일 점령지에서 독일의 정책으로 인해 폴란드인 약 270만 명, 우크라이나인 130만 명, 벨라루스인 100만 명, 소련의 전쟁 포로 350만 명이 사망했다. 독일군의 사상자는 530만 명으로 추산되며, 독일의 민간인 약 90만 명이 사망했다. 약 1,200만 명의 독일인들이 동유럽 전역에서 추방되었고 독일은 전쟁 전 영토의 약 4분의 1을 잃었다.

### 동독과 서독

1947년 제2차 세계 대전의 종전 이후 미국, 소련, 영국, 프랑스의 점령지와 프랑스가 합병한 자르 보호령을 포함하는 지도. 오데르-나이세선의 동쪽 영토는 포츠담 회담에 따라 폴란드와 소련에 양도되었다.

나치 독일이 항복한 후 연합군은 베를린과 남은 독일의 영토를 4개의 점령 지역으로 분할했다. 프랑스, 영국, 미국이 통제하는 서부 지역은 1949년 5월 23일 독일 연방공화국(독일어: Bundesrepublik Deutschland)이 형성되면서 하나로 합쳐졌고, 1949년 10월 7일 소련이 점령한 지역은 독일 민주공화국(독일어: Deutsche Demokratische Republik)으로 재편되었다. 이 국가들은 각각 비공식적으로 '서독'과 '동독'으로 불렸다. 동독은 동베를린을 수도로, 서독은 본을 임시 수도로 선택하여 두 국가 분할은 일시적인 것임을 강조했다.
서독은 '사회적 시장경제'를 가진 연방 의회 공화국으로 설립되었고, 1948년부터 서독은 미국의 마셜 플랜에 따라 재건을 위한 원조를 받는 주요한 국가가 되었다. 콘라트 아데나워는 1949년 독일의 첫 연방총리로 선출되었으며, 독일은 1950년대 초부터 장기적인 경제 성장(Wirtschaftswunder)을 누렸다. 서독은 1955년에 북대서양 조약 기구(NATO)에 가입했고 유럽 경제 공동체(EEC)의 창립국이었다. 1957년 1월 1일, 자르는 서독에 가입하여 연방의 일원이 되었다.
동독은 소련으로부터 점령군과 바르샤바 조약 기구를 통해 정치적, 군사적으로 통제받는 동구권 국가였다. 동독이 자신이 민주주의 국가임을 주장했지만 모든 정치적 권력은 비밀 정보 기관인 국가보안부의 지원을 받는 독일 사회주의통일당의 지도부(폴리트뷰로)에 의해서만 행사되었다. 동독의 선전이 동독의 사회 프로그램의 혜택과 서독의 침략 위협에 근거했음에도 불구하고, 많은 동독의 시민들은 자유와 번영을 위해 서독을 찾았다. 1961년에 세워진 베를린 장벽은 동독 시민들이 서독으로 탈출하는 것을 막았고 나중에 이 장벽은 냉전의 상징이 되었다.
동독과 서독 사이의 긴장감은 1960년대 후반 빌리 브란트 총리의 동방 정책(Ostpolitik)에 의해 완화되었다. 1989년 헝가리는 철의 장막을 해제하고 오스트리아와의 국경을 개방하기로 결정했고, 이로 인해 수천 명의 동독의 시민들이 헝가리와 오스트리아를 거쳐 서독으로 이주하게 되었다. 이것은 정기적인 대중 시위들이 점점 더 많은 지지를 받고 있던 동독에게 치명적인 영향을 미쳤다. 동독의 체제를 유지하기 위한 노력의 일부로 동독 당국은 국경 제한을 완화했지만, 실제로는 독일이 완전한 주권을 되찾은 2+4 조약으로 분수령이 되는 개혁 과정이 가속화되었다. 이로 인해 1990년 10월 3일 구 동독의 재건된 5개의 주가 독일 연방공화국에 가입하면서 독일의 재통일이 허용되었다. 1989년 베를린 장벽의 붕괴는 공산주의의 몰락, 소련의 붕괴, 독일의 재통일과 전환점(Die Wende)의 상징이 되었다.

### 통일 독일과 유럽 연합

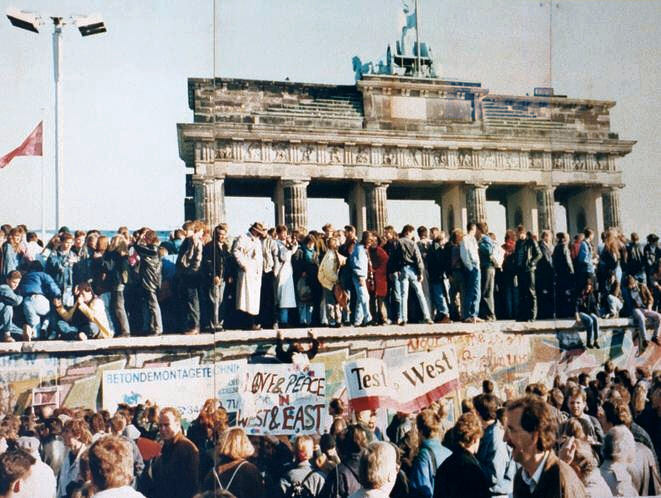
1989년 붕괴된 베를린 장벽과 브란덴부르크 문(사진)은 냉전 종식의 첫 번째 발전 중 하나였으며 이는 최종적으로 소련의 해체로 이어졌다.

통일 독일은 서독의 확장된 연장선으로 여겨지며 각종 국제 조직의 회원 자격들을 유지했다. 1994년 '베를린-본 법'에 의거하여 베를린은 다시 독일의 수도가 되었으며, 본은 일부 연방 부처를 유지하는 연방직할시(Bundesstadt)라는 독특한 지위를 얻었다. 정부 이전은 1999년에 완료되었고, 동독 경제의 현대화는 2019년까지 지속되었다.
통일 이후 독일은 1992년 마스트리흐트 조약과 2007년 리스본 조약에 서명하고 유로존을 공동 설립하는 등 유럽 연합(EU)에서 보다 적극적인 역할을 수행했다. 독일은 발칸 반도의 안정을 확보하기 위해 평화유지군을 파견했고, 탈레반 축출 이후 아프가니스탄에 안보를 보장하기 위한 NATO의 노력의 일부로 독일군을 아프가니스탄에 파견했다.
2005년 독일 연방의회 선거에서 앙겔라 메르켈은 최초의 독일의 여성 총리가 되었다. 2009년 독일 정부는 500억€(유로) 규모의 경기 부양 계획을 승인했다. 21세기 초 독일의 주요 정치 프로젝트 중에는 유럽 통합의 진전, 지속 가능한 에너지 공급을 위한 에너지 전환(Energiewende), 균형 잡힌 예산을 위한 부채 억제, 출산율 증가 정책, 인더스트리 4.0으로 요약되는 독일 경제의 전환을 위한 첨단전략 등이 있다. 2015년 유럽 난민 위기 동안, 독일은 백만 명 이상의 난민과 이주민을 받아들였으며, 2022년 러시아의 우크라이나 침공 동안 독일은 우크라이나에 많은 군사 지원을 제공했다.

## 자연 환경

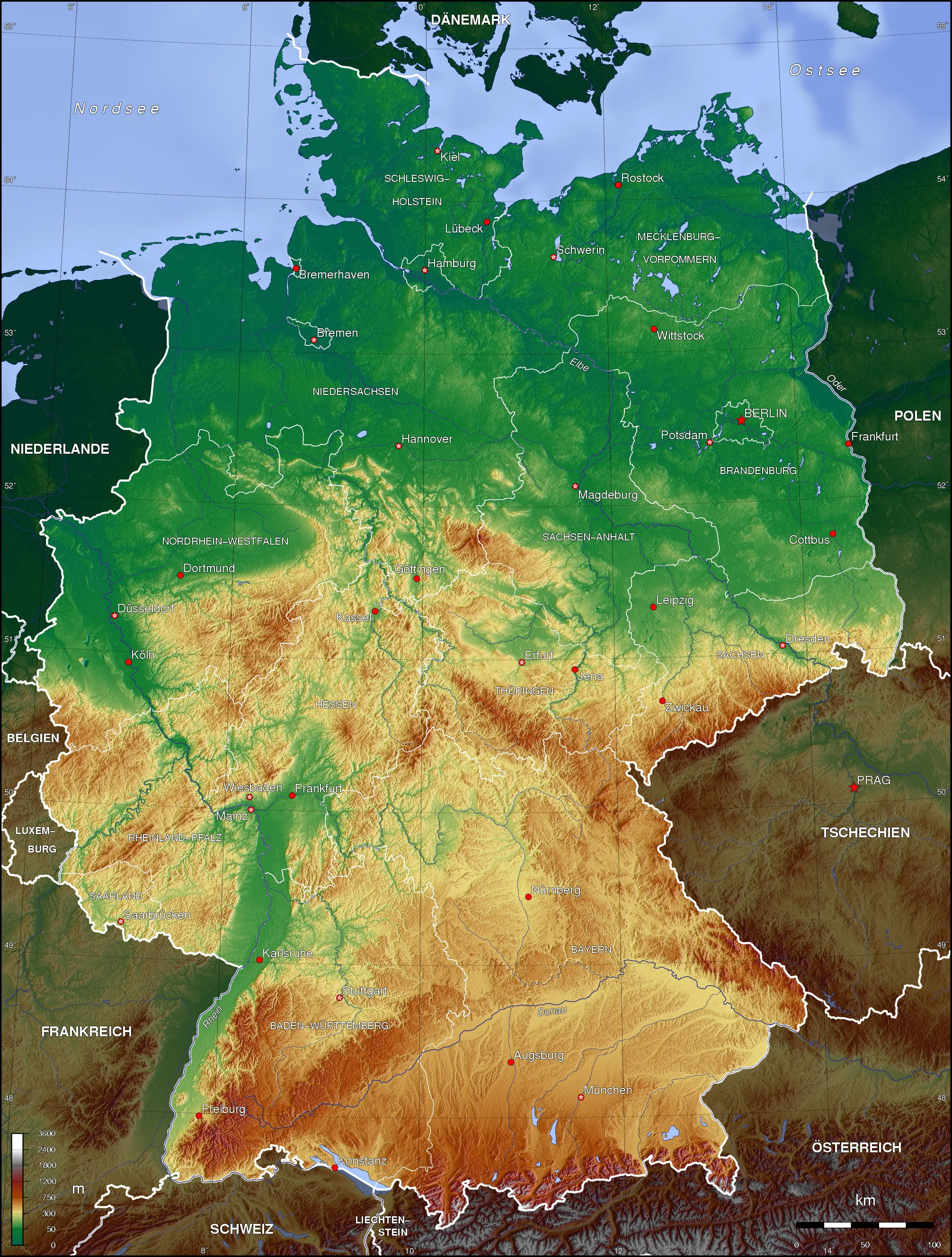
독일의 지형도.

독일의 면적은 357,021km2로, 육지 면적 349,223km2와 내수면 면적 7,798km2로 이루어져 있으며, 유럽에서 7번째로 영토가 넓은 국가이다. 독일은 북쪽으로 덴마크, 동쪽으로 폴란드와 체코, 남동쪽으로 오스트리아와 남서쪽으로 스위스와 국경을 접하고 있고, 서쪽으로는 프랑스, 룩셈부르크, 벨기에, 북서쪽으로 네덜란드와 맞닿아 있다. 북서쪽으로는 북해를, 북동쪽으로 발트해와 마주하고 있다.
독일의 해발고도는 남쪽의 고도가 높은 알프스 산맥(최고점: 추크슈피체산의 2,962m)에서 고도가 낮은 북서쪽의 북해 해안과 북동쪽의 발트해까지 다양하다. 독일 중부에 숲이 우거진 고지대와 북부의 저지대(최저점: '빌슈테르마르슈, 노이엔도르프-작센반데', 3.54m)에는 라인강, 다뉴브강, 엘베강 등의 주요한 여러 강이 가로지른다. 독일의 주요한 천연 자원들에는 철광석, 석탄, 칼륨, 목재, 갈탄, 우라늄, 구리, 천연 가스, 소금과 니켈 등이 있다.

### 기후
독일은 북쪽과 서쪽의 해양성 기후부터 대륙성 기후에 이르는 다양한 종류의 온대 기후를 가지고 있다. 겨울에는 일반적으로 강수량이 많지 않은 흐린 날씨로 남쪽의 알프스의 추운 날씨부터 서늘한 날씨가 있으며, 여름에는 덥고 건조한 날씨부터 시원하고 비가 오는 날씨까지 다양하다. 북부 지역은 북해에서 습한 공기를 받아 기온을 낮추고 강수량을 증가시키는 편서풍이 우세하다. 반대로, 남동부 지역은 더 극단적인 일교차를 보인다.
2019년 2월부터 2020년까지 독일의 월평균 기온은 2020년 1월 최저 온도 3.3 °C (37.9 °F)에서 2019년 6월 최고 온도 19.8 °C (67.6 °F)까지 다양했다. 월 평균 강수량은 2019년 2월 4월 제곱미터당 30리터에서 2020년 2월 제곱미터당 125리터까지 다양했다. 월 평균 일조시간은 2019년 11월 45시간에서 2019년 6월 300시간까지 다양했다.

### 생물

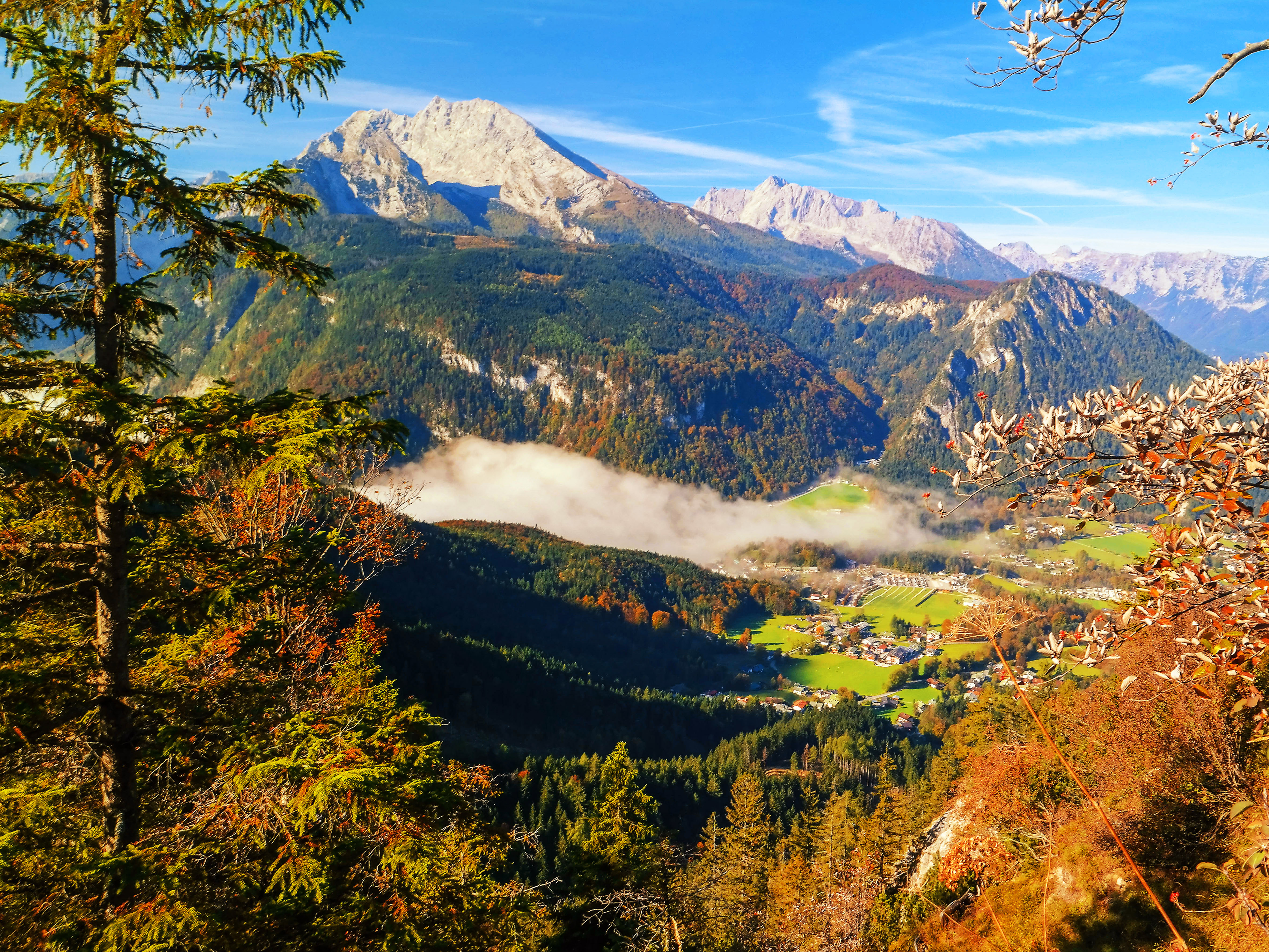
독일 바이에른주에 위치한 베르히테스가덴 국립공원(Berchtesgaden National Park).

독일의 영토는 대서양 혼합림, 발트 혼합림, 중앙유럽 혼합림, 알프스 혼합림과 서유럽 활엽수림 등으로 5개의 생태지역으로 나눌 수 있다. 2016년 기준으로 독일 국토의 51%는 농업 지역으로, 30%는 숲으로, 14%는 주거지와 기반 시설들을 포함한 도시로 덮여 있다.
독일에 있는 식물과 동물은 일반적으로 중앙유럽에 흔히 분포한 것들이다. 독일 국립산림목록에 따르면 숲의 60%는 대부분 가문비나무속과 소나무속으로 이루어진 침엽수로 덮여 있으며, 나머지 40%는 대부분 너도밤나무속, 참나무속과 기타 낙엽성 나무들이 차지한다. 또한 독일에는 많은 종류의 양치류, 꽃, 균계와 이끼류 생물들이 있다. 독일의 야생동물로는 노루, 멧돼지, 무플런, 여우, 오소리, 토끼와 소수의 비버가 있다. 푸른색 수레국화는 과거 독일의 국화였다.
독일의 국립공원은 모두 16개이다. 이에 더해 17개의 생물보전지역, 105개의 자연 공원과 400개 이상의 동물원이 독일에 위치해 있다. 1844년부터 운영된 베를린 동물원은 독일에서 가장 오래된 동물원으로, 세계에서 가장 다양한 종의 동물을 가지고 있다.

## 정치
독일은 의원내각제와 대의 민주제를 채택한 연방공화국이다. 연방공화국의 입법권은 독일 연방의회(Bundestag)와 독일 연방상원(Bundesrat)으로 구성된 의회가 가지고 있다. 연방의회는 직접 선거를 통해 혼합형 비례대표제를 실시하고, 연방상원은 16개 연방주 정부에 의해 임명되며 각각의 연방주를 대표한다. 독일의 정치 체제는 독일 기본법(Grundgesetz)으로도 불리는 1949년 제정된 헌법에 명시된 틀에 따라 운영된다. 기본법 개정안은 일반적으로 연방의회와 연방상원 모두의 3분의 2 이상이 찬성해야 이루어지며, 기본법에서 인간의 존엄성, 권력 분립, 연방공화국의 구조와 법치주의를 보장하는 조항은 영원히 유효하다.
현재 프랑크발터 슈타인마이어 대통령은 국가원수로서 국가를 대표하는 책임과 권한을 부여받는다. 대통령은 대통령을 선출하기 위해서만 소집되는 연방총회(Bundesversammlung)에 의해 선출된다. 연방공화국의 두 번째로 높은 지위에 있는 공무원은 연방의회 의장(Bundestagspräsident)으로, 연방의회에서 선출되며 연방의회의 각종 회의를 감독하는 책임을 갖는다. 세 번째로 높은 지위에 있는 공무원이자 정부수반은 총리로, 연방의회에서 가장 많은 의석을 보유한 정당이나 연립정당에 의해 선출되어 임명된다. 2025년 취임한 프리드리히 메르츠 총리는 정부수반으로서 연방내각을 통해 행정권을 행사한다.
1949년 이후 정당 체제는 기독교민주연합(CDU)과 독일 사회민주당(SPD)이 장악한 채로 유지되었으며, 지금까지의 모든 총리는 이 두 정당의 하나에 속해 있었다. 그럼에도 소규모 정당인 자유민주당(FDP)과 동맹 90/녹색당(GRÜNE) 등은 연립정부의 하급 구성 파트너로서 정부에 속했다. 반면 2007년 이후에 연방의회에서 주요한 세력으로 자리잡은 민주사회주의 정당인 좌파당은 정부에 속한 적이 한 번도 없다. 2017년 독일 연방의회 선거에서는 우익 포퓰리즘 정당인 독일을 위한 대안(AfD)이 독일 연방의회에서 처음으로 의석을 얻어낼 만큼 많은 표를 얻었다.

### 행정 구역
독일은 연방제 국가이며 전체적으로 16개의 연방주(Länder)로 구성되어 있다. 각 연방주는 각각 자체 헌법을 가지고 있으며, 연방주 내의 조직과 관련해 주로 자율적인 권한을 갖는다. 2017년 독일은 401개의 군(Kreise)으로 이루어져 있으며, 군은 294개의 지역군(Landkreis, 농촌 지역)과 107개의 군급시(Kreisfreie Stadt, 도시 지역)로 나뉜다.
| 주                       | 주도         | 면적    | 면적    | 인구(2022년 인구조사) | 명목 지역총생산    | 명목 지역총생산                     | 1인당 명목 지역총생산 (2023년, 유로) |
| 주                       | 주도         | km2     | mi2     | 인구(2022년 인구조사) | 십억 유로 (2023년) | 독일 전체에서 차지하는 GDP 비율 (%) | 1인당 명목 지역총생산 (2023년, 유로) |
| ------------------------ | ------------ | ------- | ------- | --------------------- | ------------------ | ----------------------------------- | ------------------------------------ |
| 바덴뷔르템베르크주       | 슈투트가르트 | 35,751  | 13,804  | 11,104,040            | 615.071            | 14.92                               | 54,339                               |
| 바이에른주               | 뮌헨         | 70,550  | 27,240  | 13,038,724            | 768.469            | 18.65                               | 57,343                               |
| 베를린                   | 베를린       | 892     | 344     | 3,596,999             | 193.219            | 4.69                                | 51,209                               |
| 브란덴부르크주           | 포츠담       | 29,654  | 11,449  | 2,534,075             | 97.477             | 2.37                                | 37,814                               |
| 브레멘주                 | 브레멘       | 420     | 162     | 693,204               | 39.252             | 0.95                                | 56,981                               |
| 함부르크                 | 함부르크     | 755     | 292     | 1,808,846             | 150.575            | 3.65                                | 79,176                               |
| 헤센주                   | 비스바덴     | 21,115  | 8,153   | 6,207,278             | 351.139            | 8.52                                | 54,806                               |
| 메클렌부르크포어포메른주 | 슈베린       | 23,214  | 8,963   | 1,570,817             | 59.217             | 1.44                                | 36,335                               |
| 니더작센주               | 하노버       | 47,593  | 18,376  | 7,943,265             | 363.109            | 8.81                                | 44,531                               |
| 노르트라인베스트팔렌주   | 뒤셀도르프   | 34,113  | 13,171  | 17,890,489            | 839.084            | 20.36                               | 46,194                               |
| 라인란트팔츠주           | 마인츠       | 19,854  | 7,666   | 4,094,169             | 174.249            | 4.23                                | 41,797                               |
| 자를란트주               | 자르브뤼켄   | 2,569   | 992     | 1,006,864             | 41.348             | 1.00                                | 41,617                               |
| 작센주                   | 드레스덴     | 18,416  | 7,110   | 4,038,131             | 155.982            | 3.78                                | 38,143                               |
| 작센안할트주             | 마그데부르크 | 20,452  | 7,897   | 2,146,443             | 78.38              | 1.90                                | 35,911                               |
| 슐레스비히홀슈타인주     | 킬           | 15,802  | 6,101   | 2,927,542             | 118.68             | 2.88                                | 40,090                               |
| 튀링겐주                 | 에어푸르트   | 16,202  | 6,256   | 2,110,396             | 75.909             | 1.84                                | 35,715                               |
| 독일                     | 베를린       | 357,386 | 137,988 | 82,719,540            | 4,121.16           | 100                                 | 48,750                               |

### 법
독일은 게르만법을 참조하고 주로 로마법에 기반을 둔 시민법 시스템을 갖추고 있다. 연방헌법재판소(Bundesverfassungsgericht)는 사법심사 권한을 갖고 헌법 문제를 담당하는 독일의 대법원이다. 독일의 사법체제는 민사와 형사 사건의 경우 최고 항소 법원은 연방사법원(Bundesgerichtshof)이고, 그 외의 사건의 경우에는 연방노동법원, 연방사회법원, 연방재정법원과 연방행정법원 등의 법원이 맡는다는 형식으로 전문화되어 있다.
형법은 독일 형법(Strafgesetzbuch)으로, 사법의 경우 독일 민법(Bürgerliches Gesetzbuch)으로 연방 차원에서 성문화되어 있다. 독일의 처벌 제도는 범죄자의 재사회화와 공익 보호를 추구한다. 한 명의 전문 판사 앞에서 재판을 받는 경범죄와 심각한 정치범죄를 제외하고, 모든 혐의는 참심원(Schöffen)과 전문 판사가 재판하는 참심제를 통해 재판이 이루어진다.
2016년 기준 독일의 인구 10만 명 당 살인율은 1.18명으로 낮은 편이다. 2018년에는 전체 범죄율이 1992년 이후에 가장 낮은 수준으로 감소하였다.
독일은 2017년부터 동성결혼을 합법화시켰으며, 성소수자 권리는 일반적으로 국가에게 보호받는다.

### 외교

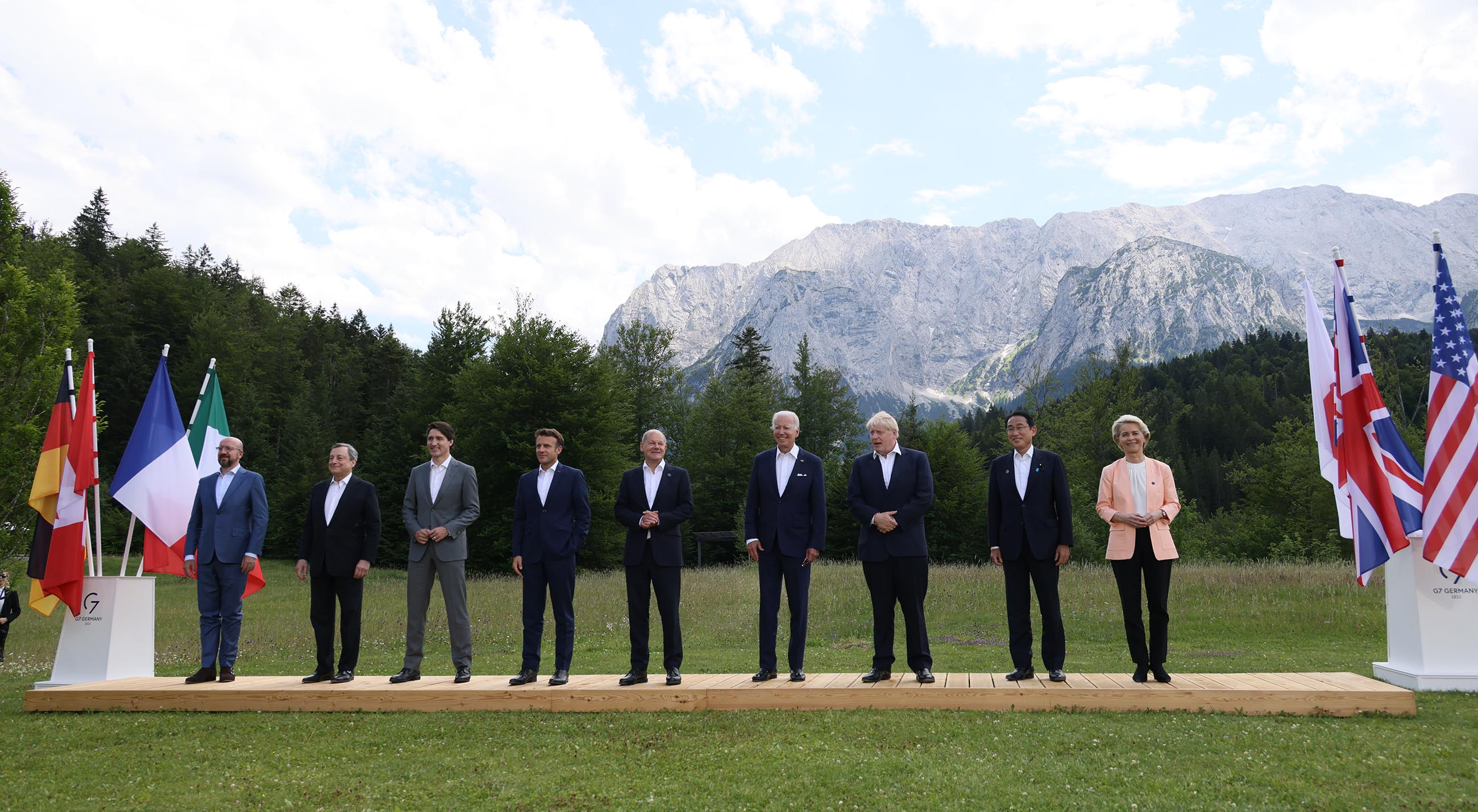
2022년 독일은 바이에른 슐로스 엘마우(Schloss Elmau)에서 G7 회의를 개최했다.

독일은 227개의 해외 외교 사절단을 보유하고 있으며, 이 중에서 190개국 이상의 국가와 대외 관계를 가지고 있다. 또한 독일은 북대서양 조약 기구(NATO), 경제협력개발기구(OECD), G7, G20, 세계은행과 국제 통화 기금(IMF)의 회원국이다. 독일은 유럽 연합의 창립 이후 유럽 연합에서 큰 영향력을 가지고 있었으며 1990년 이후로 프랑스를 포함한 모든 주변국들과 강력한 동맹을 유지해 왔다. 독일은 보다 통합된 유럽의 정치, 경제와 안보 기관의 창설을 촉구한다. 독일 정부와 미국 정부는 긴밀한 정치적 동맹국이며, 문화적 유대감과 경제적 이해 관계로 인해 형성된 두 나라 사이의 관계는 대서양주의가 만들어지는 데에 큰 역할을 맡았다. 1990년 이후 독일과 러시아는 에너지 개발을 중요한 목표로 삼는 '전략적 파트너십'을 구축하기 위해 협력했다. 이 결과로 독일은 자국에서 소비하는 대부분의 천연가스와 원유를 러시아로부터 수입하게 되었다. 또한 1955년 독일 정부와 대한민국 정부가 양국을 상호 승인함으로써 우호적 관계가 시작된 한국과 독일은 현재까지도 양국 간 수입, 수출이 활발하게 일어나는 긴밀한 협력국이다.
독일의 경제발전정책은 외교정책의 독립된 영역으로, 이 일은 연방경제협력개발부가 수행한다. 독일 정부는 경제협력의 발전 정책을 국제 사회의 공동의 책임으로 보고 있다. 2019년에 독일은 미국에 이어 세계에서 두 번째로 많은 해외 원조를 한 국가가 되었다.

### 국방

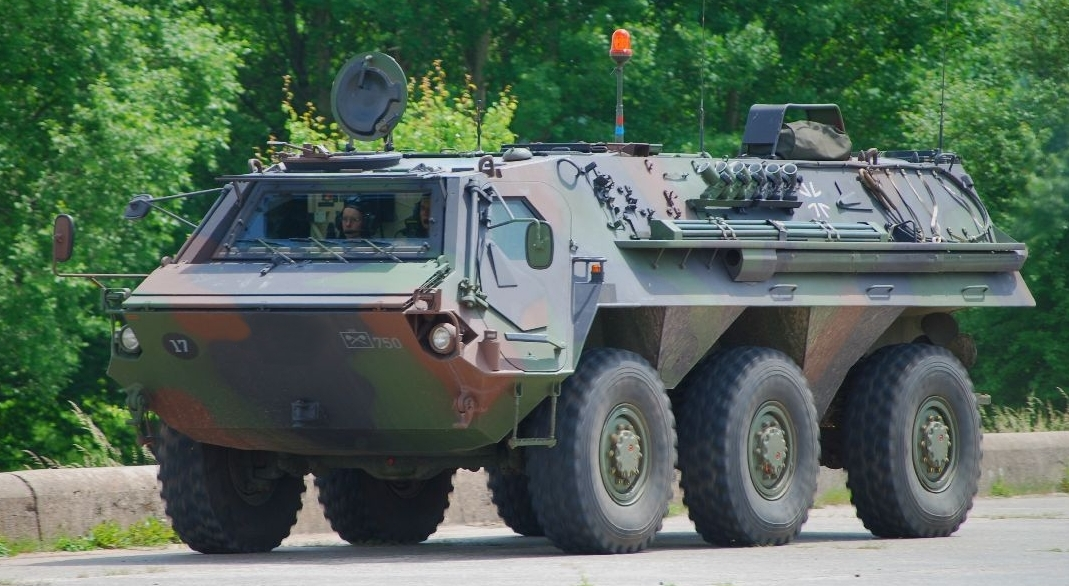
독일의 장갑차 TPz 푹스의 모습.

독일의 군대인 독일 연방방위군(Bundeswehr)은 독일 육군(Heer), 독일 해군(Marine), 독일 공군(Luftwaffe), 중앙구호업무군(Zentraler Sanitätsdienst der Bundeswehr), 전력기반군(Streitkräftebasis)과 사이버정보군(Cyber- und Informationsraum)으로 구성되어 있다. 절대적으로 독일의 군사비 지출은 전 세계에서 7번째로 높다. 2018년 독일의 군사비 지출은 495억$로, 국내총생산의 약 1.2%를 차지했으며 이는 NATO의 목표였던 2%보다 훨씬 낮았다. 그러나 2022년 러시아-우크라이나 전쟁에 대응하여 올라프 숄츠 총리는 군사비 지출을 NATO의 목표치인 2%를 초과하여 2022년에 일시적으로 1,000억€를 투입할 것이라고 발표했는데, 이는 2021년 국방예산인 530억€의 거의 2배에 달한다.
2020년 1월 기준으로 독일 연방방위군은 184,001명의 현역 군인과 80,947명의 예비군을 가지고 있다. 예비군은 군대에 투입될 수 있으며 방어 훈련과 해외 배치에 참여했다. 2011년까지 독일 남성들은 18세부터 의무적으로 군에 복무해야 했으나, 2011년 이후 공식적으로 이를 유예하고 모병제로 전환했다. 2001년부터 독일 여성들은 제한 없이 군대에 자원으로 복무할 수 있다. 스톡홀름 국제평화연구소에 따르면, 독일은 2014년부터 2018년까지 세계에서 네 번째로 많은 양의 무기를 수출한 국가였다.
평소에 연방방위군은 국방장관의 지휘를 받으며, 방어 상황(전시 상황)에서는 총리가 군 통수권자가 된다. 독일 기본법에서는 연방방위군이 국가 방어의 역할만을 맡는다고 성문화되어 있다. 그러나 1994년 연방헌법재판소의 판결 이후 '방어'라는 용어는 독일 국경의 보호뿐만 아니라 위기 대응과 분쟁 예방, 더 광범위하게는 전 세계 어디에서나 독일의 보안을 수호하는 것으로 정의했다. 2017년 독일 연방방위군은 이슬람 국가(IS)에 대한 지원 작전에 약 1,200명, NATO가 주도하는 확고한 지원 임무를 수행하기 위해 아프가니스탄에서 980명, 그리고 코소보에 800명을 포함하여 국제 평화 유지군의 일부로 약 3,600명의 병력이 해외에 주둔하고 있다.

## 경제

유럽 전체의 비즈니스 중심지이자 유럽 중앙은행 건물이 위치한 프랑크푸르트암마인.

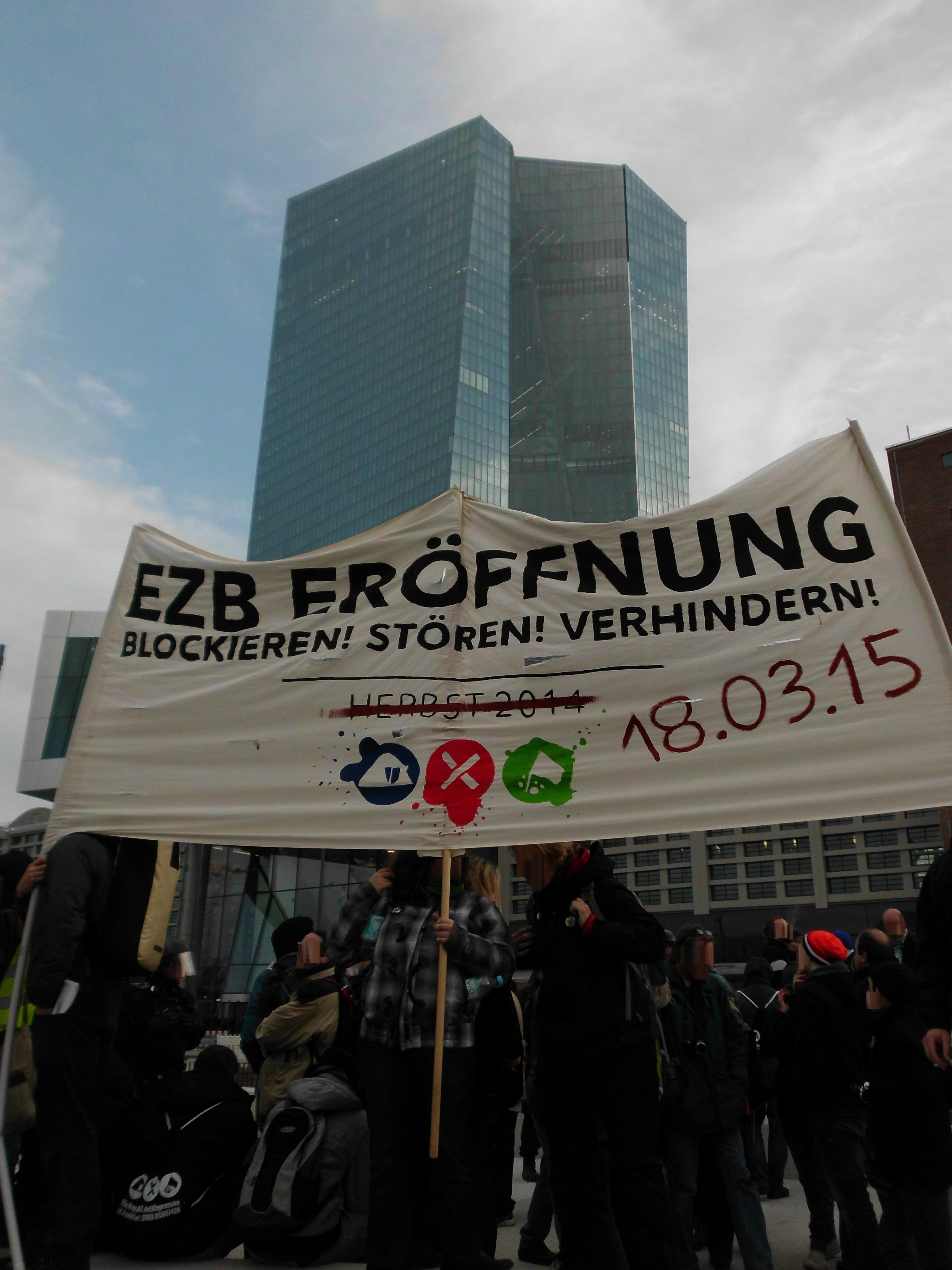
2014년 유럽 중앙은행 건물 앞에서 긴축 정책 반대 운동이 벌어지고 있다.

독일은 고도로 숙련된 노동 인구와 낮은 부패도에 더불어 높은 수준의 혁신을 갖춘 독일식 사회적 시장경제를 가지고 있다. 독일은 세계에서 3번째로 큰 수출국이자 3번째로 큰 수입국이며, 독일의 경제 규모는 유럽에서 가장 크고 세계에서 명목 GDP 기준 3번째, 구매력 평가 기준으로 5번째로 크다. 독일의 구매력 평가 기준 국내 총생산을 기준으로 측정한 1인당 국내 총생산은 유럽 연합 27개국 평균의 121%에 달한다. 2017년 기준 국내 총생산에서 서비스 부문이 차지하는 비율은 전체의 약 69%, 산업은 31%, 농업은 1%를 차지하고, 유럽 연합 통계국이 발표한 2020년 1월 독일의 실업률은 3.2%로 유럽 연합에서 4번째로 낮다.
독일은 4억 5천만 명 이상의 소비자를 보유하는 유럽 단일 시장에 속해 있다. 독일은 2002년부터 유럽의 공동 통화인 유로를 받아들였고, 국제 통화 기금(IMF)에 따르면 2017년 독일은 유로존 경제의 28%를 차지했다. 유럽 연합의 통화 정책은 독일 프랑크푸르트암마인에 본부를 둔 유럽 중앙은행에 의해 결정된다.
현대식 자동차의 고향인 독일의 자동차 산업은 세계에서 가장 경쟁력 있고 혁신적인 산업 중 하나로 여겨지며 2021년 기준으로 전 세계에서 생산량 기준으로 6번째로 큰 규모의 자동차 산업을 갖추고 있다. 독일에는 2022년 기준 차량 생산과 판매를 기준으로 세계 2위인 폭스바겐 그룹의 본국이자 2023년 3번째로 큰 자동차 수출국이다.
독일의 10대 수출품은 자동차, 기계류 부품, 화학제품, 전자제품, 전기장치, 의약품, 운송 장비, 금속 재료, 고무와 플라스틱 제품이다.
포춘이 발표하는 매출액 기준 세계 500대 기업의 순위인 포춘 글로벌 500에 속한 기업 중 29개가 독일에 본사를 두고 있다. 독일의 주가 지수인 DAX는 프랑크푸르트 증권거래소에 상장된 30개 독일 기업을 기준으로 측정한다. 국제적으로 잘 알려진 브랜드에는 메르세데스-벤츠, BMW, 폭스바겐, 아우디, 지멘스, 알리안츠, 아디다스, 포르쉐, 보쉬, 도이체 텔레콤 등이 있다. 베를린은 스타트업 기업의 허브이며 유럽 연합에서 벤처 자금을 지원받는 기업들의 주요 시작지점이 되었다. 독일은 미텔슈탄트(Mittelstand)로 불리는 중소기업의 비중이 높은 것으로 알려져 있는데, 이 중소기업들의 48%는 해당 분야에서 뛰어난 경쟁력은 갖춘 히든 챔피언으로 분류된다.

### 과학과 기술

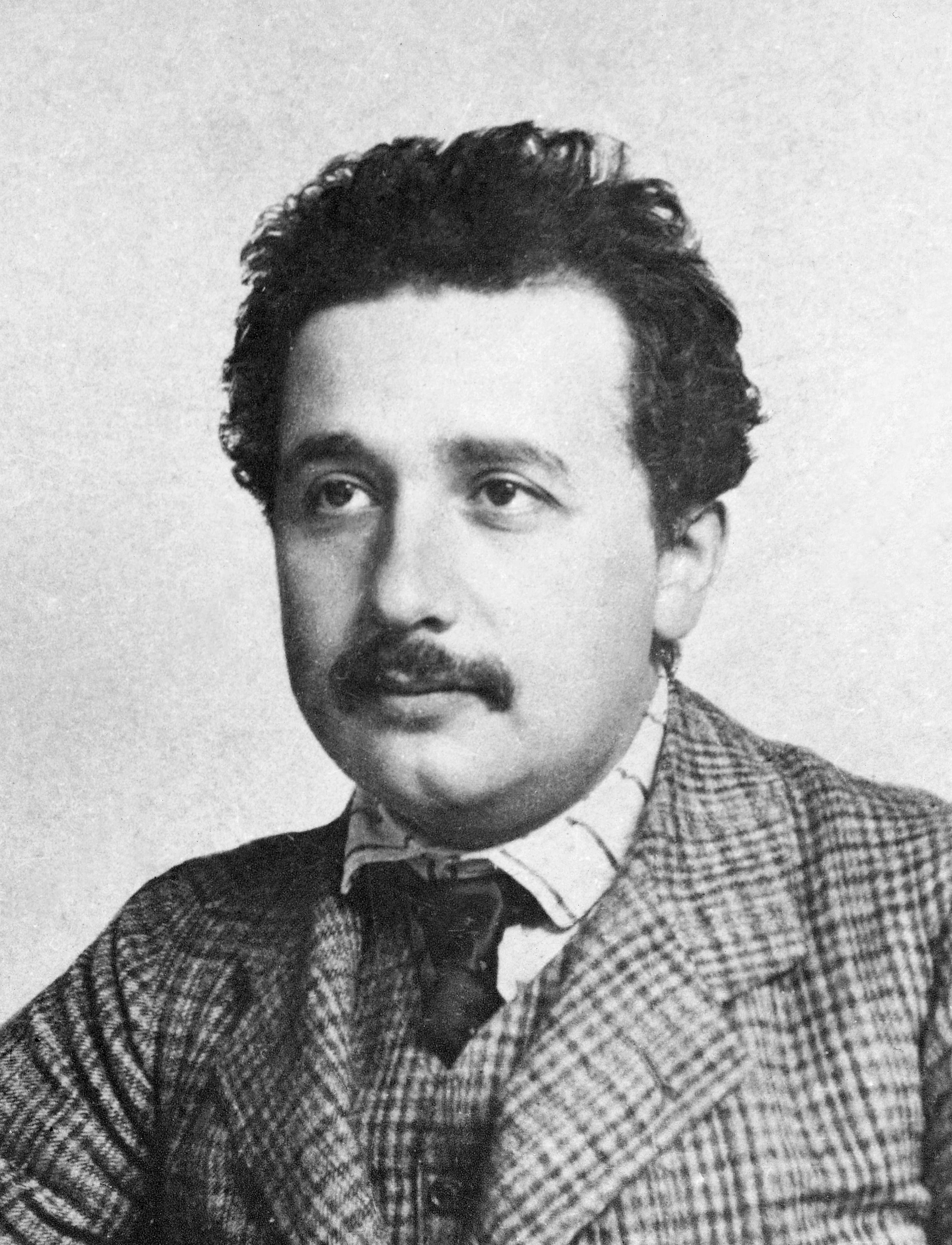
역사상 가장 위대한 과학자로 평가받는 독일 태생의 이론물리학자 알베르트 아인슈타인의 1904년 당시의 모습.

독일의 과학과 기술은 길고 빛나는 역사를 가지고 있으며, 독일은 다양한 분야, 그 중에서도 특히 물리학, 수학, 화학, 공학에서 저명한 연구자들의 국가이기도 했다. 제2차 세계 대전 이전 독일은 다른 어느 나라보다 많은 노벨상 수상자를 배출했으며, 독일어는 19세기부터 제2차 세계 대전 이전까지 과학에서 주요한 언어였다. 비록 제2차 세계 대전에서 패배한 것만으로 독일은 과학 분야에서 주도적인 위치를 잃었음에도 불구하고, 현재까지 독일은 3번째로 많은 노벨상 수상자를 배출하였다.
독일의 과학자들은 서양의 과학과 기술에 큰 영향을 미쳤다. 학자들에게 박물학의 창시자로 여겨지는 힐데가르트 폰 빙엔, 10-20세기의 천년 동안 2번째로 중요한 발명품으로 뽑힌 인쇄기를 발명한 요하네스 구텐베르크, 천문학, 자연과학 등에서 활동한 현대 과학의 과학적 방법의 창시자 중 한 명인 요하네스 케플러, '환경학의 아버지'라고 불리는 알렉산더 폰 훔볼트, 미생물학의 아버지이자 현대 의학의 창시자 로베르트 코흐 등은 독일의 대표적인 과학/기술자들이다. 또한 TV와 무선 전신의 아버지이자 '현재까지 만들어진 모든 반도체의 증조부'라고 불리는 카를 페르디난트 브라운, 현대 인구의 거의 절반에게 식량 생산을 제공하는 하버-보슈법을 발명하여 인류 역사상 가장 중요한 과학자 중 한 명인 프리츠 하버, 역사상 가장 위대한 물리학자이자 현대 물리학의 아버지로 불리는 알베르트 아인슈타인, 최초로 우주 밖으로 나간 V-2 로켓 개발에 참여하여 '우주 여행과 로켓 공학의 아버지'라는 별명을 얻은 베르너 폰 브라운 등의 인물들은 현대 인류의 과학과 기술에 큰 영향을 끼쳤다.
연구개발은 독일 경제에 필수적인 부분이다. 2018년 독일에서 출판된 과학과 공학 연구 논문 수는 세계 4위를 차지했다. 독일의 대표적인 연구 기관으로는 막스 플랑크 협회, 헬름홀츠 협회, 프라운호퍼 협회, 라이프니츠 협회 등이 있다. 또한 독일은 유럽 우주국에 가장 많은 양의 예산을 담당하고 있으며, 2023년 세계 혁신 지수에서 8위를 차지했다.

### 교통과 에너지

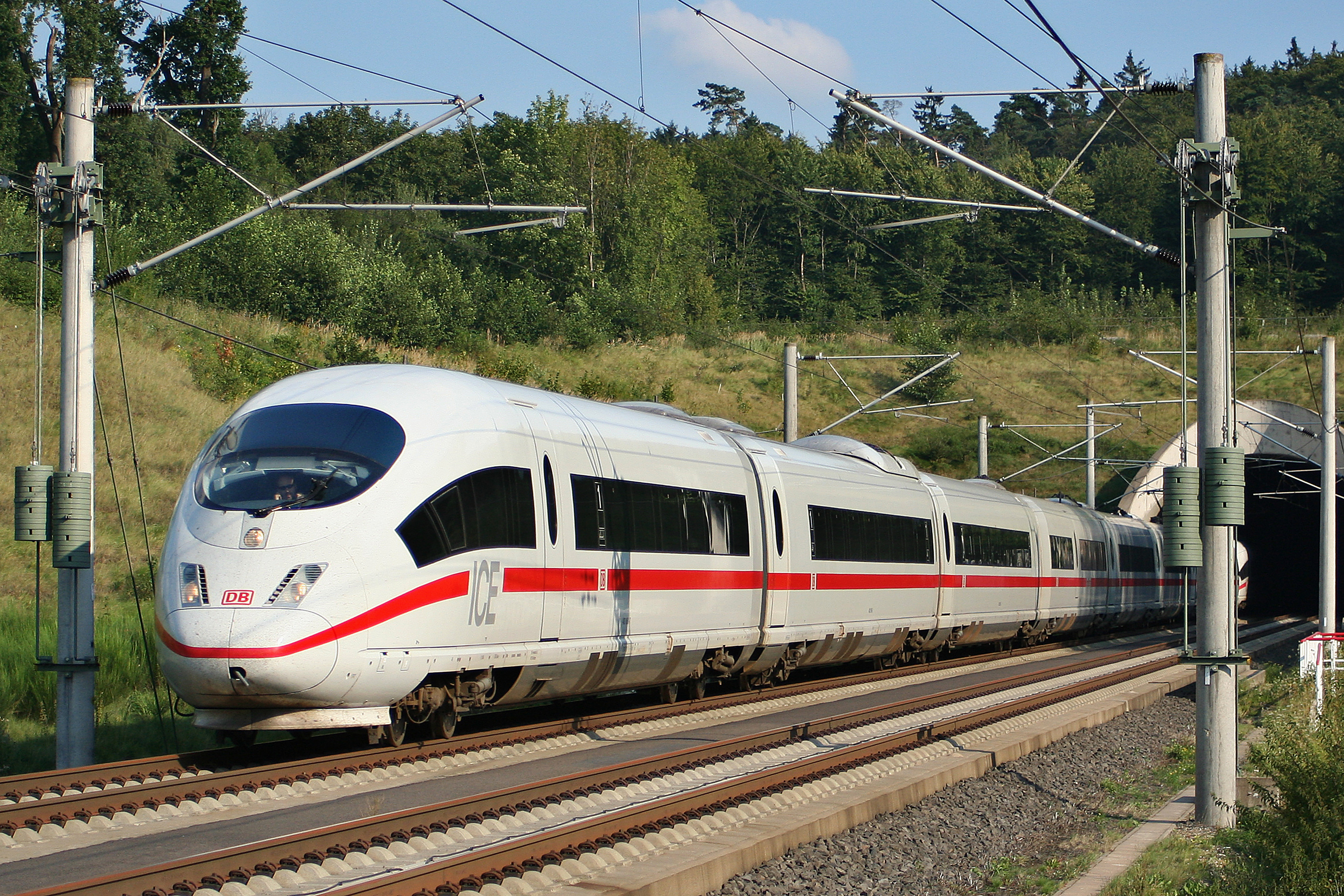
쾰른-프랑크푸르트암마인 고속철도 노선의 최대 300km/h의 속도로 운행하는 ICE 3의 모습.

중앙 유럽에 위치한 독일은 유럽 대륙의 교통 허브로, 도로망이 유럽에서 가장 밀집되어 있다. 독일의 고속도로 아우토반은 일부 차량에 대해 일반적으로 연방적으로 규정하는 속도 제한이 없는 것으로 널리 알려져 있다. 인터시티익스프레스(ICE) 열차 노선은 최대 300km/h(190 mph)의 속도로 독일의 주요 도시를 포함해 주변국들의 목적지까지 연결되어 있다. 독일에서 가장 큰 공항은 프랑크푸르트암마인 공항과 뮌헨 공항이며, 함부르크 항구는 세계에서 20번째로 큰 화물 항구이다.
2019년에 독일은 세계에서 7번째로 많은 에너지를 소비한 국가였다. 독일의 모든 원자력 발전소는 2023년에 단계적으로 폐쇄되었다. 독일은 전체 전력 수요를 40%의 재생 가능 에너지를 사용해 충족하여 태양광과 해상풍력발전의 '선두주자'로 여겨졌다. 독일은 생물다양성, 저배출, 수자원 보호를 촉진하는 파리 협정 등의 여러 조약을 준수하기 위해 여러 노력을 하고 있다. 독일의 가정 내 재활용률은 약 65%로 세계 최고 수준이며, 2018년 1인당 온실가스 배출량은 유럽 연합에서 9번째로 높았으나, 현재 감소세를 보이고 있다. 독일에서 에너지 전환(Energiewende)은 에너지 효율성과 재생 가능 에너지 등을 포함하여 이는 '지속 가능한 경제'로의 전환으로 인정받고 있다.

### 관광

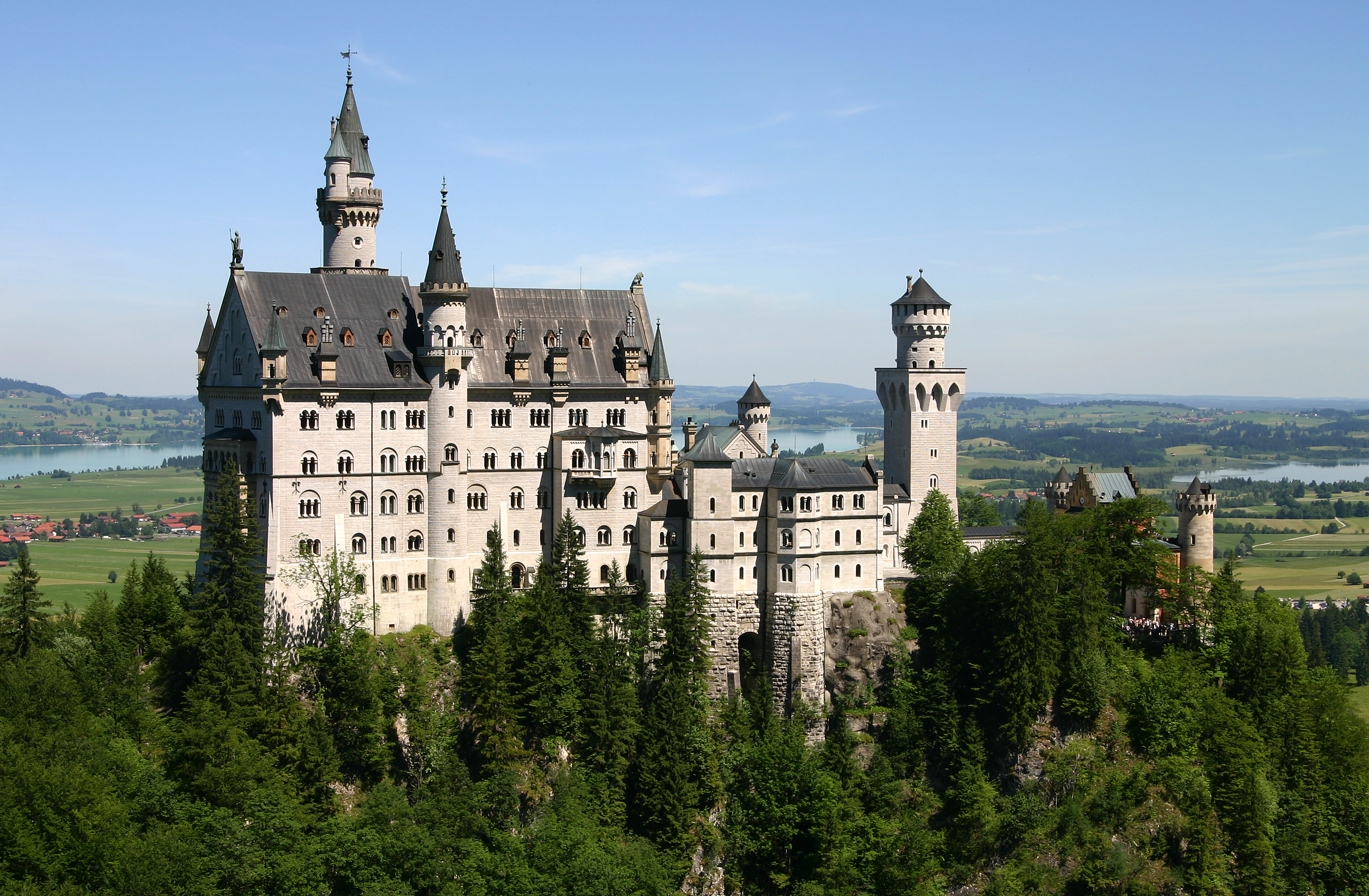
바이에른에 위치한 노이슈반슈타인성의 모습.

독일은 2017년 3,740만 명이 방문하여 세계에서 9번째로 방문객이 많은 국가가 되었다. 국내, 해외의 여행과 관광을 합하면 독일 국내 총생산에 직접적으로 1,053억€가 넘는 기여를 하며, 관광을 통해 간접적으로 만들어지는 일자리는 약 420만 개가 넘는다.
독일에서 가장 많은 사람이 방문하는 인기 있는 랜드마크로는 쾰른 대성당, 브란덴부르크 문, 국가의회 의사당, 드레스덴 성모교회, 하이델베르크성, 바르트부르크성, 상수시궁 등이 있다. 프라이부르크 근처 유로파파크는 유럽에서 두 번째로 많은 방문객이 찾는 테마파크 놀이공원이다.

## 사회

### 인구

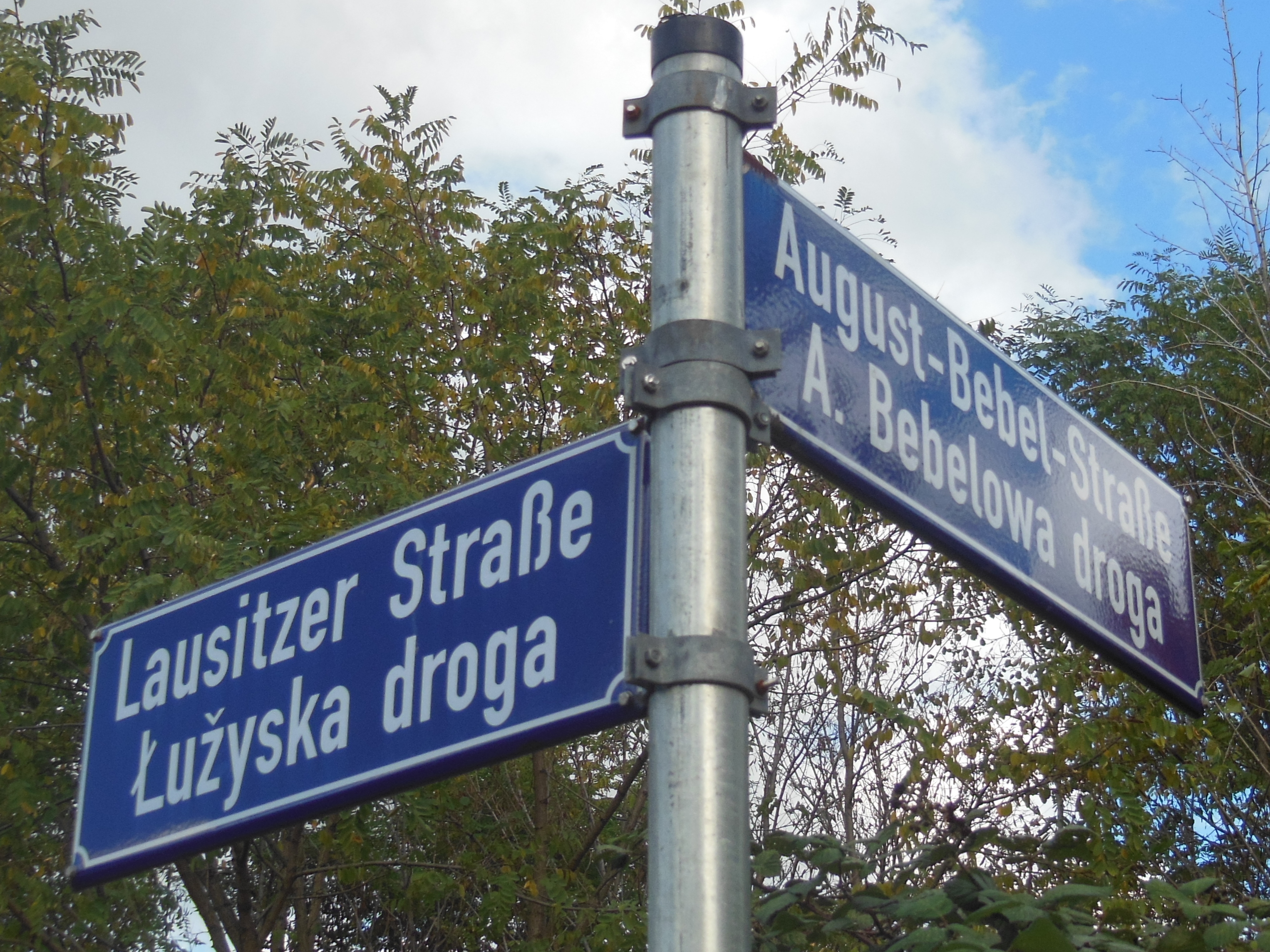
독일 브란덴부르크주 콧부스에 위치한 거리 표지판. 저지 소르브어와 독일어 두 개의 언어가 쓰여 있다.

2011년 독일의 인구 조사에서 독일의 인구는 8,020만 명이었으며, 2022년 조사에서 8,370만 명으로 증가하였다. 독일은 유럽 연합 내에서 인구가 가장 많고, 유럽 전체에서는 러시아 다음으로 두 번째로 많으며, 전 세계에서는 19번째로 많은 인구를 가지고 있다. 독일의 인구 밀도는 km² 당 227명(mi² 당 590명)이다. 합계출산율은 1.57명으로 인구를 유지하기 위해 필요한 대체출산율인 2.1명보다 낮아 세계에서 출산율이 낮은 편에 속한다. 1970년대부터 독일의 사망률은 출생률을 넘어선 채로 유지되었으나, 2010년대 이후로 출생률과 이주율이 증가해 인구가 여전히 증가하고 있다. 독일의 중위 연령은 47.4세로 세계에서 세 번째로 중위 연령이 높은 인구를 가지고 있다.
독일에서는 소수 민족들이 수세기 동안 각자의 지역에 살았기 때문에 소수 민족을 크게 4가지로 분류한다. 최북단의 슐레스비히홀슈타인주에 사는 소수의 덴마크인, 작센주와 브란덴부르크주가 위치한 루사티아 지역에 사는 슬라브 소르브인들, 전국 도처에 흩어져 있는 롬인들, 슐레스비히홀슈타인주의 서부 해안과 니더작센주 북서부에 집중되어 있는 프리슬란트인들로 크게 나누어진다.
독일은 미국에 이어 세계에서 두 번째로 인기 있는 이민지이다. 2015년 유럽 난민 위기 이후 유엔 경제사회국은 독일이 세계에서 두 번째로 많은 국제 이민자들을 수용하는 국가임을 발표했으며, 이는 전체 국제 이민자 2억 4,400만 명 중 약 5%인 1,200만 명에 해당한다. 이러한 이민자들의 이주로 인해 독일의 인구는 크게 증가했다. 그 예시 중 하나로, 러시아의 우크라이나 침공 이후 우크라이나 이민자들의 유입으로 인해 2023년 4월 기준 독일에서 우크라이나 출신 이민자들이 106만 명이 기록되었다. 2019년 독일은 인구 중 이민자 비율이 13.1%로 유럽 연합 국가 중 7위를 차지했으며, 2022년 조사에서는 전체 인구의 28.7%인 2,380만 명이 가정에 이민 배경을 가지고 있었다.
독일은 대도시가 많이 위치해 있다. 공식적으로 인정된 11개의 대도시권이 있다. 이 중 가장 큰 도시는 베를린이고, 면적이 가장 넓은 도시권은 루르이다.
| 1  | 베를린             | 베를린                 | 3,644,826 | 11 | 브레멘     | 브레멘주               | 569,352 |
| 2  | 함부르크           | 함부르크               | 1,841,179 | 12 | 드레스덴   | 작센주                 | 554,649 |
| 3  | 뮌헨               | 바이에른주             | 1,471,508 | 13 | 하노버     | 니더작센주             | 538,068 |
| 4  | 쾰른               | 노르트라인베스트팔렌주 | 1,085,664 | 14 | 뉘른베르크 | 바이에른주             | 518,365 |
| 5  | 프랑크푸르트암마인 | 헤센주                 | 753,056   | 15 | 뒤스부르크 | 노르트라인베스트팔렌주 | 498,590 |
| 6  | 슈투트가르트       | 바덴뷔르템베르크주     | 634,830   | 16 | 보훔       | 노르트라인베스트팔렌주 | 364,628 |
| 7  | 뒤셀도르프         | 노르트라인베스트팔렌주 | 619,294   | 17 | 부퍼탈     | 노르트라인베스트팔렌주 | 354,382 |
| 8  | 라이프치히         | 작센주                 | 587,857   | 18 | 빌레펠트   | 노르트라인베스트팔렌주 | 333,786 |
| 9  | 도르트문트         | 노르트라인베스트팔렌주 | 587,010   | 19 | 본         | 노르트라인베스트팔렌주 | 327,258 |
| 10 | 에센               | 노르트라인베스트팔렌주 | 583,109   | 20 | 뮌스터     | 노르트라인베스트팔렌주 | 314,319 |

### 종교

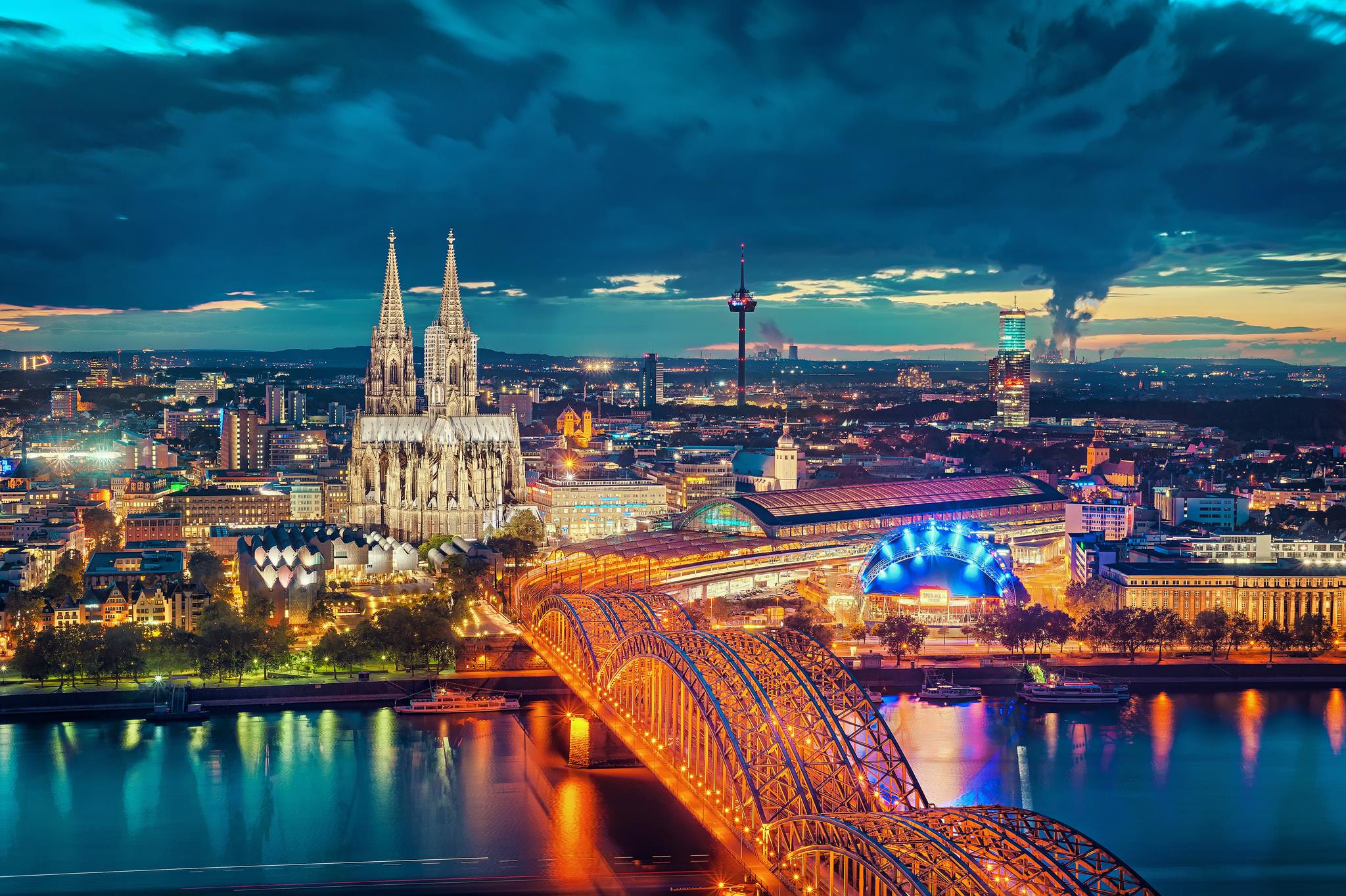
유네스코 세계유산으로 선정된 쾰른 대성당의 모습.

기독교는 서기 300년에 현대 독일 지역에 소개되었고, 8-9세기 카롤루스 시기에 완전히 정착했다. 16세기 초 마르틴 루터에 의해 시작된 종교 개혁 이후 많은 사람들이 가톨릭교회를 떠나 루터교회와 칼뱅주의 등의 개신교로 개종했다.
2011년 인구 조사에 따르면 기독교는 독일에서 가장 큰 종교이며, 응답자의 66.8%가 자신이 기독교인이라고 답했고 이 중 3.8%는 자신이 교회에 다니지 않는다고 말했다. 전체 인구 중 31.7%가 독일 개신교회와 자유 교회(Evangelische Freikirchen)의 교도들을 포함한 개신교 신자라고 응답했으며, 31.2%는 자신을 로마 카톨릭교회 신자라고 응답했고 1.3%만이 동방 정교회 신자라고 답했다. 2016년 인구 조사에 따르면, 독일의 인구에서 가톨릭 교회 신자들과 개신교 신자들이 각각 28.5%와 27.5%를 차지했다. 독일에서 이슬람교는 두 번째로 큰 종교이다.
2011년 인구 조사에서 응답자 중 1.9%(152만 명)만이 자신의 종교가 이슬람교라고 응답했지만, 이슬람교와 유대교 등 독일에서 소수 종교를 믿는 사람들이 제대로 대답하지 않았을 가능성이 높기 때문에 이 수치는 신뢰하기 어렵다고 여겨진다. 대부분의 무슬림들은 튀르키예 출신의 수니파와 알레비파이지만, 시아파, 아흐마드파 등의 소수 종파들도 있다. 기독교와 이슬람교를 제외한 나머지 종교들은 독일 인구의 1% 미만을 차지한다.
2018년 연구에 따르면 독일 인구의 38%가 어떤 종교 조직이나 종파에 소속되어 있지 않지만, 최대 인구의 3분의 1은 여전히 자신이 종교적이라고 생각했다. 국가 무신론주의가 시행되기 전에 독일의 무종교인들은 주로 구 동독 지역과 개신교를 믿던 주요 대도시에서 살았다.

### 언어
독일어는 독일의 공식적인 언어이자 가장 많이 사용되는 언어이다. 이에 더불어 독일어는 유럽 연합의 24개의 공식적인 업무 언어 중 하나로, 유럽 위원회에서 사용하는 3개의 언어 중 하나이다. 또한 약 1억 명의 사람들이 독일어를 모국어로 삼으며, 이는 유럽 연합에서 가장 널리 모국어로서 이용되는 언어 중 하나이다.
독일에서 인정받는 소수 언어는 덴마크어, 저지 독일어, 저지 프랑켄어, 소르브어, 롬어, 북프리슬란트어와 동프리슬란트어이며, 이 소수 언어들은 지방 혹은 소수 민족 언어에 대한 유럽 헌장에 의해 공식적으로 보호된다. 독일의 이민자들이 가장 많이 사용하는 언어로는 러시아어와 더불어 튀르키예어, 아랍어, 쿠르드어, 폴란드어, 그리스어, 세르보크로아트어, 불가리아어, 그 외의 발칸의 언어들 등이 있다. 독일인들은 일반적으로 여러 개의 언어를 구사할 수 있다. 독일 시민의 67%는 최소한 1개의 외국어를 구사할 수 있고, 27%는 2개의 외국어를 구사할 수 있다고 답했다.

### 교육

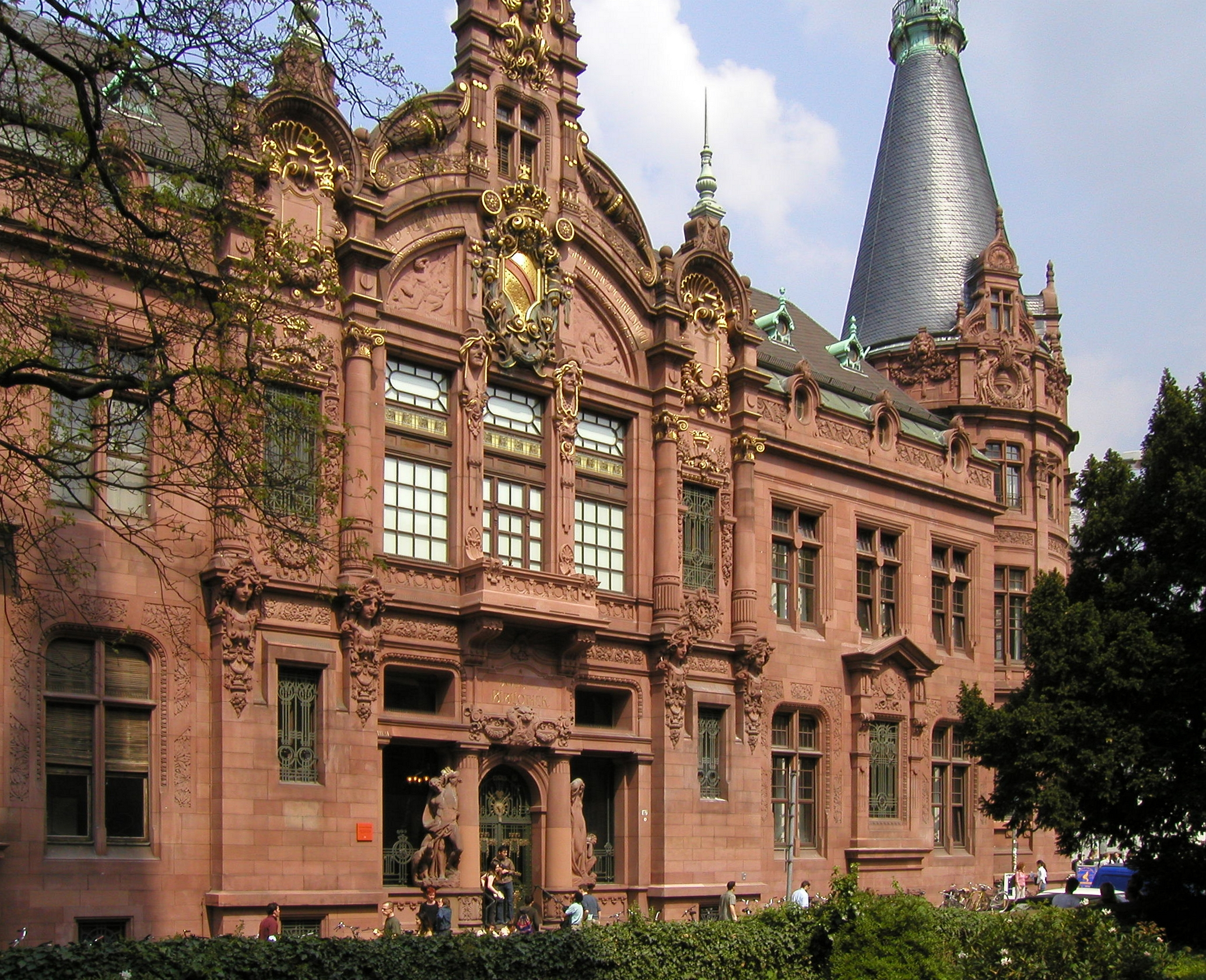
하이델베르크 대학교는 독일에서 가장 오래되고 가장 유명한 대학 중 하나이다.

독일에서 교육 감독과 조직의 책임은 기본적으로 각 주에 있다. 3~6세 사이의 모든 어린이들은 선택하여 유치원 교육을 받을 수 있고, 그 이후 주에 따라 최소 9년 동안 학교에 의무적으로 출석해야 한다. 초등교육은 보통 4~6년 과정이다. 중등교육은 학생이 학문적 교육을 원하는지, 직업에 대한 교육을 원하는지에 따라 여러 트랙으로 나뉜다. 이중 교육 시스템(Duale Ausbildung)이라고 불리는 견습 시스템은 학업 학위와 거의 비슷할 수준의 숙련도를 만들어내는데, 이를 통해 직업 훈련을 받는 학생들은 기업이나 국립 직업학교에서 직업에 대해 교육받을 수 있다. 이러한 교육 모델은 전 세계적으로 호평을 받았으며 여러 나라의 교육 시스템에 큰 영향을 끼쳤다.
독일에서 대학의 대부분은 공립 시설이며, 학생들은 전통적으로 등록금을 내지 않고 공부한다. 일반적으로 대학 진학에 필요한 것은 아비투어(Abitur)이다. 2014년 OECD 보고서에 따르면, 독일은 세계에서 3위의 국제 연구 참여국이다. 독일에서는 세계에서 가장 오래된 대학이 여러 곳이 있는데, 대표적으로는 하이델베르크 대학교(1836년), 라이프치히 대학교(1409년), 로스토크 대학교(1419년) 등이 있다. 자유주의 교육 개혁가 빌헬름 폰 훔볼트가 1810년에 설립한 베를린 훔볼트 대학교는 많은 서양 대학의 학문적 모델이 되었다. 독일은 우수대학육성정책을 통해 11개의 우수 대학을 지정했다.

### 의료

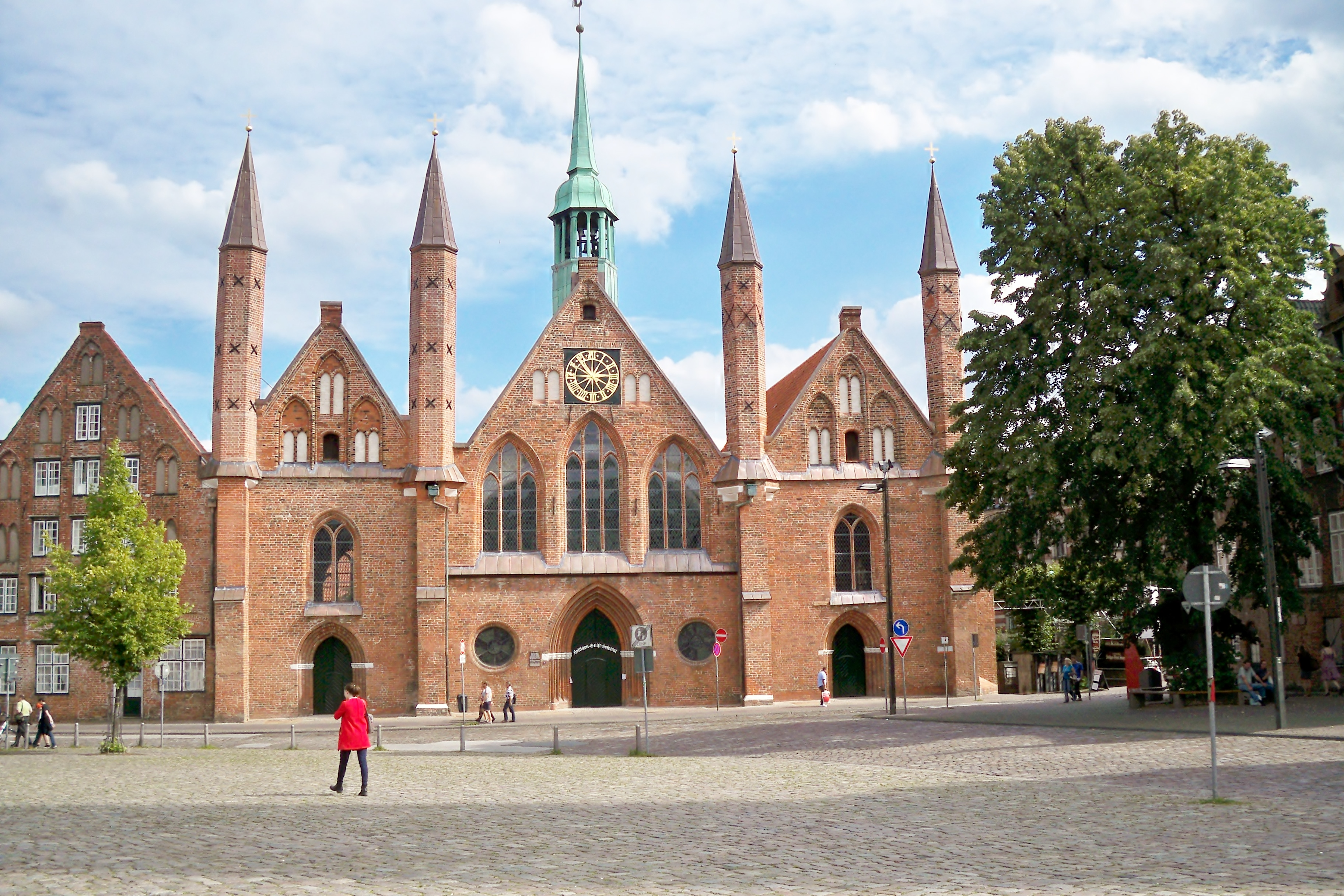
1286년 설립된 뤼베크 성당병원은 이후 만들어질 현대적인 병원의 기초가 되었다.

독일의 의료 시스템(Krankenhäuser)은 중세부터 시작되었으며, 현대 독일은 1880년대 비스마르크의 사회법을 기반으로 하는 세계에서 가장 오래된 보편적 건강보장의 시스템을 가지고 있다. 1880년 이후 개혁과 규정을 통해 균형 잡힌 의료 시스템이 보장되었다. 전체 인구는 법령에 따라 제공되는 건강 보험 계획의 적용을 받으며, 일부는 민간 건강 보험을 선택하여 계약할 수 있다. 세계보건기구(WHO)에 따르면, 독일의 의료 시스템은 2013년 77%가 정부 자금으로, 23%가 민간 자금으로 운영되었다. 2014년 독일은 국내총생산의 11.3%를 의료 분야에 지출하였다.
2019년 세계보건기구(WHO) 기준 독일은 기대수명이 남성 78.7세, 여성 84.8세로 세계 21위에 올랐으며, 영아 사망률도 1,000명당 4명으로 매우 낮았다. 2019년 전체 사망 원인의 37%는 심혈관 질환이 차지했다. 독일에서는 비만이 중요한 건강 문제로 조명되기 시작했으며, 2014년 연구에 따르면 독일 성인 인구의 52%가 과체중, 혹은 비만이었다.

## 문화

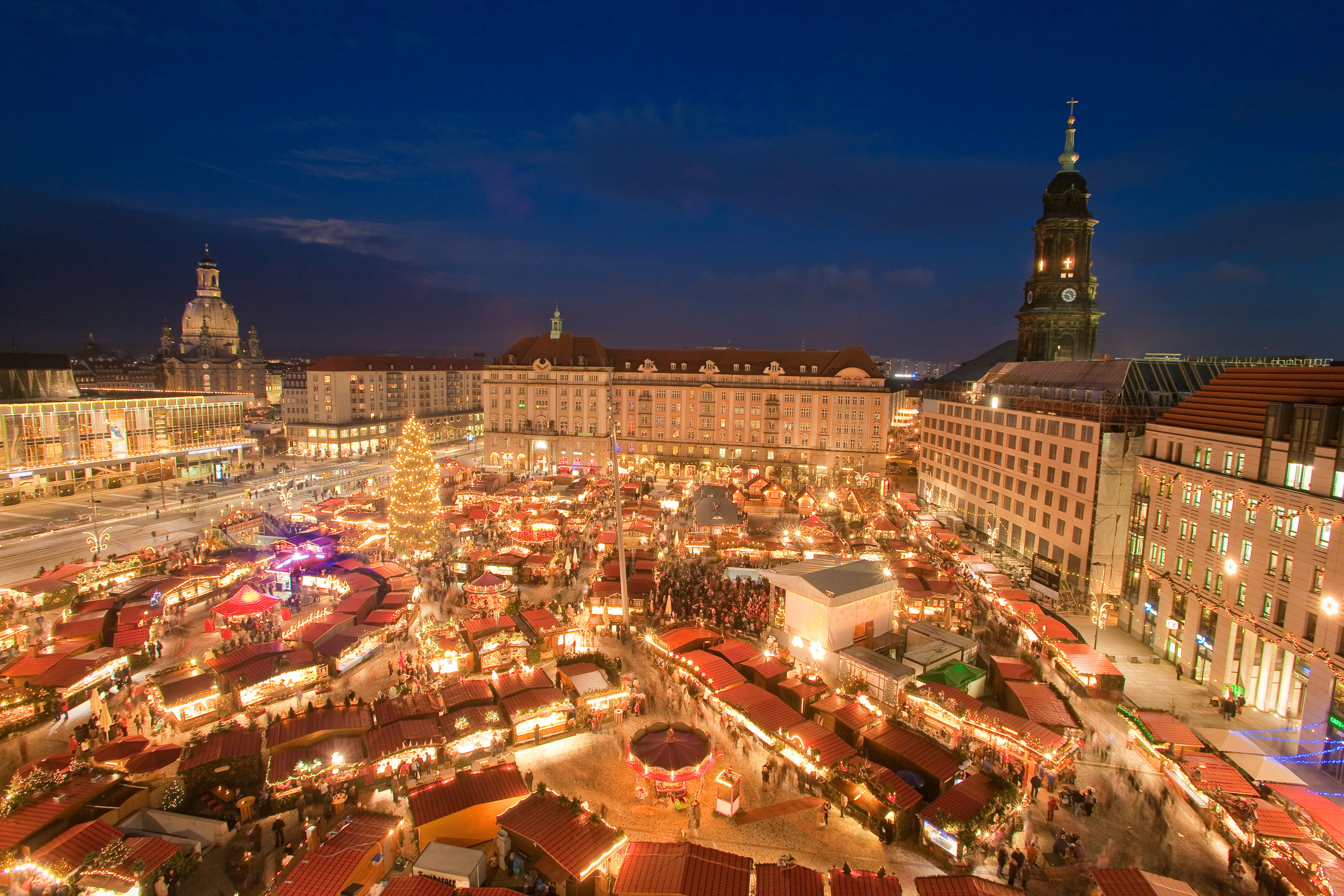
독일 드레스덴의 크리스마스 시장의 모습.

독일의 문화는 유럽의 종교적, 세속적인 주요 지식과 대중의 흐름에 따라 변화되고 형성되었으며, 독일의 여러 과학자, 작가와 철학자는 서구 사상의 발전에 중요한 역할을 했다. BBC의 2013-2014년 전 세계 여론 조사에 따르면, 독일은 세계에서 가장 긍정적인 영향력을 행사했다고 인정받았다.
독일은 강림절 화환, 크리스마스 연극, 크리스마스 트리, 슈톨렌 케이크와 각종 민속 축제들을 포함하는 '바이나흐텐(Weihnachten)'이라 불리는 크리스마스 문화와 옥토버페스트로 잘 알려져 있다. 2023년까지 유네스코는 독일의 52개의 유산을 세계유산목록에 등재했다. 독일에서 공휴일은 연방 전체의 공휴일과 각 주의 공휴일이 따로 있다. 10월 3일은 1990년 이후로 독일에서 독일 통일의 날(Tag der Deutschen Einheit)로서 국경일이다.

### 음악

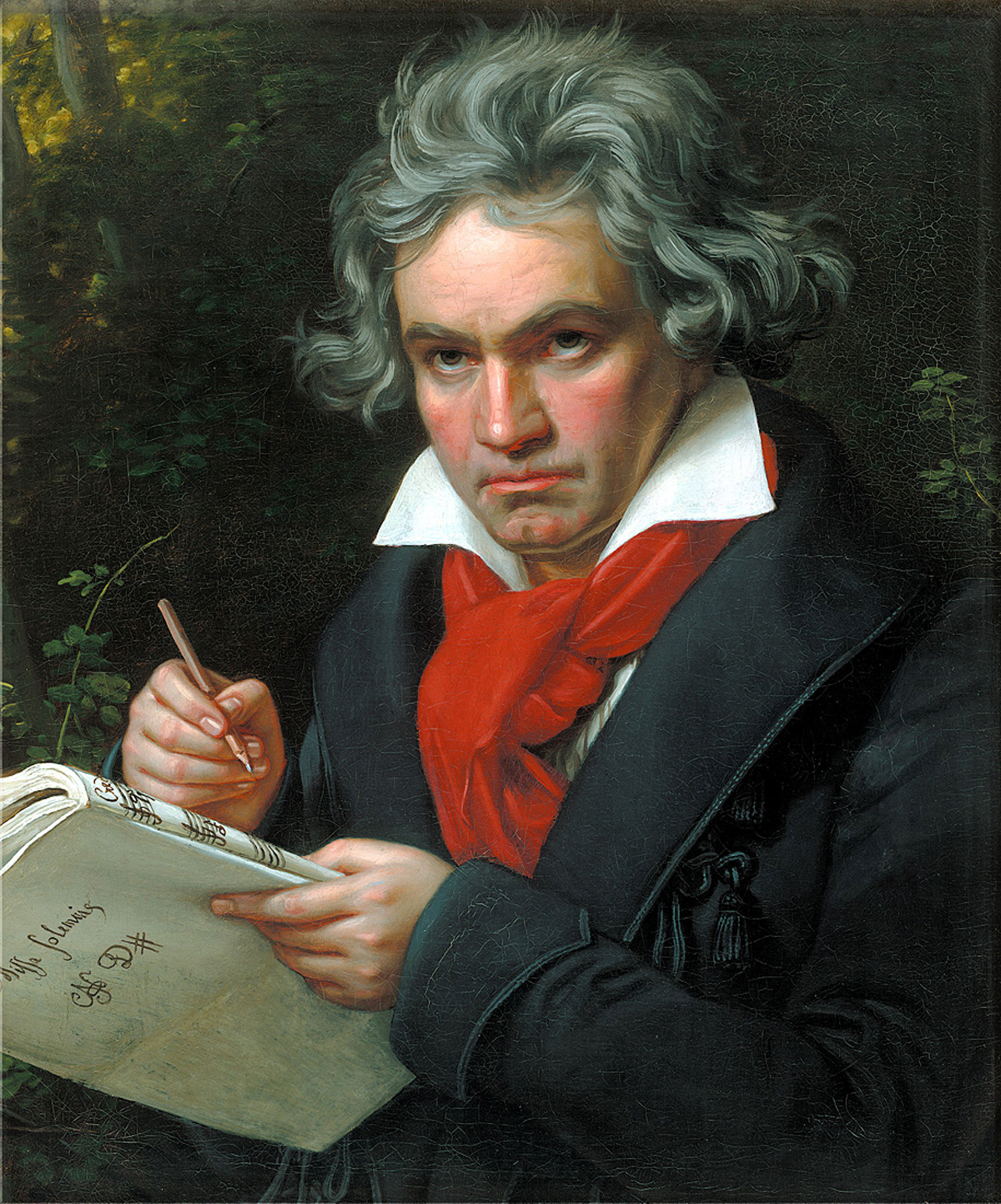
가장 유명한 클래식 음악 작곡가 중 한 명인 루트비히 판 베토벤은 1770년 본에서 태어났다.

독일의 클래식 음악에는 세계에서 가장 유명한 작곡가들의 곡들이 많이 포함되어 있다. 디트리히 북스테후데, 요한 제바스티안 바흐, 게오르크 프리드리히 헨델은 바로크 시대에 영향력 있는 작곡가였으며, 루트비히 판 베토벤은 고전주의 시대에서 낭만주의 시대 사이의 전환에 중요한 인물이었다. 카를 마리아 폰 베버, 펠릭스 멘델스존, 로베르트 슈만과 요하네스 브람스는 중요한 낭만주의 음악가였으며, 리하르트 바그너는 그의 오페라로 유명했다. 리하르트 슈트라우스는 후기 낭만주의와 근대 초기 음악의 대표적인 작곡가였고, 카를하인츠 슈토크하우젠과 볼프강 림은 20-21세기 초의 중요한 작곡가이다.
2013년 독일은 유럽에서 2번째로 큰 음악 시장이자 세계에서 4번째로 큰 음악 시장을 가졌다. 20-21세기 독일의 대중 음악에는 뉴 웨이브(Neue Welle), 팝 음악, 오스트로크(Ostrock), 헤비 메탈/록, 펑크, 팝 록, 인디 록, 포크(Volksmusik), 슐라거(Schlager), 힙합 등이 있다. 독일에서는 크라프트베르크와 탠저린 드림이 전자 음악 분야를 개척하면서 세계적인 영향력을 얻었으며, 테크노와 하우스 음악 분야에서 파울 반 디크, 펠릭스 옌, 파울 칼크브레너, 로빈 슐츠와 스쿠터 등의 DJ와 음악가들은 잘 알려져 있다.

### 예술과 건축
독일 화가들은 서양 미술에 큰 영향을 끼쳤다. 독일의 르네상스 시기에는 알브레히트 뒤러, 한스 홀바인, 마티아스 그뤼네발트와 루카스 크라나흐 등 중요한 예술가들이 활동했으며, 바로크 시기에는 요한 뱁티스트 치머만, 낭만주의 시기에 카스파르 다비트 프리드리히와 칼 스피츠베그, 인상주의 시기에 막스 리버만, 초현실주의 시기에는 막스 에른스트가 활동했다. 20세기에는 여러 작가 단체가 결성되었는데 그 중 브뤼케(Die Brücke)와 청기사파(Der Blaue Reiter)는 뮌헨과 베를린의 표현주의의 발전에 큰 영향을 끼쳤다. 반면 신즉물주의는 바이마르 공화국 시기 표현주의에 대한 반발로 부상하였으며, 전후 독일 미술계에서는 신표현주의와 신라이프치히 학파(Neue Leipziger Schule)가 광범위한 영향력을 가졌다.
독일 디자인의 경우 현대 제품 디자인의 시초를 마련했으며, 베를린 패션 위크와 패션 트레이드쇼인 Bread & Butter가 1년에 두 번씩 열린다. 독일 건축에는 로마네스크 건축의 영향을 받은 카롤링거(Carolingian)와 오토(Ottonian) 양식이 있으며, 이들은 후에 중세 독일에서 발전한 특유의 고딕 양식(Backsteingotik)에 영향을 주었다. 또한 르네상스와 바로크 건축은 베저 르네상스(Weser Renaissance)와 같이 지역적이고 독일의 전형적인 요소에 영향을 받았으며, 독일 토속 건축의 특징은 목재 프레임 구조(Fachwerk)를 먼저 지은 후 그 사이에 벽토를 채워넣어 만드는 것이다. 산업화가 유럽 전역으로 확산되면서 독일에는 그륀더차이트(Gründerzeit)라고 불리는 고전주의, 역사주의적 양식이 발달했으며, 1910년대에 발달한 표현주의 건축은 아르데코와 같은 근대 양식에 영향을 끼쳤다. 근대 건축 운동을 선도한 것도 독일 지역이었는데, 헤르만 무테지우스가 만든 독일 공작연맹(Werkbund)과 발터 그로피우스가 설립한 바우하우스(Bauhaus) 운동의 본고장이다. 20세기 후반에 이르러 유리로 뒤덮인 초고층 건물을 구상한 루트비히 미스 판 데어 로에는 세계에서 가장 명성 있는 건축가 중 한 명이 되었으며, 오늘날 독일의 유명 건축가로는 프리츠커상을 수상한 고트프리트 뵘과 프라이 오토 등이 꼽힌다.

### 문학과 철학

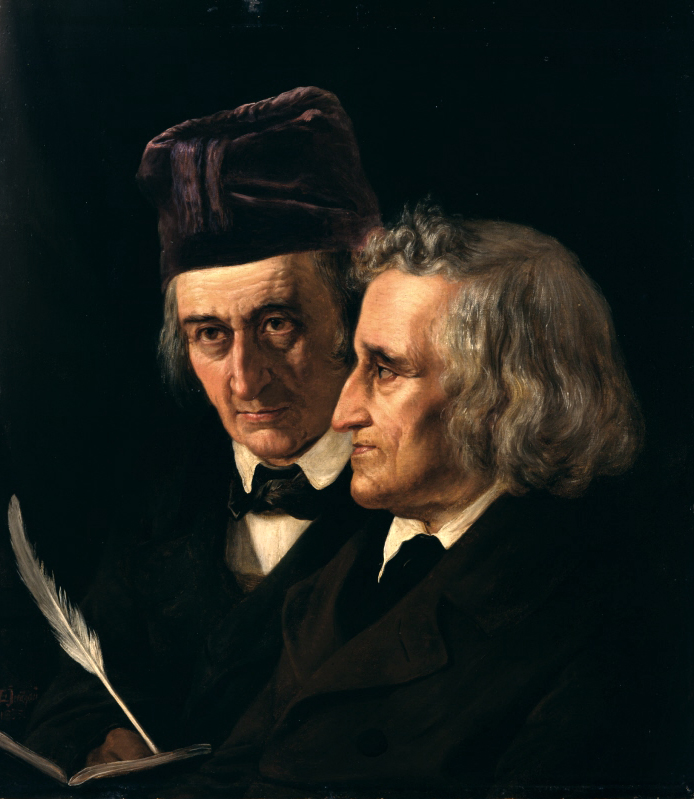
독일의 각종 민화들을 모아 책으로 출판한 그림 형제의 모습.

독일에서 문학은 중세 시대의 발터 폰 데어 포겔바이데, 볼프람 폰 에셴바흐와 같은 작가들의 글에서부터 시작된다. 독일의 유명한 작가로는 요한 볼프강 폰 괴테, 프리드리히 실러, 고트홀트 에프라임 레싱과 테오도어 폰타네 등이 있다. 그림 형제가 독일의 민화들을 책으로 엮어 출판한 《그림 동화》는 독일의 민화를 국제적으로 대중화시켰다. 또한 그림 형제는 독일어의 지역적 변형을 수집하고 글로 남겨 그들의 언어 연구의 역사적 원칙을 세웠는데, 그 책이 바로 1838년 집필이 시작되어 1854년 처음 출판된 '그림 사전'이라고도 불리는 《독일어 사전》(Deutsches Wörterbuch)이다.
20세기 독일의 영향력 있는 작가에는 게르하르트 하웁트만, 토마스 만, 헤르만 헤세, 하인리히 뵐, 귄터 그라스 등이 있다. 독일의 도서 시장은 미국과 중국에 이어 3번째로 크며, 500년 이상의 전통을 지닌 국제 도서전인 프랑크푸르트 도서전과 라이프치히 도서전은 유럽과 전 세계에서 중요한 위치를 가지고 있다.
독일의 철학은 역사적으로 중요하다. 고트프리트 빌헬름 라이프니츠는 합리론에 크게 기여했고, 이마누엘 칸트는 계몽주의 철학을 이끌었으며, 요한 고틀리프 피히테, 게오르크 빌헬름 프리드리히 헤겔과 프리드리히 빌헬름 요제프 셸링은 독일의 관념론을 확립했다. 이에 더해 아르투어 쇼펜하우어는 형이상학적 염세주의 철학을 구성했고, 카를 마르크스와 프리드리히 엥겔스는 공산주의 이론을 공식화하였으며, 프리드리히 니체는 관점주의를 발전시켰다. 또한 고틀로프 프레게는 분석철학의 발전에 큰 공헌을 했고, 마르틴 하이데거는 '존재'에 대해 여러 개념을 제시했으며, 오스발트 슈펭글러의 문화철학은 제1차 세계 대전 이후 큰 영향을 주었다. 이에 더불어 프랑크푸르트 학파의 발전은 여러 영향을 끼쳤다.

### 대중 매체

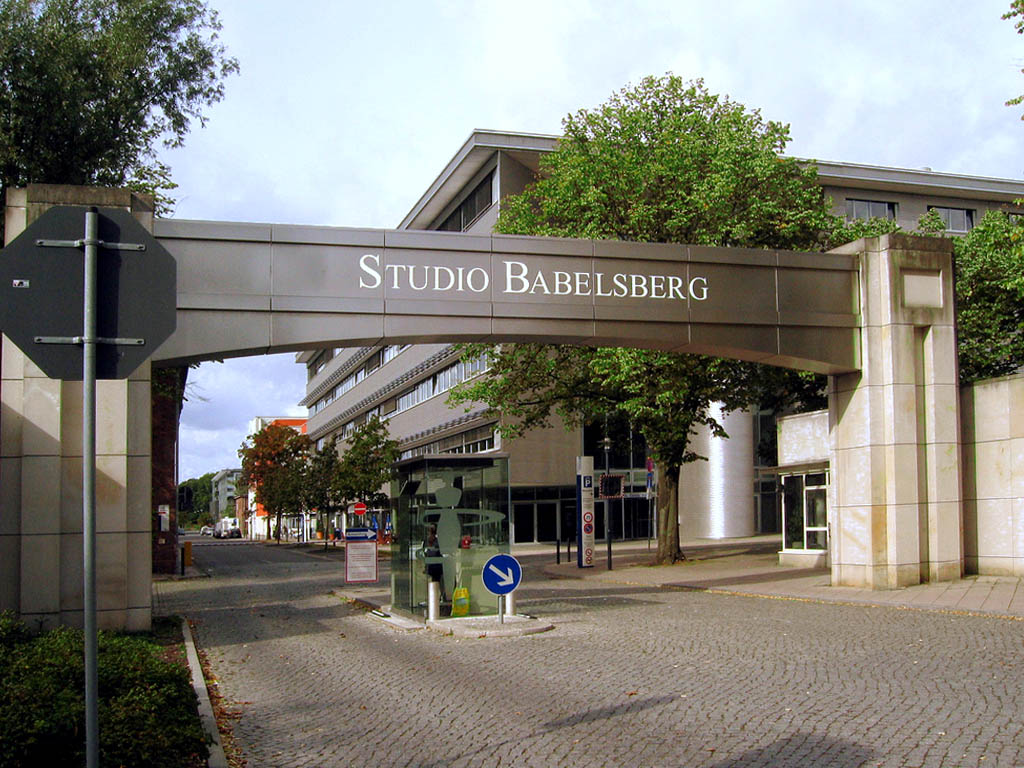
포츠담에 위치한 세계 최초의 대규모 영화 스튜디오인 스튜디오 바벨스베르크의 모습.

독일에서 국제적으로 운영되는 가장 큰 미디어 회사에는 베르텔스만 엔터프라이즈, 악셀 스프링거 AG, 프로지벤자트(ProSiebenSat.1 Media) 등이 있다. 독일의 TV 시장은 약 3,800만 가구가 속하는 유럽 최대 규모의 시장이며, 독일 가구의 90%가 다양한 공영 방송과 민영 방송 채널을 시청할 수 있는 케이블이나 위성 TV를 보유하고 있다. 독일에는 300개가 넘는 공영 라디오와 민간 라디오가 있다. 독일의 공영 라디오 방송은 도이칠란트라디오(Deutschlandradio)이고, 공영 도이체 벨레는 외국어를 제공하는 라디오이자 TV 방송사이다. 독일의 신문/잡지 인쇄 시장 또한 유럽에서 가장 큰 규모이다. 독일에서 가장 많이 발행되는 신문으로는 빌트, 쥐트도이체 차이퉁, 프랑크푸르터 알게마이네 차이퉁, 디 벨트 등이 있으며, 가장 큰 잡지로는 ADAC 모터벨트(ADAC Motorwelt)와 데어 슈피겔 등이 있다. 독일에는 전국적으로 약 3,400만 명의 플레이어가 있는 대규모 비디오 게임 시장이 있으며, 독일에서 개최되는 게임스컴은 세계 최대 규모의 게임 컨벤션이다.
독일의 영화는 기술적, 예술적으로 큰 공헌을 세웠다. 스클라다노프스키 형제의 첫 작품은 1895년 관객들에게 공개되었으며, 포츠담의 스튜디오 바벨스베르크는 1912년에 설립되어 세계 최초의 대규모 영화 스튜디오가 되었다. 초기 독일 영화는 로베르트 비네, 프리드리히 빌헬름 무르나우와 같은 독일의 표현주의자들에게 영향을 미쳤고, 또다른 표현주의자 프리츠 랑의 《메트로폴리스》는 최초의 주요 SF 영화로 여겨진다. 1945년 전쟁 직후의 많은 영화들은 '잔해 영화'라고 불리는 장르에 속한다. 동독의 영화는 국영 영화 스튜디오 'DEFA'가 절대적으로 지배한 반면에, 서독의 지배적인 영화 장르는 '고향 영화'였다. 1970년대와 1980년대 폴커 슐뢴도르프, 베르너 헤어초크, 빔 벤더스, 라이너 베르너 파스빈더와 같은 신독일 시네마 감독들은 서독의 영화 비평가들의 찬사를 받았다.
독일에서 제작된 1979년작 《양철북》(Die Blechtrommel), 2002년작 《러브 인 아프리카》(Nirgendwo in Afrika), 2007년작 《타인의 삶》(Das Leben der Anderen)은 아카데미 국제영화상을 수상했다. 많은 독일인들이 해외 영화에서의 연기로 아카데미상을 수상하였으며, 유럽 영화상 시상식은 유럽 영화 아카데미가 위치한 베를린에서 격년 주기로 개최된다. 베를린 국제 영화제는 '황금곰상'을 수상하는 '베를리날레(Berlinale)'로 유명하며 1951년부터 매년 개최된 전 세계를 선도하는 영화제 중 하나이다. '롤라(Lola)'라고 불리는 상은 매년 베를린의 독일 영화상에서 수상된다.

### 요리

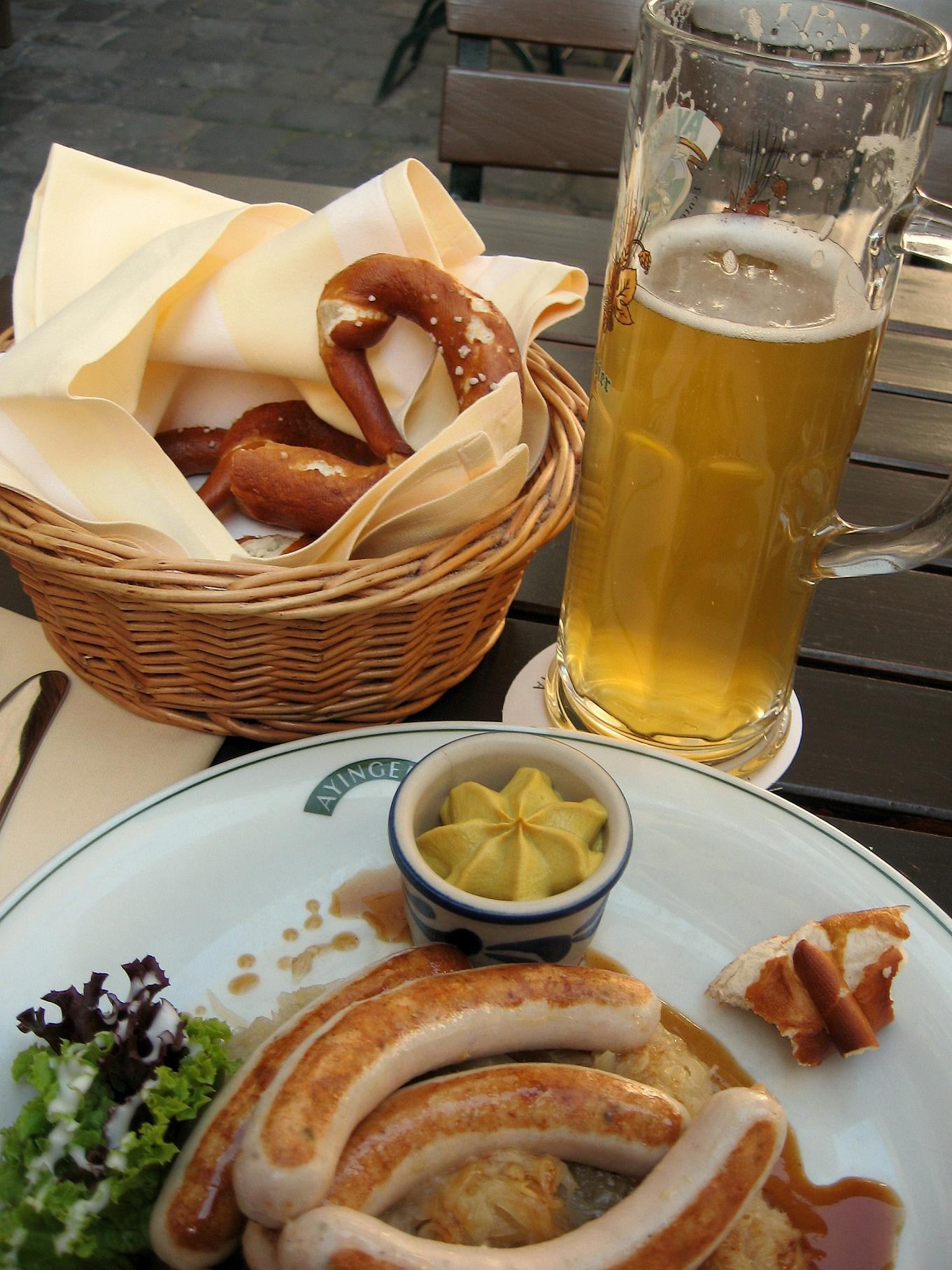
독일 맥주, 브레첼, 머스타드와 함께 있는 바이에른식 브라트부르스트의 모습.

독일 요리는 각 지역마다 다르며 바이에른 남부와 슈바벤은 스위스, 오스트리아의 식문화와 유사한 요리들이 많다. 독일에서는 피자, 스시, 중국 요리, 그리스 요리, 인도 요리, 되네르 케밥 등 국제적인 음식들이 인기가 많다.
빵은 독일 요리의 중요한 부분을 차지하며 독일의 제빵업계에서는 약 600종의 주요 빵과 약 1,200종의 페이스트리와 롤빵(Brötchen 브뢰트헨[*])을 생산한다. 독일의 치즈는 유럽에서 생산되는 전체 치즈의 22%를 차지한다. 2012년 독일에서 생산된 모든 육류의 99% 이상이 돼지고기, 닭고기, 소고기 중 하나였고, 독일은 브라트부르스트와 바이스부르스트 등을 포함해 거의 1,500가지 종류의 소시지를 생산한다.
독일의 국민음료는 맥주이며, 2013년 독일의 1인당 맥주 소비량은 110리터로 세계 최고 수준을 유지하고 있다. 독일의 맥주 순수령(Reinheitsgebot 라인하이츠게보트[*])은 16세기에 만들어져 현재까지도 영향을 미치고 있다. 독일 와인은 독일의 대부분의 지역, 독일 와인 생산지에서 큰 인기를 얻었으며, 2019년 조사에 따르면 독일은 세계에서 9번째로 많은 와인을 생산하는 나라였다.
2018년 미쉐린 가이드는 독일 내 11개의 음식점에 미쉐린 스타 3개를 수여하며 총 누적 스타 300개를 부여했다.

### 스포츠

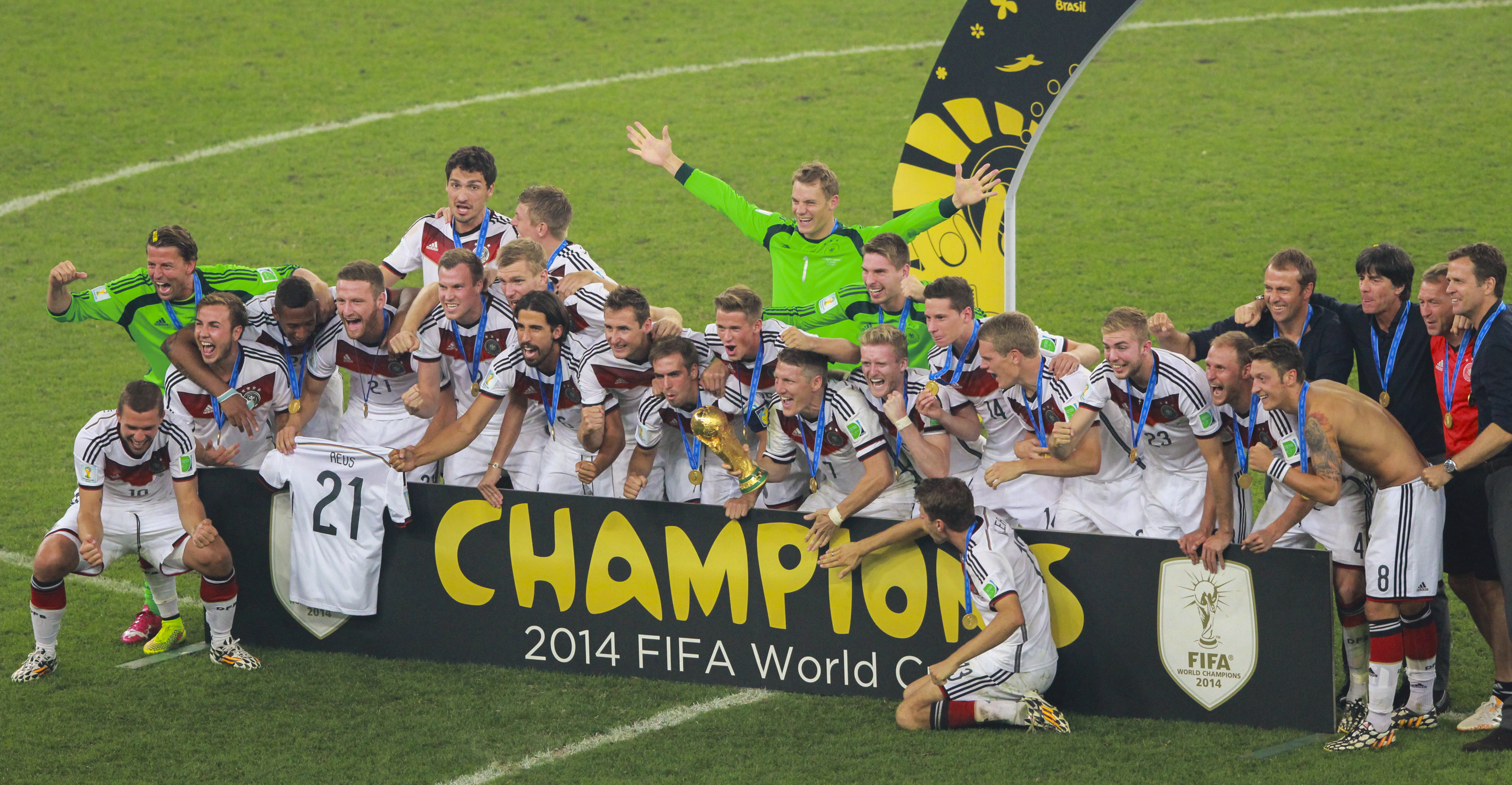
2014년 FIFA 월드컵에서 4번째 우승을 차지한 독일 축구 국가대표팀의 모습.

축구는 독일에서 가장 인기 있는 스포츠 중 하나이다. 700만 명 이상의 회원을 보유한 독일 축구 연맹(Deutscher Fußball-Bund)은 전 세계적으로 가장 큰 단일 스포츠 단체이며, 독일 최상위 리그인 분데스리가는 모든 프로 스포츠 리그 중 두 번째로 높은 평균 관중 수를 달성하고 있다. 독일 남자 축구 국가대표팀은 FIFA 월드컵에서 1954년, 1974년, 1990년, 2014년에 총 4회를, UEFA 유럽 축구 선수권 대회에서는 1972년, 1980년, 1996년에 총 3회, FIFA 컨페더레이션스컵에서 2017년에 우승을 달성하였다.
독일은 세계 최고의 모터 스포츠 국가 중 하나이다. 독일의 BMW, 메르세데스와 같은 자동차 회사들은 모터 스포츠 분야의 대표적인 제조업체이며, 포르쉐와 아우디는 르망 24시에서 각각 19번와 13번 우승했다. 드라이버 미하엘 슈마허는 그의 선수 시절 동안 많은 모터 스포츠 기록을 세웠으며 포뮬러 원 월드 챔피언십에서 7회 우승했다. 또한 제바스티안 페텔은 역대 가장 성공적인 포뮬러 원의 드라이버 중 한 명이다.
독일 선수단은 역사적으로 올림픽에서 좋은 성과를 보여주었으며, 통일 이전인 동독과 서독의 메달을 모두 합쳐서 역대 올림픽 메달 집계에서 3위를 차지했다. 1936년 독일 베를린에서는 하계 올림픽이 개최되었으며, 같은 해 겨울 가르미슈파르텐키르헨에서는 동계 올림픽이 개최되었다. 이에 더불어 독일 뮌헨은 1972년 하계 올림픽을 개최하였다.

### 내용주
1. ↑  1952년에서 1990년까지 "독일인의 노래" 내용 전체가 국가로 지정되어 있었으나, 공식 행사에서는 팽창주의와 나치와 연관이 있는 1절과 2절은 빼고 3절만을 불렀다. 이마저도 1991년 통일 이후 1절과 2절은 국가에서 제외되었다.[1]
2. ↑  베를린은 헌법상 유일한 수도이자 법적 행정부 소재지이지만, 통일 이전 연방공화국의 임시 수도였던 본은 6개의 부처 소재지를 유지하는 연방직할시(Bundesstadt)라는 독특한 지위를 가졌다.[2]
3. 1 2 3  독일의 연방상원은 독일의 연방의회에 속하는 것으로 여겨진다. 그러나 이는 잘못된 표기인데, 그 이유는 독일 헌법은 연방의회와 연방상원을 2개의 별도의 입법부로 정의하기 때문이다. 따라서 독일의 입법부는 1개의 양원제 의회가 아닌 2개의 단원제 의회로 구성된다.
4. ↑  덴마크어, 저지 독일어, 저지 프랑켄어, 소르브어, 롬어, 프리슬란트어는 지역 혹은 소수 민족에 대한 유럽 헌장에 의해 공식적으로 인정된다.[4]
5. ↑  2002년 이전은 독일 마르크(DM)
6. ↑  독일어: Bundesrepublik Deutschland 분데스레푸블리크 도이칠란트[*], 독일어 발음: [ˈbʊndəsʁepuˌbliːk ˈdɔʏtʃlant] ( 듣기), 문화어: 도이췰란드련방공화국
7. ↑  독일어: Deutschland 도이칠란트[*], 독일어 발음: [ˈdɔʏtʃlant] ( 듣기), 문화어: 도이췰란드
8. ↑  네덜란드, 벨기에, 룩셈부르크
9. ↑  법률상으로 베를린은 4대국 협정 체제를 유지했다.
10. ↑  율리우스 카이사르가 라인강 동쪽의 지역을 지칭하면서 사용했던 라틴어 Germania에서 유래되었다.[11]
11. ↑  알레만니(Alamanni)라는 게르만계 부족의 이름에서 유래되었다.
12. ↑  슬라브조어 *němьcь에서 유래되었다.
13. ↑  원어인 '도이칠란트'에서 유래되었으며, 이는 한국어의 '독일'과, 일본어의 '도이쓰'와 어원이 같다.
14. ↑  '독일의'를 의미하는 네덜란드어 '다위처(Duitse)'가 일본어식으로 변형된 단어로 현재 일본에서는 한자 음역은 쓰이지 않고 가타카나로만 '도이쓰(ドイツ)'로 표기한다.[12]
15. ↑  단, 도이칠란트는 현재까지 독일과 함께 이 나라를 가리키는 명칭의 복수 표준어로 인정되고 있다.
16. ↑  Danuvius guggenmosi, 1,160만 년 전 마이오세 중후기의 독일 남부에서 살던 현재 멸종한 사람과 유인원.
17. ↑  Löwenmensch, 독일 헤센주에서 발견된 선사 시대 사자 머리에 인간의 몸을 가진 상아 조각.
18. ↑  Augusta Treverorum, 트레베리족 땅의 아우구스투스의 도시.
19. ↑  야스문트 국립공원, 포어포메른 보덴란트샤프트 국립공원, 뮈리츠 국립공원, 바덴 제아 국립공원, 하르츠 국립공원, 하이니히 국립공원, 슈바르츠발트 국립공원, 작센 스위스 국립공원, 바이에른 삼림 국립공원, 베르히테스가덴 국립공원[129]
20. ↑  독일이 과학 분야에서 주도적인 위치를 잃은 것은 탈나치화의 일환으로 미국의 페이퍼클립 작전, 소련의 오소비아힘 작전(러시아어: Операция «Осоавиахим»)으로 인해 인재 유출을 겪은 것도 큰 영향을 주었다.
21. ↑  2022년 추정치.[118]
22. ↑  독일 개신교회는 루터교도와 칼뱅주의자들, 두 교파의 연합교회를 포함한다.
23. ↑  원어로는 Der Wanderer über dem Nebelmeer
24. ↑  Trümmerfilm, 제2차 세계 대전 직후에 동유럽, 이탈리아, 독일 등에서 제작된 전쟁 초기 민간인 생존자들의 삶에 대한 우울한 현실을 표현하는 것으로, 폭격당한 도시의 '잔해' 사이를 배경으로 삼는 것이 특징이다.
25. ↑  Heimatfilm, 1940년대 후반부터 1960년대 초반까지 독일, 스위스, 오스트리아에서 인기를 끌었던 영화 장르로, 대부분 농촌을 배경으로 하여 감성적인 어조와 단순한 도덕성으로 사랑, 우정, 가족 등의 주제를 다루었다.

### 참조주
1. ↑  “Repräsentation und Integration” (독일어). Bundespräsidialamt. 2016년 3월 7일에 원본 문서에서 보존된 문서. 2016년 3월 8일에 확인함.
2. ↑  “The German Federal Government”. 《deutschland.de》. 2018년 1월 23일. 2020년 4월 30일에 원본 문서에서 보존된 문서.
3. ↑  “Flächennutzung”.
4. ↑  Gesley, Jenny (2018년 9월 26일). “The Protection of Minority and Regional Languages in Germany”. Library of Congress. 2020년 5월 25일에 원본 문서에서 보존된 문서.
5. ↑  “Population by nationality and sex (quarterly figures)”. 《www.destatis.de》. DESTATIS. 2025년 1월 10일. 2025년 1월 20일에 확인함.
6. 1 2 3 4  “World Economic Outlook Database, April 2025 Edition. (Germany)”. 《www.imf.org》. 국제 통화 기금. 2025년 4월 22일. 2025년 5월 26일에 확인함.
7. ↑  “Human Development Report 2025” (PDF) (영어). 유엔 개발 계획. 2025년 5월 6일. 2025년 5월 6일에 원본 문서 (PDF)에서 보존된 문서. 2025년 5월 6일에 확인함.
8. ↑  “Religionszugehörigkeiten 2022”.
9. ↑  “Kirchenmitglieder: 47,45 Prozent”.
10. ↑  Lloyd, Albert L.; Lühr, Rosemarie; Springer, Otto (1998). 《Etymologisches Wörterbuch des Althochdeutschen, Band II》 (독일어). Vandenhoeck & Ruprecht. 699–704쪽. ISBN 978-3-525-20768-0. 2015년 9월 11일에 원본 문서에서 보존된 문서. (for goh diutisc[*]). Lloyd, Albert L.; Lühr, Rosemarie; Springer, Otto (1998). 《Etymologisches Wörterbuch des Althochdeutschen, Band II》 (독일어). Vandenhoeck & Ruprecht. 685–686쪽. ISBN 978-3-525-20768-0. 2015년 9월 16일에 원본 문서에서 보존된 문서. (for goh diot[*]).
11. ↑  Schulze, Hagen (1998). 《Germany: A New History》. Harvard University Press. 4쪽. ISBN 978-0-674-80688-7.
12. ↑  “[우리말 톺아보기] 한자로 된 나라 이름”. 《네이버 뉴스》. 한국일보. 2017년 11월 21일. 2024년 7월 22일에 확인함.
13. ↑  ““독일” 이란 나라는 세상에 없다 “도이칠란트” 만 있을 뿐이다”. 재외동포신문. 2015년 2월 16일. 2023년 7월 8일에 확인함.
14. ↑  “주한독일대사관”.
15. ↑  유재식 (2002년 6월 26일). “독일-德國”. 중앙일보. 2020년 8월 30일에 확인함.
16. ↑  McRae, Mike (2019년 11월 6일). “We Just Found an 11-Million-Year-Old Ancestor That Hints How Humans Began to Walk”. 《ScienceAlert》.
17. ↑  Wagner, G. A; Krbetschek, M; Degering, D; Bahain, J.-J; Shao, Q; Falgueres, C; Voinchet, P; Dolo, J.-M; Garcia, T; Rightmire, G. P (2010년 8월 27일). “Radiometric dating of the type-site for Homo heidelbergensis at Mauer, Germany”. 《PNAS》 107 (46): 19726–19730. Bibcode:2010PNAS..10719726W. doi:10.1073/pnas.1012722107. ISSN 0027-8424. PMC 2993404. PMID 21041630.
18. ↑  Hendry, Lisa (2018년 5월 5일). “Who were the Neanderthals?”. Natural History Museum. 2020년 3월 30일에 원본 문서에서 보존된 문서.
19. ↑  “Earliest music instruments found”. 《BBC News》. 2012년 5월 25일. 2017년 9월 3일에 원본 문서에서 보존된 문서.
20. ↑  “Ice Age Lion Man is world's earliest figurative sculpture”. 《The Art Newspaper》. 2013년 1월 31일. 2015년 2월 15일에 원본 문서에서 보존된 문서.
21. ↑  Conard, Nicholas (2009). “A female figurine from the basal Aurignacian of Hohle Fels Cave in southwestern Germany”. 《Nature》 459 (7244): 248–252. Bibcode:2009Natur.459..248C. doi:10.1038/nature07995. PMID 19444215. S2CID 205216692. 2020년 2월 12일에 원본 문서에서 보존된 문서. 2020년 3월 12일에 확인함.
22. ↑  “Nebra Sky Disc”. UNESCO. 2013. 2014년 10월 11일에 원본 문서에서 보존된 문서.
23. ↑  Heather, Peter. 〈Germany: Ancient History〉. 《Encyclopædia Britannica Online》. 2019년 3월 31일에 원본 문서에서 보존된 문서. 2020년 11월 21일에 확인함.
24. ↑  “Germanic Tribes (Teutons)”. 《History Files》. 2020년 4월 26일에 원본 문서에서 보존된 문서. 2020년 3월 16일에 확인함.
25. ↑  Claster, Jill N. (1982). 《Medieval Experience: 300–1400》. New York University Press. 35쪽. ISBN 978-0-8147-1381-5.
26. ↑  Wells, Peter (2004). 《The Battle That Stopped Rome: Emperor Augustus, Arminius, and the Slaughter of the Legions in the Teutoburg Forest》. W. W. Norton & Company. 13쪽. ISBN 978-0-393-35203-0.
27. ↑  Murdoch 2004, 57쪽.
28. 1 2  Fulbrook 1991, 9–13쪽.
29. ↑  Modi, J. J. (1916). “The Ancient Germans: Their History, Constitution, Religion, Manners and Customs”. 《The Journal of the Anthropological Society of Bombay》 10 (7): 647. Raetia (modern Bavaria and the adjoining country)
30. ↑  Rüger, C. (2004) [1996]. 〈Germany〉.   Bowman, Alan K.; Champlin, Edward; Lintott, Andrew. 《The Cambridge Ancient History: X, The Augustan Empire, 43 B.C. – A.D. 69》 10 2판. Cambridge University Press. 527–28쪽. ISBN 978-0-521-26430-3. 2016년 12월 23일에 원본 문서에서 보존된 문서.
31. ↑  Bowman, Alan K.; Garnsey, Peter; Cameron, Averil (2005). 《The crisis of empire, A.D. 193–337》. The Cambridge Ancient History 12. Cambridge University Press. 442쪽. ISBN 978-0-521-30199-2.
32. 1 2  Fulbrook 1991, 11쪽.
33. ↑  Falk, Avner (2018). 《Franks and Saracens》. Routledge. 55쪽. ISBN 978-0-429-89969-0.
34. ↑  McBrien, Richard (2000). 《Lives of the Popes: The Pontiffs from St. Peter to Benedict XVI》. HarperCollins. 138쪽.
35. ↑  Fulbrook 1991, 19–20쪽.
36. ↑  Fulbrook 1991, 13–24쪽.
37. ↑  Nelson, Lynn Harry. 《The Great Famine (1315–1317) and the Black Death (1346–1351)》. University of Kansas. 2011년 4월 29일에 원본 문서에서 보존된 문서. 2011년 3월 19일에 확인함.
38. ↑  Fulbrook 1991, 27쪽.
39. ↑  Eisenstein, Elizabeth (1980). 《The printing press as an agent of change》. Cambridge University Press. 3–43쪽. ISBN 978-0-521-29955-8.
40. ↑  Cantoni, Davide (2011). “Adopting a New Religion: The Case of Protestantism in 16th Century Germany” (PDF). 《Barcelona GSE Working Paper Series》. 2017년 8월 9일에 원본 문서 (PDF)에서 보존된 문서. 2020년 3월 17일에 확인함.
41. 1 2  Philpott, Daniel (January 2000). “The Religious Roots of Modern International Relations”. 《World Politics》 52 (2): 206–245. doi:10.1017/S0043887100002604. S2CID 40773221.
42. ↑  Macfarlane, Alan (1997). 《The Savage Wars of Peace: England, Japan and the Malthusian Trap》. Blackwell. 51쪽. ISBN 978-0-631-18117-0.
43. ↑  For a general discussion of the impact of the Reformation on the Holy Roman Empire, see Holborn, Hajo (1959). 《A History of Modern Germany, The Reformation》. Princeton University Press. 123–248쪽.
44. ↑  Jeroen Duindam; Jill Diana Harries; Caroline Humfress; Hurvitz Nimrod, 편집. (2013). 《Law and Empire: Ideas, Practices, Actors》. Brill. 113쪽. ISBN 978-90-04-24951-6.
45. ↑  Hamish Scott; Brendan Simms, 편집. (2007). 《Cultures of Power in Europe during the Long Eighteenth Century》. Cambridge University Press. 45쪽. ISBN 978-1-139-46377-5.
46. ↑  “Maria Theresa, Holy Roman Empress and Queen of Hungary and Bohemia”. British Museum. 2021년 6월 20일에 원본 문서에서 보존된 문서. 2020년 3월 15일에 확인함.
47. ↑  Bideleux, Robert; Jeffries, Ian (1998). 《A History of Eastern Europe: Crisis and Change》. Routledge. 156쪽.
48. ↑  Batt, Judy; Wolczuk, Kataryna (2002). 《Region, State and Identity in Central and Eastern Europe》. Routledge. 153쪽.
49. ↑  Fulbrook 1991, 97쪽.
50. ↑  Nicholas Atkin; Michael Biddiss; Frank Tallett, 편집. (2011). 《The Wiley-Blackwell Dictionary of Modern European History Since 1789》. Wiley. 307–308쪽. ISBN 978-1-4443-9072-8.
51. ↑  Sondhaus, Lawrence (2007). 〈Austria, Prussia, and the German Confederation: The Defense of Central Europe, 1815–1854〉.   Talbot C. Imlay; Monica Duffy Toft. 《The Fog of Peace and War Planning: Military and Strategic Planning under Uncertainty》. Routledge. 50–74쪽. ISBN 978-1-134-21088-6.
52. ↑  Henderson, W. O. (January 1934). “The Zollverein”. 《History》 19 (73): 1–19. doi:10.1111/j.1468-229X.1934.tb01791.x.
53. ↑  Hewitson, Mark (2010). “'The Old Forms are Breaking Up, ... Our New Germany is Rebuilding Itself': Constitutionalism, Nationalism and the Creation of a German Polity during the Revolutions of 1848–49”. 《The English Historical Review》 125 (516): 1173–1214. doi:10.1093/ehr/ceq276. JSTOR 40963126.
54. ↑  “Issues Relevant to U.S. Foreign Diplomacy: Unification of German States”. US Department of State Office of the Historian. 2019년 10월 1일에 원본 문서에서 보존된 문서. 2020년 3월 18일에 확인함.
55. 1 2  “Otto von Bismarck (1815–1898)”. BBC. 2019년 11월 27일에 원본 문서에서 보존된 문서. 2020년 3월 18일에 확인함.
56. ↑  Mommsen, Wolfgang J. (1990). “Kaiser Wilhelm II and German Politics”. 《Journal of Contemporary History》 25 (2/3): 289–316. doi:10.1177/002200949002500207. JSTOR 260734. S2CID 154177053.
57. ↑  Fulbrook 1991, 135, 149쪽.
58. ↑  Black, John, 편집. (2005). 《100 maps》. Sterling Publishing. 202쪽. ISBN 978-1-4027-2885-3.
59. ↑  Farley, Robert (2014년 10월 17일). “How Imperial Germany Lost Asia”. 《The Diplomat》. 2020년 3월 19일에 원본 문서에서 보존된 문서.
60. ↑  Olusoga, David; Erichsen, Casper (2010). 《The Kaiser's Holocaust: Germany's Forgotten Genocide and the Colonial Roots of Nazism》. Faber and Faber. ISBN 978-0-571-23141-6.
61. 1 2  Michael Bazyler (2016). 《Holocaust, Genocide, and the Law: A Quest for Justice in a Post-Holocaust World》. Oxford University Press. 169–70쪽.
62. ↑  Crossland, David (2008년 1월 22일). “Last German World War I veteran believed to have died”. 《Spiegel Online》. 2012년 10월 8일에 원본 문서에서 보존된 문서.
63. ↑  Boemeke, Manfred F.; Feldman, Gerald D.; Glaser, Elisabeth (1998). 《Versailles: A Reassessment after 75 Years》. Publications of the German Historical Institute. Cambridge University Press. 1–20, 203–220, 469–505쪽. ISBN 978-0-521-62132-8.
64. ↑  “GERMAN TERRITORIAL LOSSES, TREATY OF VERSAILLES, 1919”. United States Holocaust Memorial Museum. 2016년 7월 4일에 원본 문서에서 보존된 문서. 2016년 6월 11일에 확인함.
65. ↑  Fulbrook 1991, 156–160쪽.
66. ↑  Nicholls, AJ (2016). 〈1919–1922: Years of Crisis and Uncertainty〉. 《Weimar and the Rise of Hitler》. Macmillan. 56–70쪽. ISBN 978-1-349-21337-5.
67. ↑  Costigliola, Frank (1976). “The United States and the Reconstruction of Germany in the 1920s”. 《The Business History Review》 50 (4): 477–502. doi:10.2307/3113137. JSTOR 3113137. S2CID 155602870.
68. ↑  Kolb, Eberhard (2005). 《The Weimar Republic》. 번역 P. S. Falla; R. J. Park 2판. Psychology Press. 86쪽. ISBN 978-0-415-34441-8.
69. ↑  “PROLOGUE: Roots of the Holocaust”. 《The Holocaust Chronicle》. 2015년 1월 1일에 원본 문서에서 보존된 문서. 2014년 9월 28일에 확인함.
70. ↑  Fulbrook 1991, 155–158, 172–177쪽.
71. ↑  Evans, Richard (2003). 《The Coming of the Third Reich》. Penguin. 344쪽. ISBN 978-0-14-303469-8.
72. ↑  “Ein Konzentrationslager für politische Gefangene in der Nähe von Dachau”. 《Münchner Neueste Nachrichten》 (독일어). 1933년 3월 21일. 2000년 5월 10일에 원본 문서에서 보존된 문서.
73. ↑  von Lüpke-Schwarz, Marc (2013년 3월 23일). “The law that 'enabled' Hitler's dictatorship”. 《Deutsche Welle》. 2020년 4월 27일에 원본 문서에서 보존된 문서.
74. ↑  “Industrie und Wirtschaft” (독일어). Deutsches Historisches Museum. 2011년 4월 30일에 원본 문서에서 보존된 문서. 2011년 3월 25일에 확인함.
75. ↑  Evans, Richard (2005). 《The Third Reich in Power》. Penguin. 322–326, 329쪽. ISBN 978-0-14-303790-3.
76. ↑  Bradsher, Greg (2010). “The Nuremberg Laws”. 《Prologue》. 2020년 4월 25일에 원본 문서에서 보존된 문서. 2020년 3월 20일에 확인함.
77. ↑  Fulbrook 1991, 188–189쪽.
78. ↑  “Descent into War”. National Archives. 2020년 3월 20일에 원본 문서에서 보존된 문서. 2020년 3월 19일에 확인함.
79. ↑  “The "Night of Broken Glass"”. United States Holocaust Memorial Museum. 2017년 2월 11일에 원본 문서에서 보존된 문서. 2017년 2월 8일에 확인함.
80. ↑  “German-Soviet Pact”. United States Holocaust Memorial Museum. 2020년 3월 11일에 원본 문서에서 보존된 문서. 2020년 3월 19일에 확인함.
81. ↑  Hiden, John; Lane, Thomas (200). 《The Baltic and the Outbreak of the Second World War》. Cambridge University Press. 143–144쪽. ISBN 978-0-521-53120-7.
82. 1 2  Fulbrook 1991, 190–195쪽.
83. ↑  “World War II: Key Dates”. United States Holocaust Memorial Museum. 2020년 3월 11일에 원본 문서에서 보존된 문서. 2020년 3월 19일에 확인함.
84. 1 2  Kershaw, Ian (1997). 《Stalinism and Nazism: dictatorships in comparison》. Cambridge University Press. 150쪽. ISBN 978-0-521-56521-9.
85. ↑  Overy, Richard (2011년 2월 17일). “Nuremberg: Nazis on Trial”. BBC. 2011년 3월 16일에 원본 문서에서 보존된 문서.
86. ↑  Niewyk, Donald L.; Nicosia, Francis R. (2000). 《The Columbia Guide to the Holocaust》. Columbia University Press. 45–52쪽. ISBN 978-0-231-11200-0.
87. ↑  《Polska 1939–1945: Straty osobowe i ofiary represji pod dwiema okupacjami》. Institute of National Remembrance. 2009. 9쪽.
88. ↑  Maksudov, S (1994). “Soviet Deaths in the Great Patriotic War: A Note”. 《Europe-Asia Studies》 46 (4): 671–680. doi:10.1080/09668139408412190. PMID 12288331.
89. ↑  Overmans, Rüdiger (2000). 《Deutsche militärische Verluste im Zweiten Weltkrieg》. Oldenbourg. ISBN 978-3-486-56531-7.
90. ↑  Kershaw, Ian (2011). 《The End; Germany 1944–45》. Allen Lane. 279쪽.
91. ↑  Demshuk, Andrew (2012). 《The Lost German East》. Cambridge University Press. 52쪽. ISBN 978-1-107-02073-3. 2016년 12월 1일에 원본 문서에서 보존된 문서.
92. ↑  Hughes, R. Gerald (2005). “Unfinished Business from Potsdam: Britain, West Germany, and the Oder-Neisse Line, 1945–1962”. 《The International History Review》 27 (2): 259–294. doi:10.1080/07075332.2005.9641060. JSTOR 40109536. S2CID 162858499.
93. ↑  “Trabant and Beetle: the Two Germanies, 1949–89”. 《History Workshop Journal》 68: 1–2. 2009. doi:10.1093/hwj/dbp009.
94. ↑  Wise, Michael Z. (1998). 《Capital dilemma: Germany's search for a new architecture of democracy》. Princeton Architectural Press. 23쪽. ISBN 978-1-56898-134-5.
95. ↑  Carlin, Wendy (1996). 〈West German growth and institutions (1945–90)〉.   Crafts, Nicholas; Toniolo, Gianni. 《Economic Growth in Europe Since 1945》. Cambridge University Press. 464쪽. ISBN 978-0-521-49964-4.
96. ↑  Bührer, Werner (2002년 12월 24일). “Deutschland in den 50er Jahren: Wirtschaft in beiden deutschen Staaten” [Economy in both German states]. Bundeszentrale für politische Bildung. 2017년 12월 1일에 원본 문서에서 보존된 문서.
97. ↑  Fulbrook, Mary (2014). 《A History of Germany 1918–2014: The Divided Nation》. Wiley. 149쪽. ISBN 978-1-118-77613-1.
98. ↑  “Rearmament and the European Defense Community”. 《Library of Congress Country Studies》. 2023년 5월 19일에 확인함.
99. ↑  Major, Patrick; Osmond, Jonathan (2002). 《The Workers' and Peasants' State: Communism and Society in East Germany Under Ulbricht 1945–71》. Manchester University Press. 22, 41쪽. ISBN 978-0-7190-6289-6.
100. ↑  Protzman, Ferdinand (1989년 8월 22일). “Westward Tide of East Germans Is a Popular No-Confidence Vote”. 《The New York Times》. 2012년 10월 4일에 원본 문서에서 보존된 문서.
101. ↑  “The Berlin Wall”. BBC. 2017년 2월 26일에 원본 문서에서 보존된 문서. 2017년 2월 8일에 확인함.
102. ↑  Williams, Geoffrey (1986). 《The European Defence Initiative: Europe's Bid for Equality》. Springer. 122–123쪽. ISBN 978-1-349-07825-7.
103. ↑  Deshmukh, Marion. “Iconoclash! Political Imagery from the Berlin Wall to German Unification” (PDF). Wende Museum. 2021년 6월 20일에 원본 문서 (PDF)에서 보존된 문서. 2020년 3월 20일에 확인함.
104. ↑  “What the Berlin Wall still stands for”. 《CNN Interactive》. 1999년 11월 8일. 2008년 2월 6일에 원본 문서에서 보존된 문서.
105. ↑  “Vertrag zwischen der Bundesrepublik Deutschland und der Deutschen Demokratischen Republik über die Herstellung der Einheit Deutschlands (Einigungsvertrag) Art 11 Verträge der Bundesrepublik Deutschland” (독일어). Bundesministerium für Justiz und Verbraucherschutz. 2015년 2월 25일에 원본 문서에서 보존된 문서. 2015년 5월 15일에 확인함.
106. ↑  “Gesetz zur Umsetzung des Beschlusses des Deutschen Bundestages vom 20. Juni 1991 zur Vollendung der Einheit Deutschlands” [Law on the Implementation of the Beschlusses des Deutschen Bundestages vom 20. Juni 1991 zur Vollendung der Einheit Deutschlands] (PDF) (독일어). Bundesministerium der Justiz. 1994년 4월 26일. 2016년 7월 14일에 원본 문서 (PDF)에서 보존된 문서.
107. ↑  “Brennpunkt: Hauptstadt-Umzug”. 《Focus》 (독일어). 1999년 4월 12일. 2011년 4월 30일에 원본 문서에서 보존된 문서.
108. ↑  Kulish, Nicholas (2009년 6월 19일). “In East Germany, a Decline as Stark as a Wall”. 《The New York Times》. 2011년 4월 3일에 원본 문서에서 보존된 문서.
109. ↑  Lemke, Christiane (2010). “Germany's EU Policy: The Domestic Discourse”. 《German Studies Review》 33 (3): 503–516. JSTOR 20787989.
110. ↑  “Eurozone Fast Facts”. CNN. 2020년 1월 21일. 2020년 3월 21일에 원본 문서에서 보존된 문서.
111. ↑  Dempsey, Judy (2006년 10월 31일). “Germany is planning a Bosnia withdrawal”. 《International Herald Tribune》. 2012년 11월 11일에 원본 문서에서 보존된 문서.
112. ↑  “Germany to extend Afghanistan military mission”. 《DW》. 2020년 3월 4일에 원본 문서에서 보존된 문서. 2020년 3월 20일에 확인함.
113. ↑  “Germany agrees on 50-billion-euro stimulus plan”. 《France 24》. 2009년 1월 6일. 2011년 5월 13일에 원본 문서에서 보존된 문서.
114. ↑  “Government declaration by Angela Merkel” (독일어). ARD Tagesschau. 2014년 1월 29일. 2015년 1월 1일에 원본 문서에서 보존된 문서.
115. ↑  “Migrant crisis: Migration to Europe explained in seven charts”. BBC. 2016년 1월 28일. 2016년 1월 31일에 원본 문서에서 보존된 문서.
116. ↑  전, 재홍 (2023년 11월 12일). “독일, 우크라에 내년 군사 지원 11조 원‥국방비 'GDP 2%'”. MBC 뉴스. 2024년 2월 26일에 확인함.
117. ↑  “The arms and military equipment Germany is sending to Ukraine” [독일이 우크라이나에 보내는 무기와 군사 장비]. 《Die Bundesregierung》. 2024년 2월 16일. 2024년 2월 26일에 확인함.
118. 1 2 3 4 5 6 7 8 9 10 11 12  “Germany”. 《World Factbook》. CIA. 2021년 1월 9일에 원본 문서에서 보존된 문서. 2020년 3월 29일에 확인함.
119. ↑  “17: Gebiet und geografische Angaben” (PDF). 《Statistische Jahrbuch Schleswig-Holstein 2019/2020》 (독일어) (Hamburg: Statistisches Amt für Hamburg und Schleswig-Holstein): 307. 2020. ISSN 0487-6423. 2020년 10월 28일에 원본 문서 (PDF)에서 보존된 문서. 2020년 9월 8일에 확인함.
120. ↑  “Germany: Climate”. 《Encyclopedia Britannica》. 2020년 3월 23일에 원본 문서에서 보존된 문서. 2020년 3월 23일에 확인함.
121. ↑  “Average monthly temperature in Germany from February 2019 to February 2020”. 《Statista》. February 2020. 2020년 3월 23일에 원본 문서에서 보존된 문서. 2020년 3월 23일에 확인함.
122. ↑  “Average monthly precipitation in Germany from February 2019 to February 2020”. 《Statista》. February 2020. 2020년 3월 23일에 원본 문서에서 보존된 문서. 2020년 3월 23일에 확인함.
123. ↑  “Average monthly sunshine hours in Germany from February 2019 to February 2020”. 《Statista》. February 2020. 2020년 3월 23일에 원본 문서에서 보존된 문서. 2020년 3월 23일에 확인함.
124. ↑  Dinerstein, Eric; Olson, David; Joshi, Anup; Vynne, Carly; Burgess, Neil D.; Wikramanayake, Eric; Hahn, Nathan; Palminteri, Suzanne; Hedao, Prashant; Noss, Reed; Hansen, Matt; Locke, Harvey; Ellis, Erle C; Jones, Benjamin; Barber, Charles Victor; Hayes, Randy; Kormos, Cyril; Martin, Vance; Crist, Eileen; Sechrest, Wes; Price, Lori; Baillie, Jonathan E. M.; Weeden, Don; Suckling, Kierán; Davis, Crystal; Sizer, Nigel; Moore, Rebecca; Thau, David; Birch, Tanya; Potapov, Peter; Turubanova, Svetlana; Tyukavina, Alexandra; de Souza, Nadia; Pintea, Lilian; Brito, José C.; Llewellyn, Othman A.; Miller, Anthony G.; Patzelt, Annette; Ghazanfar, Shahina A.; Timberlake, Jonathan; Klöser, Heinz; Shennan-Farpón, Yara; Kindt, Roeland; Lillesø, Jens-Peter Barnekow; van Breugel, Paulo; Graudal, Lars; Voge, Maianna; Al-Shammari, Khalaf F.; Saleem, Muhammad (2017). “An Ecoregion-Based Approach to Protecting Half the Terrestrial Realm”. 《BioScience》 67 (6): 534–545. doi:10.1093/biosci/bix014. ISSN 0006-3568. PMC 5451287. PMID 28608869.
125. ↑  Appunn, Kerstine (2018년 10월 30일). “Climate impact of farming, land use (change) and forestry in Germany”. 《Clean Energy Wire》. 2020년 5월 13일에 원본 문서에서 보존된 문서.
126. ↑  “Spruce, pine, beech, oak – the most common tree species”. 《Third National Forest Inventory》. Federal Ministry of Food and Agriculture. 2020년 3월 24일에 원본 문서에서 보존된 문서. 2020년 3월 23일에 확인함.
127. ↑  Bekker, Henk (2005). 《Adventure Guide Germany》. Hunter. 14쪽. ISBN 978-1-58843-503-3.
128. ↑  Marcel Cleene; Marie Claire Lejeune (2002). 《Compendium of Symbolic and Ritual Plants in Europe: Herbs》. Man & Culture. 194–196쪽. ISBN 978-90-77135-04-4. 2020년 6월 6일에 원본 문서에서 보존된 문서. 2020년 6월 3일에 확인함.
129. ↑  “National Parks”. Federal Agency for Nature Conservation. 2020년 3월 24일에 원본 문서에서 보존된 문서. 2020년 3월 23일에 확인함.
130. ↑  “Biosphere reserves”. Federal Agency for Nature Conservation. 2020년 3월 24일에 원본 문서에서 보존된 문서. 2020년 3월 23일에 확인함.
131. ↑  “Nature parks”. Federal Agency for Nature Conservation. 2019년 4월 19일에 원본 문서에서 보존된 문서. 2020년 3월 23일에 확인함.
132. ↑  “Zoo Facts”. Zoos and Aquariums of America. 2003년 10월 7일에 원본 문서에서 보존된 문서. 2011년 4월 16일에 확인함.
133. ↑  “Der Zoologische Garten Berlin” (독일어). Zoo Berlin. 2011년 4월 30일에 원본 문서에서 보존된 문서. 2011년 3월 19일에 확인함.
134. ↑  “Basic Law for the Federal Republic of Germany” (PDF). 《Deutscher Bundestag》. October 2010. 2017년 6월 19일에 원본 문서 (PDF)에서 보존된 문서. 2011년 4월 14일에 확인함.
135. ↑  Seiffert, Jeanette (2013년 9월 19일). “Election 2013: The German parliament”. 《DW》. 2020년 3월 28일에 원본 문서에서 보존된 문서.
136. ↑  “Germany's political parties CDU, CSU, SPD, AfD, FDP, Left party, Greens – what you need to know”. 《DW》. 2019년 6월 7일. 2020년 2월 14일에 원본 문서에서 보존된 문서.
137. ↑  Stone, Jon (2017년 9월 24일). “German elections: Far-right wins MPs for first time in half a century”. 《The Independent》. 2020년 2월 27일에 원본 문서에서 보존된 문서.
138. 1 2  “Germany”. 《Encyclopedia Britannica》. 2015년 6월 13일에 원본 문서에서 보존된 문서. 2021년 3월 18일에 확인함.
139. ↑  “Example for state constitution: "Constitution of the Land of North Rhine-Westphalia"”. Landtag (state assembly) of North Rhine-Westphalia. 2013년 1월 17일에 원본 문서에서 보존된 문서. 2011년 7월 17일에 확인함.
140. ↑  “Verwaltungsgliederung in Deutschland am 30 June 2017 – Gebietsstand: 30 June 2017 (2. Quartal)” (독일어). Statistisches Bundesamt Deutschland. July 2017. 2017년 10월 10일에 원본 문서 (XLS)에서 보존된 문서. 2017년 8월 9일에 확인함.
141. ↑  “Fläche und Bevölkerung”. 《Statistikportal.de》 (독일어). 2018년 6월 12일에 원본 문서에서 보존된 문서. 2018년 7월 15일에 확인함.
142. ↑  “Ergebnisse des Zensus 2022 – Bevölkerung (15.05.2022)”. 《www.destatis.de》 (독일어). Destatis. 2024년 6월 25일. 2024년 6월 25일에 확인함.
143. ↑  “Bruttoinlandsprodukt, Bruttowertschöpfung”. 《www.statistikportal.de》 (독일어). Statistische Ämter des Bundes und der Länder. 2024년 3월 28일. 2024년 6월 26일에 확인함.
144. ↑  “Bruttoinlandsprodukt, Bruttowertschöpfung (Inhaltsverzeichnis Reihe 1991–2023)”. 《www.statistikportal.de》 (독일어). Statistische Ämter des Bundes und der Länder. 2024년 3월 28일. 2024년 6월 26일에 확인함.
145. ↑  Merryman, John; Pérez-Perdomo, Rogelio (2007). 《The Civil Law Tradition: An Introduction to the Legal Systems of Europe and Latin America》. Stanford University Press. 31–32, 62쪽. ISBN 978-0-8047-5569-6.
146. ↑  “Federal Constitutional Court”. Bundesverfassungsgericht. 2014년 12월 13일에 원본 문서에서 보존된 문서. 2015년 3월 25일에 확인함.
147. ↑  Wöhrmann, Gotthard (2013년 11월 22일). “The Federal Constitutional Court: an Introduction”. 《German Law Archive》. 2021년 6월 20일에 원본 문서에서 보존된 문서. 2020년 3월 29일에 확인함.
148. ↑  “§ 2 Strafvollzugsgesetz” (독일어). Bundesministerium der Justiz. 2011년 5월 1일에 원본 문서에서 보존된 문서. 2011년 3월 26일에 확인함.
149. ↑  Jehle, Jörg-Martin; German Federal Ministry of Justice (2009). 《Criminal Justice in Germany》. Forum-Verlag. 23쪽. ISBN 978-3-936999-51-8. 2015년 9월 22일에 원본 문서에서 보존된 문서.
150. ↑  Casper, Gerhard; Zeisel, Hans (January 1972). “Lay Judges in the German Criminal Courts”. 《Journal of Legal Studies》 1 (1): 135–191. doi:10.1086/467481. JSTOR 724014. S2CID 144941508.
151. ↑  “Intentional Homicide Victims”. United Nations Office on Drugs and Crime. 2019년 7월 26일에 원본 문서에서 보존된 문서. 2020년 3월 30일에 확인함.
152. ↑  “Germany's crime rate fell to lowest level in decades in 2018”. 《DW》. 2019년 4월 2일. 2019년 5월 17일에 원본 문서에서 보존된 문서.
153. ↑  “STONEWALL GLOBAL WORKPLACE BRIEFINGS 2018 – GERMANY” (PDF). 《Stonewall》. 2023년 9월 2일에 원본 문서 (PDF)에서 보존된 문서. 2023년 9월 2일에 확인함.
154. ↑  “The German Missions Abroad”. German Federal Foreign Office. 2020년 3월 27일에 원본 문서에서 보존된 문서. 2020년 3월 29일에 확인함.
155. ↑  “The Embassies”. German Federal Foreign Office. 2020년 3월 27일에 원본 문서에서 보존된 문서. 2020년 3월 29일에 확인함.
156. ↑  “Declaration by the Franco-German Defence and Security Council”. French Embassy UK. 2004년 5월 13일. 2014년 3월 27일에 원본 문서에서 보존된 문서.
157. ↑  Freed, John (2008년 4월 4일). “The leader of Europe? Answers an ocean apart”. 《The New York Times》. 2011년 5월 1일에 원본 문서에서 보존된 문서.
158. ↑  “Shaping Globalization – Expanding Partner-ships – Sharing Responsibility: A strategy paper by the German Government” (PDF). Die Bundesregierung. 2020년 3월 29일에 원본 문서 (PDF)에서 보존된 문서. 2020년 3월 29일에 확인함.
159. ↑  “U.S. Relations With Germany”. US Department of State. 2019년 11월 4일. 2020년 3월 31일에 원본 문서에서 보존된 문서.
160. ↑  “U.S.-German Economic Relations Factsheet” (PDF). U.S. Embassy in Berlin. May 2006. 2011년 5월 11일에 원본 문서 (PDF)에서 보존된 문서. 2011년 3월 26일에 확인함.
161. ↑  “Volume 10. One Germany in Europe, 1989–2009 Germany and Russia” (PDF). German Institute for International and Security Affairs. 2006년 3월 13일. 2017년 8월 14일에 원본 문서 (PDF)에서 보존된 문서. 2022년 4월 3일에 확인함.
162. ↑  Noël, Pierre (May 2009). “A Market Between Us: Reducing the Political Cost of Europe's Dependence on Russian Gas” (PDF). 《EPRG Working Paper》 (University of Cambridge Electricity Policy Research Group): 2; 38. EPRG0916. 2009년 11월 22일에 원본 문서 (PDF)에서 보존된 문서. 2010년 1월 30일에 확인함.
163. ↑  최종고, 《韓獨交涉史》 홍성사 (1983) 244쪽, “그래서 한국 정부는 1954년 10월 1일에 독일의 레마겐(Remagen)에다 총영사관을 설치하였다. 초대 총영사직은 이한호 박사가 맡았다(1954.5.20-1956.8.2). 독일 정부는 처음에는 이 총영사관을 ‘한국무역대표(Koreanische Handelsvertretung)’로 승인하였다가(1955.1.22), 1955년 12월 1일에 한독간에 양국이 상호 국가 승인을 하기에 이르러 완전히 외교관계가 수립되었다.”
164. ↑  “공관 약사”. 주독일 대한민국 대사관. 2012년 12월 10일에 원본 문서에서 보존된 문서. 2012년 11월 17일에 확인함. 1955.12.1  한·독 양국, 상호 국가승인 외교관계재개
165. ↑  “국가별 수출입”. 한국무역협회. 2011년 11월 2일에 원본 문서에서 보존된 문서. 2011년 9월 12일에 확인함.
166. ↑  “Aims of German development policy”. Federal Ministry for Economic Cooperation and Development. 2008년 4월 10일. 2011년 3월 10일에 원본 문서에서 보존된 문서.
167. ↑  Green, Andrew (2019년 8월 8일). “Germany, foreign aid, and the elusive 0.7%”. 《Devex》. 2019년 8월 8일에 원본 문서에서 보존된 문서.
168. ↑  Tian, Nan; Fleurant, Aude; Kuimova, Alexandra; Wezeman, Pieter D.; Wezeman, Siemon T. (April 2019). “Trends in World Military Expenditure”. 《SIPRI Fact Sheet》. Stockholm International Peace Research Institute. 2020년 3월 8일에 원본 문서에서 보존된 문서. 2020년 3월 9일에 확인함.
169. ↑  “White House considers withdrawing 9,500 US soldiers from Germany”. 《International Insider》. 2020년 6월 8일. 2021년 3월 3일에 원본 문서에서 보존된 문서. 2021년 3월 6일에 확인함.
170. ↑  “Germany to increase defence spending”. 《IHS Jane's 360》. 2015년 7월 5일에 원본 문서에서 보존된 문서. 2016년 1월 20일에 확인함.
171. ↑  “Germany commits €100 billion to defense spending”. 《Deutsche Welle》. 2022년 2월 27일. 2022년 3월 11일에 확인함.
172. ↑  Schuetze, Christopher F. (2022년 2월 27일). “Russia's invasion prompts Germany to beef up military funding.”. 《The New York Times》. 2022년 3월 11일에 확인함.
173. ↑  “Aktuelle Personalzahlen der Bundeswehr” [Current personnel numbers of the Federal Defence] (독일어). Bundeswehr. 2020년 3월 1일에 원본 문서에서 보존된 문서. 2020년 3월 2일에 확인함.
174. ↑  “Ausblick: Die Bundeswehr der Zukunft” (독일어). Bundeswehr. 2011년 6월 4일에 원본 문서에서 보존된 문서. 2011년 6월 5일에 확인함.
175. ↑  Connolly, Kate (2010년 11월 22일). “Germany to abolish compulsory military service”. 《The Guardian》. 2013년 9월 17일에 원본 문서에서 보존된 문서.
176. ↑  Pidd, Helen (2011년 3월 16일). “Marching orders for conscription in Germany, but what will take its place?”. 《The Guardian》. 2013년 9월 22일에 원본 문서에서 보존된 문서.
177. ↑  “Frauen in der Bundeswehr” (독일어). Bundeswehr. 2011년 4월 29일에 원본 문서에서 보존된 문서. 2011년 4월 14일에 확인함.
178. ↑  Wezeman, Pieter D.; Fleurant, Aude; Kuimova, Alexandra; Tian, Nan; Wezeman, Siemon T. (March 2019). “Trends in International Arms Transfers”. Stockholm International Peace Research Institute. 2020년 3월 12일에 원본 문서에서 보존된 문서. 2020년 3월 9일에 확인함.
179. ↑  “Grundgesetz für die Bundesrepublik Deutschland, Artikel 65a,87,115b” (PDF) (독일어). Bundesministerium der Justiz. 2017년 5월 28일에 원본 문서 (PDF)에서 보존된 문서. 2011년 3월 19일에 확인함.
180. ↑  “Einsatzzahlen – die Stärke der deutschen Kontingente” (독일어). Bundeswehr. 2017년 8월 18일. 2017년 8월 23일에 원본 문서에서 보존된 문서.
181. ↑  “Germany extends unified armed forces mission in Mali”. 《International Insider》. 2020년 6월 1일. 2021년 2월 26일에 원본 문서에서 보존된 문서. 2021년 3월 6일에 확인함.
182. 1 2  Lavery, Scott; Schmid, Davide (2018). Frankfurt as a financial centre after Brexit (PDF) (보고서). SPERI Global Political Economy Brief. University of Sheffield. 2021년 6월 20일에 원본 문서 (PDF)에서 보존된 문서. 2020년 3월 30일에 확인함.
183. ↑  “Corruption Perceptions Index 2019”. Transparency International. 2020년 1월 24일. 2020년 3월 27일에 원본 문서에서 보존된 문서. 2020년 3월 29일에 확인함.
184. ↑  Schwab, Klaus. “The Global Competitiveness Report 2018” (PDF). 11쪽. 2020년 2월 24일에 원본 문서 (PDF)에서 보존된 문서. 2020년 3월 29일에 확인함.
185. ↑  Bajpai, Prableen (2020년 1월 22일). “The 5 Largest Economies In The World And Their Growth In 2020”. NASDAQ. 2020년 3월 21일에 원본 문서에서 보존된 문서.
186. ↑  “GDP, PPP (current international $)”. World Bank. 2020년 3월 30일에 원본 문서에서 보존된 문서. 2020년 3월 29일에 확인함.
187. ↑  “GDP per capita in PPS”. 《ec.europa.eu/eurostat》. Eurostat. 2015년 1월 20일에 원본 문서에서 보존된 문서. 2020년 6월 18일에 확인함.
188. ↑  “Unemployment statistics”. 《Eurostat》. 2020년 4월 6일에 원본 문서에서 보존된 문서. 2020년 3월 29일에 확인함.
189. ↑  “The European single market”. European Commission. 2016년 7월 5일. 2020년 4월 9일에 원본 문서에서 보존된 문서. 2020년 3월 30일에 확인함.
190. ↑  Andrews, Edmund L. (2002년 1월 1일). “Germans Say Goodbye to the Mark, a Symbol of Strength and Unity”. 《The New York Times》. 2011년 5월 1일에 원본 문서에서 보존된 문서.
191. ↑  “Germany: Spend More At Home”. International Monetary Fund. 2018년 1월 8일에 원본 문서에서 보존된 문서. 2018년 4월 28일에 확인함.
192. ↑  “Monetary policy”. Bundesbank. 2021년 6월 20일에 원본 문서에서 보존된 문서. 2020년 3월 30일에 확인함.
193. ↑  Randall, Chris (2019년 12월 10일). “CAM study reveals: German carmakers are most innovative”. Electrive. 2020년 5월 10일에 원본 문서에서 보존된 문서.
194. ↑  “Hyundai, Now the No. 3 Carmaker, Takes Aim at Toyota and Volkswagen”. 《Bloomberg》. 2022년 12월 20일.
195. ↑  “Motor vehicle manufacturers: largest companies by sales 2022”. 《Statista》 (영어). 2023년 7월 3일에 확인함.
196. ↑  Harley, Michael (2023년 5월 22일). “China Overtakes Japan As The World's Biggest Exporter Of Passenger Cars”. 《Forbes》 (영어).
197. ↑  “Foreign trade”. 《Statistiches Bundesamt》. 2015년 5월 2일에 원본 문서에서 보존된 문서. 2015년 4월 23일에 확인함.
198. ↑  “Global 500”. 《Fortune》. 2021년 6월 20일에 원본 문서에서 보존된 문서. 2020년 3월 30일에 확인함.
199. ↑  “DAX”. Bloomberg. 2020년 5월 21일에 원본 문서에서 보존된 문서. 2020년 3월 30일에 확인함.
200. ↑  “Brand value of the leading 10 most valuable German brands in 2019”. 《Statista》. 2019년 12월 10일에 원본 문서에서 보존된 문서. 2020년 3월 30일에 확인함.
201. ↑  Frost, Simon (2015년 8월 28일). “Berlin outranks London in start-up investment”. 《euractiv.com》. 2015년 11월 6일에 원본 문서에서 보존된 문서. 2015년 10월 28일에 확인함.
202. ↑  Dakers, Marion (2017년 5월 11일). “Secrets of growth: the power of Germany's Mittelstand”. 《The Telegraph》. 2019년 3월 6일에 원본 문서에서 보존된 문서.
203. ↑  Bayley, Caroline (2017년 8월 17일). “Germany's 'hidden champions' of the Mittelstand”. 《BBC News》. 2019년 5월 22일에 원본 문서에서 보존된 문서.
204. ↑  “Back to the Future: Germany - A Country of Research”. 《German Academic Exchange Service》. 2005년 2월 23일. 2006년 2월 6일에 원본 문서에서 보존된 문서. 2006년 12월 8일에 확인함.
205. ↑  National Science Nobel Prize shares 1901-2009 by citizenship at the time of the award and by country of birth. From J. Schmidhuber (2010), Evolution of National Nobel Prize Shares in the 20th Century 보관됨 27 3월 2014 - 웨이백 머신 at arXiv:1009.2634v1
206. ↑  Swedish academy awards. ScienceNews web edition, Friday, 1 October 2010: http://www.sciencenews.org/view/generic/id/63944/title/Swedish_academy_awards 보관됨 2012-09-29 - 웨이백 머신
207. ↑  Hammerstein, Notker (2004). 〈Epilogue: Universities and War in the Twentieth Century〉.   Rüegg, Walter. 《A History of the University in Europe: Volume Three, Universities in the Nineteenth and Early Twentieth Centuries (1800–1945)》. Cambridge: Cambridge University Press. 637–672쪽. ISBN 9781139453028. 2020년 9월 20일에 확인함.
208. ↑  Jöckle, Clemens (2003). 《Encyclopedia of Saints》. Konecky & Konecky. 204쪽.
209. ↑  “Gutenberg, Man of the Millennium”. 《1,000+ People of the Millennium and Beyond》. 2000. 2012년 3월 3일에 원본 문서에서 보존된 문서.
210. ↑  “DPMA | Johannes Kepler”.
211. ↑  “Archived copy”. 2021년 6월 24일에 원본 문서에서 보존된 문서. 2023년 9월 1일에 확인함.
212. ↑  https://micro.magnet.fsu.edu/optics/timeline/people/kepler.html
213. ↑  “The Father of Ecology”. 2020년 2월 19일.
214. ↑  “The Forgotten Father of Environmentalism”. 《The Atlantic》. 2015년 12월 23일.
215. ↑  Tan, S. Y.; Berman, E. (2008). “Robert Koch (1843-1910): father of microbiology and Nobel laureate”. 《Singapore Medical Journal》 49 (11): 854–855. PMID 19037548.
216. ↑  Gradmann, Christoph (2006). “Robert Koch and the white death: from tuberculosis to tuberculin”. 《Microbes and Infection》 8 (1): 294–301. doi:10.1016/j.micinf.2005.06.004. PMID 16126424.
217. ↑  “Mit Nobelpreisträger Karl Ferdinand Braun begann das Fernsehzeitalter”. 《Die Welt》. 1970년 1월 1일. 2022년 6월 9일에 확인함.
218. ↑  Peter Russer (2009). 〈Ferdinand Braun — A pioneer in wireless technology and electronics〉. 《2009 European Microwave Conference (EuMC)》. 547–554쪽. doi:10.23919/EUMC.2009.5296324. ISBN 978-1-4244-4748-0. S2CID 34763002.
219. ↑  Smil, Vaclav (2004). 《Enriching the Earth: Fritz Haber, Carl Bosch, and the Transformation of World Food Production》. Cambridge, Massachusetts: MIT Press. 156쪽. ISBN 9780262693134.
220. ↑  Flavell-While, Claudia. “Fritz Haber and Carl Bosch – Feed the World”. 《www.thechemicalengineer.com》. 2021년 4월 30일에 확인함.
221. ↑  “Physics: past, present, future”. 《Physics World》. 1999년 12월 6일. 2023년 8월 1일에 확인함.
222. ↑  https://www.facebook.com/watch/?v=213500586521910
223. ↑  “A Guide to Wernher von Braun's Life”. Apollo11space.com. December 2019. 2022년 2월 16일에 확인함.
224. ↑  “Federal Report on Research and Innovation 2014” (PDF). Federal Ministry of Education and Research. 2014. 2016년 5월 14일에 원본 문서 (PDF)에서 보존된 문서. 2015년 3월 26일에 확인함.
225. ↑  McCarthy, Niall (2020년 1월 13일). “The countries leading the world in scientific research”. World Economic Forum. 2020년 3월 12일에 원본 문서에서 보존된 문서.
226. ↑  Boytchev, Hristio (2019년 3월 27일). “An introduction to the complexities of the German research scene”. 《Nature》 567 (7749): S34–S35. Bibcode:2019Natur.567S..34B. doi:10.1038/d41586-019-00910-7. PMID 30918381.
227. ↑  “Germany invests 3.3 billion euro in European space exploration and becomes ESA's largest contributor”. German Aerospace Centre. 2019년 11월 28일. 2021년 6월 20일에 원본 문서에서 보존된 문서. 2020년 5월 17일에 확인함.
228. ↑  Dutta, Soumitra; Lanvin, Bruno; Wunsch-Vincent, Sacha; León, Lorena Rivera; World Intellectual Property Organization. “Global Innovation Index 2023”. WIPO. doi:10.34667/tind.46596. 2023년 10월 17일에 확인함.
229. ↑  “Assessment of strategic plans and policy measures on Investment and Maintenance in Transport Infrastructure” (PDF). International Transport Forum. 2012. 2015년 1월 1일에 원본 문서 (PDF)에서 보존된 문서. 2014년 3월 15일에 확인함.
230. ↑  “Transport infrastructure at regional level”. 《Eurostat》. 2018년 9월 15일에 원본 문서에서 보존된 문서. 2020년 3월 30일에 확인함.
231. ↑  Jeremic, Sam (2013년 9월 16일). “Fun, fun, fun on the autobahn”. 《The West Australian》. 2013년 10월 12일에 원본 문서에서 보존된 문서.
232. ↑  “ICE High-Speed Trains”. Eurail. 2019년 10월 11일에 원본 문서에서 보존된 문서. 2020년 4월 3일에 확인함.
233. ↑  “List of major airports in Germany”. AirMundo. 2020년 3월 17일에 원본 문서에서 보존된 문서. 2020년 4월 3일에 확인함.
234. ↑  “Top World Container Ports”. Port of Hamburg. 2017년 10월 10일에 원본 문서에서 보존된 문서. 2020년 4월 3일에 확인함.
235. ↑  “Germany”. US Energy Information Administration. 2023년 6월 5일에 원본 문서에서 보존된 문서. 2023년 8월 30일에 확인함.
236. ↑  Paddison, Laura; Schmidt, Nadine; Kappeler, Inke (2023년 4월 15일). “'A new era': Germany quits nuclear power, closing its final three plants”. CNN.
237. ↑  Wettengel, Julian (2019년 1월 2일). “Renewables supplied 40 percent of net public power in Germany in 2018”. 《Clean Energy Wire》. 2021년 6월 20일에 원본 문서에서 보존된 문서. 2020년 4월 10일에 확인함.
238. 1 2  “Germany”. International Energy Agency. 2021년 12월 16일. 2022년 5월 24일에 확인함.
239. ↑  “Committed to Biodiversity” (PDF). Federal Ministry for Economic Cooperation and Development. 2017. 2020년 2월 12일에 원본 문서 (PDF)에서 보존된 문서. 2020년 4월 10일에 확인함.
240. ↑  Eddy, Melissa (2019년 11월 15일). “Germany Passes Climate-Protection Law to Ensure 2030 Goals”. 《The New York Times》. 2020년 3월 13일에 원본 문서에서 보존된 문서.
241. ↑  “Legal Country Mapping: Germany” (PDF). WaterLex. 2018년 7월 6일. 2020년 9월 28일에 원본 문서 (PDF)에서 보존된 문서. 2021년 3월 27일에 확인함.
242. ↑  “Germany is the world's leading nation for recycling”. Climate Action. 2017년 12월 11일. 2019년 9월 11일에 원본 문서에서 보존된 문서.
243. ↑  “Greenhouse gas emissions per capita in the European Union (EU-28) in 2018, by country”. 《Statista》. 2021년 3월 4일에 원본 문서에서 보존된 문서. 2021년 3월 24일에 확인함.
244. ↑  “Greenhouse Gas Emissions from Energy Data Explorer”. International Energy Agency. 2021년 11월 10일. 2022년 11월 8일에 확인함.
245. ↑  Federal Ministry for the Environment (2012년 3월 29일). 《Langfristszenarien und Strategien für den Ausbau der erneuerbaren Energien in Deutschland bei Berücksichtigung der Entwicklung in Europa und global》 [Long-term Scenarios and Strategies for the Development of Renewable Energy in Germany Considering Development in Europe and Globally] (PDF). Federal Ministry for the Environment (BMU). 2015년 9월 21일에 원본 문서 (PDF)에서 보존된 문서.
246. ↑  “International tourism, number of arrivals”. 《Index Mundi》. 2017년 11월 6일에 원본 문서에서 보존된 문서. 2020년 3월 13일에 확인함.
247. ↑  “Tourism as a driver of economic growth in Germany” (PDF). Federal Ministry for Economic Affairs and Energy. November 2017. 2020년 7월 8일에 원본 문서 (PDF)에서 보존된 문서. 2020년 7월 5일에 확인함.
248. ↑  “Germany's most visited landmarks”. DW. 2020년 7월 6일에 원본 문서에서 보존된 문서. 2020년 7월 5일에 확인함.
249. ↑  “Attendance at the Europa Park Rust theme park from 2009 to 2018 (in millions)”. Statista. 2020년 6월 19일. 2020년 8월 1일에 원본 문서에서 보존된 문서. 2020년 7월 5일에 확인함.
250. ↑  “Zensus 2011: Bevölkerung am 9. Mai 2011” (PDF). Destatis. 2017년 10월 10일에 원본 문서 (PDF)에서 보존된 문서. 2013년 6월 1일에 확인함.
251. ↑  “Bevölkerung nach Geschlecht und Staatsangehörigkeit”. 《Destatis》. 2019년 8월 23일에 원본 문서에서 보존된 문서. 2022년 8월 25일에 확인함.
252. 1 2 3  “National Minorities in Germany” (PDF). Federal Ministry of the Interior (Germany). May 2010. 2013년 4월 21일에 원본 문서 (PDF)에서 보존된 문서. 2014년 6월 23일에 확인함.
253. ↑  Webb, Alex (2014년 5월 20일). “Germany Top Migration Land After U.S. in New OECD Ranking”. 《Bloomberg》.
254. ↑  “International Migration Report 2015 – Highlights” (PDF). United Nations Department of Economic and Social Affairs. 2015. 2016년 5월 13일에 원본 문서 (PDF)에서 보존된 문서. 2016년 6월 9일에 확인함.
255. ↑  “Current population”. 《Federal Statistical Office》. 2023년 6월 20일.
256. ↑  “Foreign population”. OECD. 2020년 3월 13일에 원본 문서에서 보존된 문서. 2021년 10월 28일에 확인함.
257. ↑  “Pressemitteilung Nr. 158 vom 20. April 2023”. Statistisches Bundesamt. 2023년 4월 20일.
258. ↑  Demographia: World Urban Areas 보관됨 3 5월 2018 - 웨이백 머신. Retrieved 31 July 2016.
259. ↑  Minahan, James (2000). 〈Germans〉. 《One Europe, Many Nations: A Historical Dictionary of European National Groups》. Greenwood Publishing Group. 287–294쪽. ISBN 0-313-30984-1.
260. ↑  “Pressekonferenz "Zensus 2011 – Fakten zur Bevölkerung in Deutschland" am 31. Mai 2013 in Berlin” (PDF). Federal Statistical Office of Germany. 9–11쪽. 2017년 10월 10일에 원본 문서 (PDF)에서 보존된 문서.
261. ↑  “Official membership statistics of the Roman Catholic Church in Germany 2016” (PDF). Sekretariat der Deutschen Bischofskonferenz. 2017년 10월 10일에 원본 문서 (PDF)에서 보존된 문서. 2017년 6월 20일에 확인함.
262. ↑  “Official membership statistics of the Evangelical Church in Germany 2016” (PDF). Evangelischen Kirche in Deutschland. 2017년 10월 10일에 원본 문서 (PDF)에서 보존된 문서. 2017년 6월 5일에 확인함.
263. 1 2  “Bevölkerung im regionalen Vergleich nach Religion (ausführlich) -in %-”. 《Zensus 2011》 (독일어). Federal Statistical Office of Germany. 2011년 5월 9일. Zensus 2011 – Page 6쪽. 2013년 6월 21일에 원본 문서에서 보존된 문서.
264. ↑  “Zensus 2011 – Fakten zur Bevölkerung in Deutschland" am 31. Mai 2013 in Berlin” [2011 Census – Facts about the population of Germany on 31 May 2013 in Berlin] (PDF) (보도 자료) (독일어). Federal Statistical Office of Germany. 2017년 10월 10일에 원본 문서 (PDF)에서 보존된 문서. 2017년 9월 28일에 확인함.
265. ↑  “Religionszugehörigkeiten 2018”. 《Forschungsgruppe Weltanschauungen in Deutschland》 (독일어). 2019년 7월 25일. 2019년 7월 25일에 원본 문서에서 보존된 문서.
266. ↑  Thompson, Peter (2012년 9월 22일). “Eastern Germany: the most godless place on Earth”. 《The Guardian》. 2013년 9월 29일에 원본 문서에서 보존된 문서.
267. ↑  “Germany”. Berkley Center for Religion, Peace, and World Affairs. 2015년 3월 24일에 원본 문서에서 보존된 문서. 2015년 3월 27일에 확인함.
268. 1 2  “Special Eurobarometer 243: Europeans and their Languages (Survey)” (PDF). Europa. 2006. 2016년 4월 14일에 원본 문서 (PDF)에서 보존된 문서. 2011년 3월 28일에 확인함.
European Commission (2006). “Special Eurobarometer 243: Europeans and their Languages (Executive Summary)” (PDF). Europa. 2011년 4월 30일에 원본 문서 (PDF)에서 보존된 문서. 2011년 3월 28일에 확인함.
269. ↑  “Frequently asked questions on languages in Europe”. European Commission. 2013년 9월 26일. 2020년 7월 5일에 원본 문서에서 보존된 문서. 2020년 7월 5일에 확인함.
270. ↑  “The German Language”. FAZIT Communication GmbH. 2018년 2월 20일. 2020년 10월 2일에 원본 문서에서 보존된 문서. 2020년 7월 5일에 확인함.
271. 1 2  “Country profile: Germany” (PDF). Library of Congress. April 2008. 2011년 4월 27일에 원본 문서 (PDF)에서 보존된 문서. 2011년 3월 28일에 확인함.
272. ↑  Trines, Stefan (2016년 11월 8일). “Education in Germany”. 《World Education News and Reviews》. 2019년 4월 5일에 원본 문서에서 보존된 문서. 2020년 7월 5일에 확인함.
273. ↑  “A German model goes global”. 《Financial Times》. 2012년 5월 21일. 2012년 7월 28일에 원본 문서에서 보존된 문서. 2014년 9월 28일에 확인함.
274. ↑  Pitman, Tim; Hannah Forsyth (2014년 3월 18일). “Should we follow the German way of free higher education?”. 《The Conversation》. 2014년 3월 18일에 원본 문서에서 보존된 문서.
275. ↑  Bridgestock, Laura (2014년 11월 13일). “The Growing Popularity of International Study in Germany”. 《QS Topuniversities》. 2016년 4월 13일에 원본 문서에서 보존된 문서.
276. ↑  Bertram, Björn. “Rankings: Universität Heidelberg in International Comparison”. Universität Heidelberg. 2014년 9월 21일에 원본 문서에서 보존된 문서. 2014년 9월 28일에 확인함.
277. ↑  “Humboldt University of Berlin”. 《Times Higher Education》. 2020년 6월 15일에 원본 문서에서 보존된 문서. 2020년 7월 5일에 확인함.
278. ↑  Kern, Heinrich (2010). “Humboldt's educational ideal and modern academic education” (PDF). 《26th Annual Meeting of the Danube Rectors Conference》. 2021년 2월 24일에 원본 문서 (PDF)에서 보존된 문서. 2020년 7월 5일에 확인함.
279. ↑  “Hospital of the Holy Spirit Lübeck”. Lübeck + Travemünde. 2014년 12월 15일에 원본 문서에서 보존된 문서. 2014년 12월 12일에 확인함.
280. ↑  《Health Care Systems in Transition: Germany》 (PDF). European Observatory on Health Care Systems. 2000. 8쪽. 2011년 5월 13일에 원본 문서 (PDF)에서 보존된 문서.
281. ↑  “Germany statistics summary (2002–present)”. World Health Organization. 2016년 6월 6일에 원본 문서에서 보존된 문서. 2016년 6월 4일에 확인함.
282. ↑  “Health expenditure, total (% of GDP)”. World Bank. 2016년 1월 1일. 2017년 1월 30일에 원본 문서에서 보존된 문서.
283. ↑  “Overweight and obesity – BMI statistics”. 《Eurostat》. 2020년 3월 25일에 원본 문서에서 보존된 문서. 2020년 3월 14일에 확인함.
284. ↑  “Germany country profile”. 《BBC News》. 2015년 2월 25일. 2015년 6월 2일에 원본 문서에서 보존된 문서.
285. ↑  “BBC poll: Germany most popular country in the world”. 《BBC News》. 2013년 5월 23일. 2013년 5월 23일에 원본 문서에서 보존된 문서.
286. ↑  “World Service Global Poll: Negative views of Russia on the rise”. BBC. 2014년 6월 4일. 2014년 8월 12일에 원본 문서에서 보존된 문서.
287. ↑  MacGregor, Neil (2014년 9월 28일). “The country with one people and 1,200 sausages”. 《BBC News》. 2014년 12월 10일에 원본 문서에서 보존된 문서.
288. ↑  “Christmas Traditions in Austria, Germany, Switzerland”. German Ways. 2014년 12월 25일에 원본 문서에서 보존된 문서. 2014년 12월 12일에 확인함.
289. ↑  “World Heritage Sites in Germany”. UNESCO. 2016년 3월 23일에 원본 문서에서 보존된 문서. 2016년 3월 22일에 확인함.
290. ↑  John Kmetz; Ludwig Finscher; Giselher Schubert; Wilhelm Schepping; Philip V. Bohlman (2001년 1월 20일). 〈Germany, Federal Republic of〉. 《Grove Music Online》. doi:10.1093/gmo/9781561592630.article.40055.
291. ↑  “The Recorded Music Industry in Japan” (PDF). Recording Industry Association of Japan. 2013. 24쪽. 2013년 8월 18일에 원본 문서 (PDF)에서 보존된 문서. 2014년 2월 8일에 확인함.
292. ↑  “Kraftwerk maintain their legacy as electro-pioneers”. 《Deutsche Welle》. 2011년 4월 8일. 2013년 4월 4일에 원본 문서에서 보존된 문서.
293. ↑  Nye, Sean. “Minimal Understandings: The Berlin Decade, The Minimal Continuum, and Debates on the Legacy of German Techno”. 《Journal of Popular Music Studies》. 2015년 1월 1일에 원본 문서에서 보존된 문서. 2014년 12월 12일에 확인함.
294. 1 2 3  David Jenkinson; Günther Binding; Doris Kutschbach; Ulrich Knapp; Howard Caygill; Achim Preiss; Helmut Börsch-Supan; Thomas Kliemann; April Eisman; Klaus Niehr; Jeffrey Chipps Smith; Ulrich Leben; Heidrun Zinnkann; Angelika Steinmetz; Walter Spiegl; G. Reinheckel; Hannelore Müller; Gerhard Bott; Peter Hornsby; Anna Beatriz Chadour; Erika Speel; A. Kenneth Snowman; Brigitte Dinger; Annamaria Giusti; Harald Olbrich; Christian Herchenröder; David Alan Robertson; Dominic R. Stone; Eduard Isphording; Heinrich Dilly (2018년 12월 10일). 〈Germany, Federal Republic of〉. 《Grove Art Online》. doi:10.1093/gao/9781884446054.article.T031531. ISBN 978-1-884446-05-4.
295. ↑  “Bauhaus: The Single Most Influential School of Design”. 《Gizmodo》. 2012년 6월 13일. 2014년 12월 21일에 원본 문서에서 보존된 문서.
296. ↑  “Berlin as a fashion capital: the improbable rise”. Fashion United UK. 2012년 1월 12일. 2015년 5월 8일에 원본 문서에서 보존된 문서.
297. ↑  Stiewe, Heinrich (2007). 《Fachwerkhäuser in Deutschland: Konstruktion, Gestalt und Nutzung vom Mittelalter bis heute》. Primus Verlag. ISBN 978-3-89678-589-3.
298. ↑  《A Dictionary of Architecture and Landscape Architecture》. Oxford University Press. 2006. 880쪽. ISBN 978-0-19-860678-9.
299. ↑  Jodidio, Philip (2008). 《100 Contemporary Architects》 1판. Taschen. ISBN 978-3-8365-0091-3.
300. ↑  Dégh, Linda (1979). “Grimm's Household Tales and its Place in the Household”. 《Western Folklore》 38 (2): 99–101. doi:10.2307/1498562. JSTOR 1498562.
301. ↑  “History of the Deutsches Wörterbuch”. 《DWB 150th Anniversary Exhibition and Symposium》 (독일어). Humboldt-Universität. 2004. 2015년 10월 15일에 원본 문서에서 보존된 문서. 2012년 6월 27일에 확인함.
302. ↑  Espmark, Kjell (2001). “The Nobel Prize in Literature”. Nobelprize.org. 2011년 4월 26일에 원본 문서에서 보존된 문서.
303. ↑  “Annual Report” (PDF). International Publishers Association. October 2014. 13쪽. 2016년 7월 11일에 원본 문서 (PDF)에서 보존된 문서. 2016년 7월 6일에 확인함.
304. ↑  Weidhaas, Peter; Gossage, Carolyn; Wright, Wendy A. (2007). 《A History of the Frankfurt Book Fair》. Dundurn Press. 11쪽. ISBN 978-1-55002-744-0.
305. ↑  Chase, Jefferson (2015년 3월 13일). “Leipzig Book Fair: Cultural sideshow with a serious side”. 《Deutsche Welle》. 2015년 4월 25일에 원본 문서에서 보존된 문서.
306. ↑  Searle, John (1987). 〈Introduction〉. 《The Blackwell Companion to Philosophy》. Wiley-Blackwell.
307. ↑  “Distribution of TV in Germany (German)”. Astra Sat. 2013년 2월 19일. 2015년 1월 1일에 원본 문서에서 보존된 문서.
308. 1 2 3 4  “Germany”. Media Landscapes. 2019년 3월 27일에 원본 문서에서 보존된 문서. 2020년 3월 14일에 확인함.
309. ↑  Batchelor, James (2019년 7월 16일). “German consumers spent €4.4bn on video games in 2018”. 《GamesIndustry.biz》. 2020년 5월 9일에 원본 문서에서 보존된 문서. 2020년 3월 15일에 확인함.
310. ↑  MacDonald, Keza (2022년 8월 23일). “Pushing Buttons: What to expect from the world's biggest games convention”. 《The Guardian》 (영국 영어).
311. ↑  Brockmann, Stephen (2010). 《A Critical History of German Film》. Camden House. 286쪽. ISBN 978-1-57113-468-4.
312. ↑  Reimer, Robert; Reimer, Carol (2019). 《Historical Dictionary of German Cinema》. Rowman & Littlefield. 331쪽. ISBN 978-1-5381-1940-2.
313. ↑  Philpott, Don (2016). 《The World of Wine and Food: A Guide to Varieties, Tastes, History, and Pairings》. Rowman & Littlefield. 344쪽. ISBN 978-1-4422-6804-3.
314. ↑  “Where does our cheese come from?”. 《Eurostat》. 2019년 1월 19일. 2019년 12월 4일에 원본 문서에서 보존된 문서. 2020년 3월 15일에 확인함.
315. ↑  “Guide to German Hams and Sausages”. German Foods North America. 2015년 3월 22일에 원본 문서에서 보존된 문서. 2015년 3월 26일에 확인함.
316. ↑  “In-depth look at Germany's national drink – beer”. 《The Times of India》. 2012년 9월 16일. 2021년 9월 30일에 원본 문서에서 보존된 문서. 2021년 9월 29일에 확인함.
317. ↑  Payne, Samantha (2014년 11월 20일). “Top 10 Heaviest Beer-drinking Countries: Czech Republic and Germany Sink Most Pints”. 《International Business Times》. 2015년 5월 13일에 원본 문서에서 보존된 문서.
318. ↑  “492 Years of Good Beer: Germans Toast the Anniversary of Their Beer Purity Law”. 《Spiegel Online》. 2008년 4월 23일. 2008년 5월 6일에 원본 문서에서 보존된 문서.
319. ↑  “German Wine Statistics”. Wines of Germany, Deutsches Weininstitut. 2014년 12월 14일에 원본 문서에서 보존된 문서. 2014년 12월 14일에 확인함.
320. ↑  “Wine production worldwide in 2019, by country (in million hectoliters)”. 《Statista》. 2021년 4월 1일에 원본 문서에서 보존된 문서. 2021년 3월 14일에 확인함.
321. ↑  Heller, Charlie (2017년 11월 15일). “Germany Was Just Awarded Its 300th Michelin Star”. 《Food and Wine》. 2017년 12월 28일에 원본 문서에서 보존된 문서. 2020년 3월 15일에 확인함.
322. ↑  Schalling, Herbert (2019년 8월 21일). “DFB: presidential candidate Fritz Keller promises 'no more one-man show'”. 《DW》. 2020년 3월 29일에 원본 문서에서 보존된 문서.
323. ↑  Gaines, Cork (2015년 5월 22일). “The NFL and Major League Baseball are the most attended sports leagues in the world”. 《Business Insider》. 2019년 8월 31일에 원본 문서에서 보존된 문서.
324. ↑  “FIFA World Cup Timeline”. FIFA. 2020년 3월 5일에 원본 문서에서 보존된 문서. 2020년 3월 7일에 확인함.
325. ↑  “History”. UEFA. 2020년 4월 18일에 원본 문서에서 보존된 문서. 2020년 3월 7일에 확인함.
326. ↑  “Confederations Cup”. FIFA. 2020년 3월 12일에 원본 문서에서 보존된 문서. 2020년 3월 7일에 확인함.
327. ↑  Smith, Damien (2020년 12월 15일). “Porsche to make Le Mans 24 Hours return in 2023”. 《Autocar》. 2021년 4월 12일에 원본 문서에서 보존된 문서. 2021년 4월 12일에 확인함.
328. ↑  Ornstein, David (2006년 10월 23일). “What we will miss about Michael Schumacher”. 《The Guardian》. 2014년 1월 8일에 원본 문서에서 보존된 문서.
329. ↑  “Vettel makes Formula One history with eighth successive victory”. 《Irish Independent》. 2013년 11월 17일. 2013년 12월 3일에 원본 문서에서 보존된 문서.
330. ↑  Reiche, Danyel (2016). 《Success and Failure of Countries at the Olympic Games》. Routledge. 99쪽. ISBN 978-1-317-63277-1.
331. ↑  Large, David Clay (2007). 《Nazi Games: The Olympics of 1936》. W. W. Norton & Company. 136, 337쪽. ISBN 978-0-393-05884-0.
332. ↑  Large 2007, 337쪽.

### 참고 문헌
- Fulbrook, Mary (1991). 《A Concise History of Germany》. Cambridge University Press. ISBN 978-0-521-36836-0.
- Murdoch, Adrian (2004). 〈Germania Romana〉.   Murdoch, Brian; Read, Malcolm. 《Early Germanic Literature and Culture》. Boydell & Brewer. 55–73쪽. ISBN 1-57113-199-X.

### 독일
- (독일어/영어) 독일연방공화국 공식 웹사이트
- (독일어/영어) 독일연방공화국 정부 공식 웹사이트
- (독일어/영어) 독일 외무부 웹사이트
- (독일어/영어) 독일 관광청

### 대한민국
- (한국어/독일어) 주 독일 대한민국 대사관
- (한국어/영어) 주 프랑크푸르트 대한민국 총영사관
- (독일어/영어/한국어) 주한 독일 대사관
- (독일어) KBS 월드라디오 독일어방송